# Sjtandart (schip, 1999)
Het fregat Sjtandart (Russisch: Штандартъ) is een moderne replica van het eerste schip van de Russische Baltische Vloot van tsaar Peter de Grote dat in 1703 te water werd gelaten nabij Olonets op bevel van commandant Aleksandr Mensjikov. De naam Standart/Sjtandart werd ook gegeven aan de keizerlijke jachten van de tsaren tot de Russische revolutie in 1917. Het keizerlijke jacht van tsaar Nicolaas II uit 1896 was de laatste van deze serie.

## Historie
Op 22 januari 1702, op het hoogtepunt van de Derde Noordse Oorlog, gaf Peter de Grote opdracht tot de bouw van de Sjtandart (Russisch: Штандартъ). Het schip, een fregat met 28 kanonnen, was het eerste onderdeel van de latere Baltische Vloot van Rusland. Die was verantwoordelijk voor het afslaan van de Zweedse zeeaanval op Sint-Petersburg in 1705.
Het origineel is ontworpen door Peter de Grote zelf, na zijn reis naar Nederland en Engeland. Op 23 maart 1703 werd de kiel gelegd op de scheepswerf van Olonets aan de rivier de Svir aan de oostoever van het Ladogameer, oostelijk van St. Petersburg. In augustus 1703 door de Nederlandse meester Vibe Gerense voltooid en vervolgens, met Peter als kapitein, naar St. Petersburg gevaren om gedoopt te worden. Het schip kreeg de naam Sjtandart, naar een nieuwe koninklijke standaard die alle vier de zeeën toont waar Rusland nu toegang toe had.

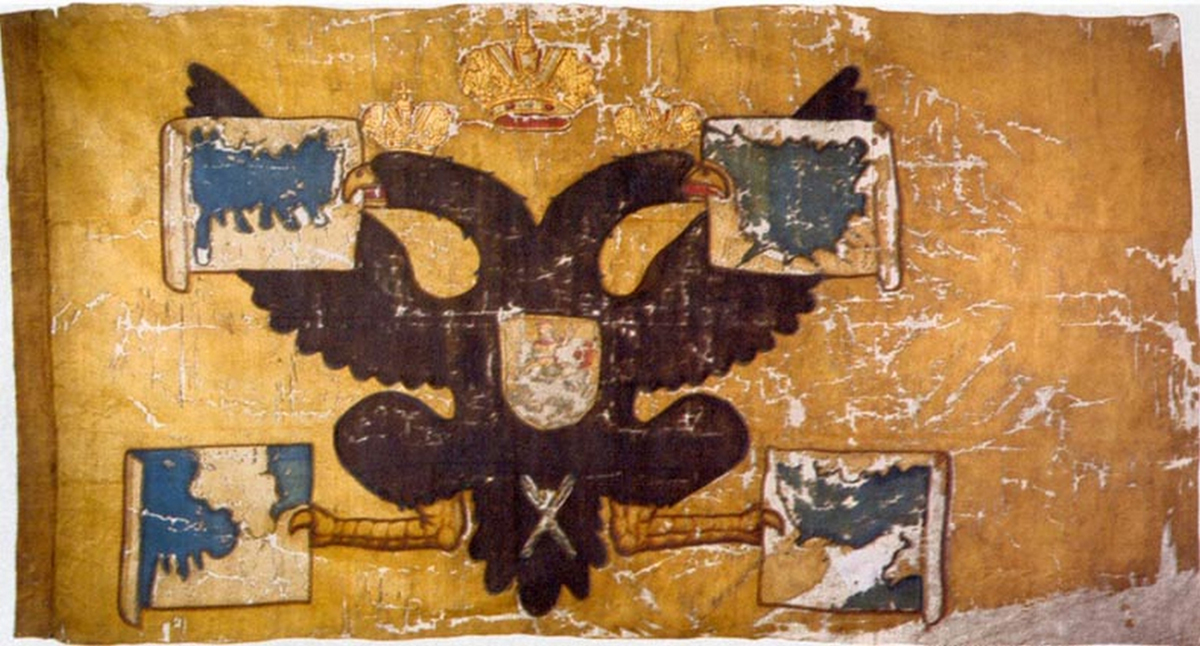
Afbeelding van de originele vlag, gebruikt door Peter de Grote.

Het deed dienst in de Derde Noordse Oorlog en was 16 jaar lang het vlaggenschip van de Russische marine. Nadat het in 1719 met pensioen was gegaan, bleef het liggen in het Kronverk-kanaal achter het Petrus en Paul-fort in Sint-Petersburg. In 1728 was het zo vervallen dat de romp bij het optakelen in stukken brak. Tsarina Catharina de Eerste gaf orders om een replica te bouwen, maar die werden toen niet uitgevoerd.

## Replica
Sint-Petersburg zou in 2003 zijn 300-jarig bestaan vieren. Daarom gaf de leiding van het Hermitage-Museum in 1988 opdracht aan maritiem onderzoeker Viktor Krainukov een expositie-model de construeren van het eerste schip dat gebouwd werd in die tijd, namelijk het vlaggenschip van Peter de Grote: de Sjtandart.

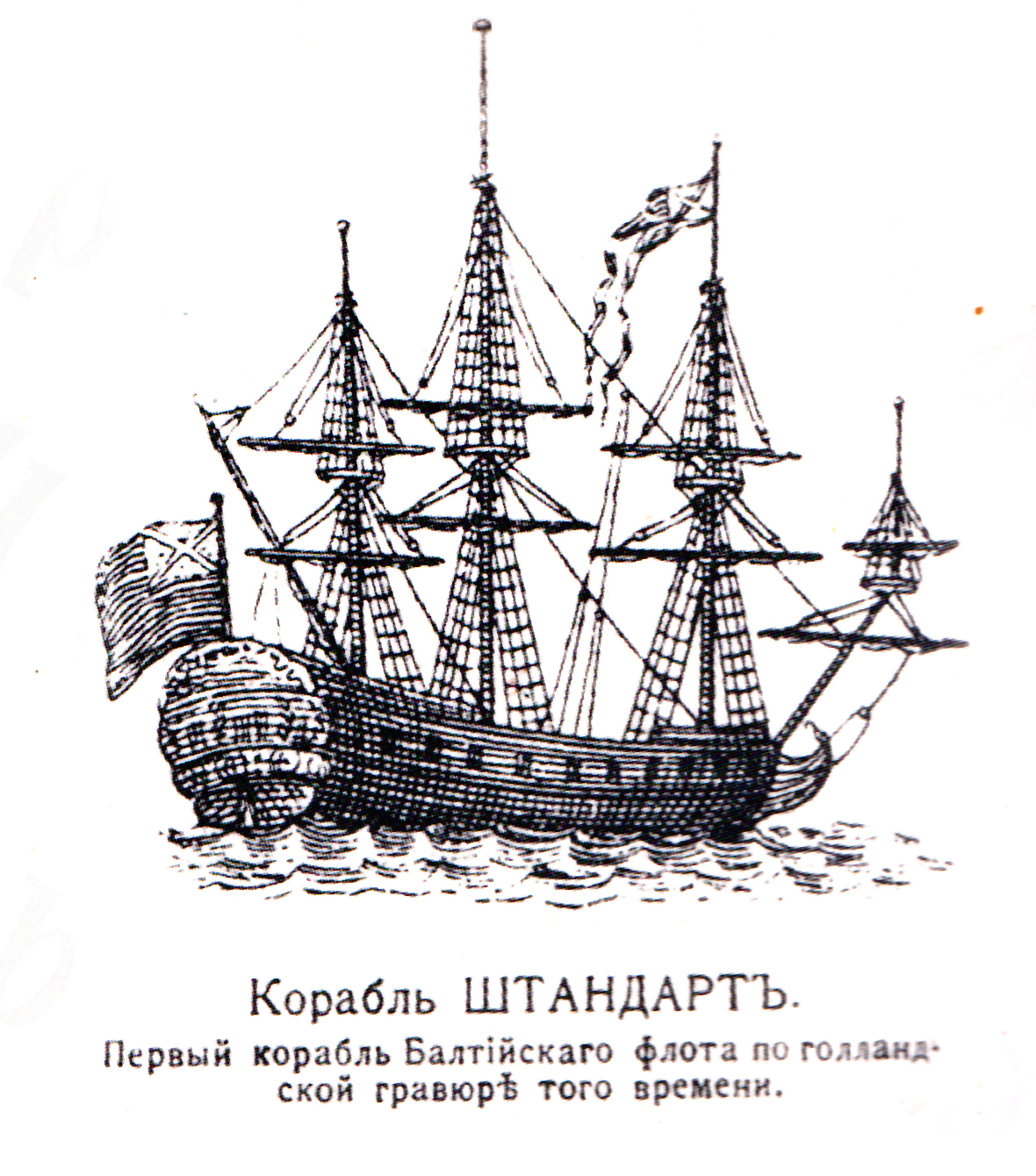
vrij vertaald:  "Het schip Sjtandart-het eerste schip van de Baltische vloot, naar Hollandse gravures van die tijd" (1705)
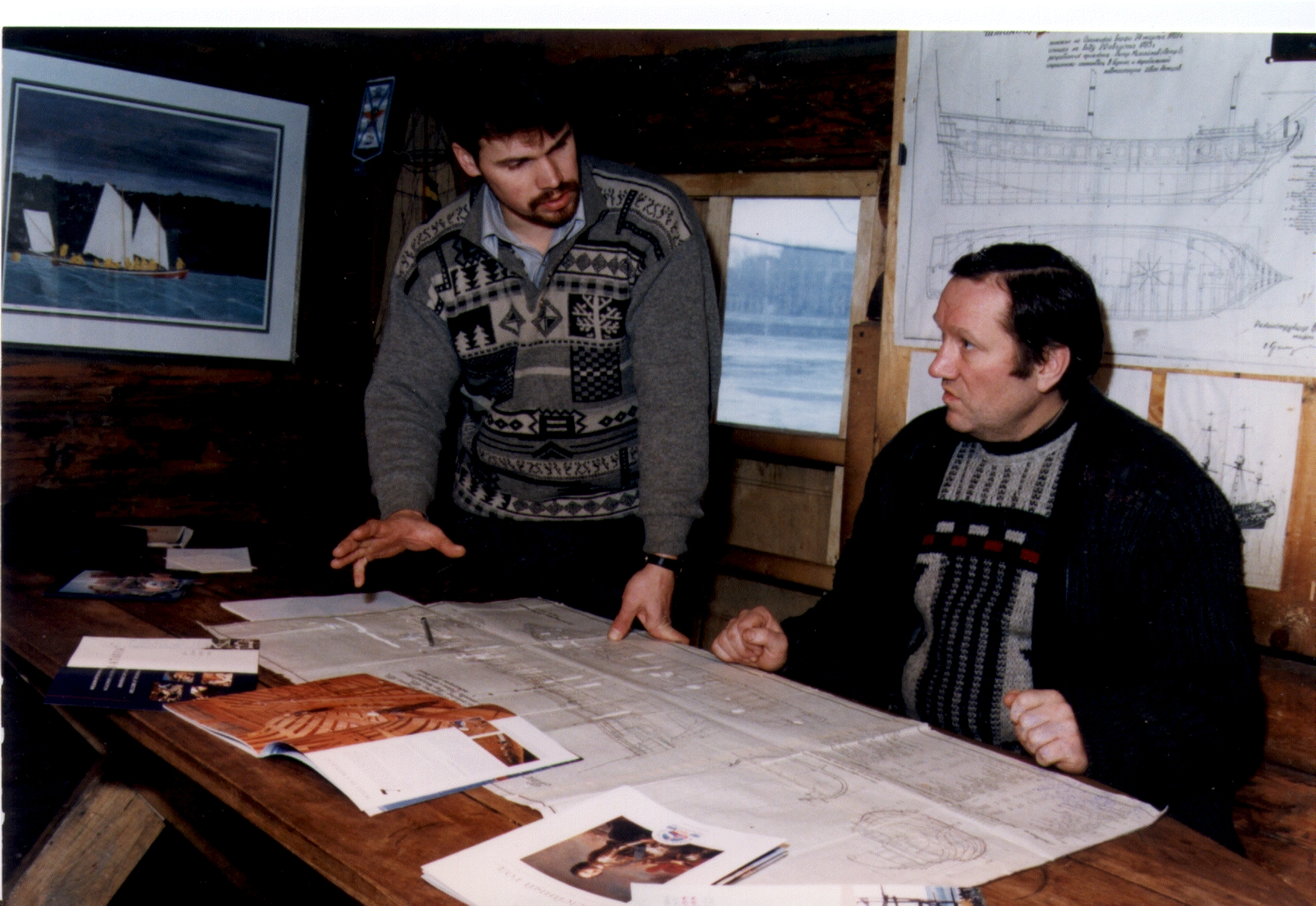
Vladimir Martous en historicus Viktor Krainukov met Sjtandart-tekeningen
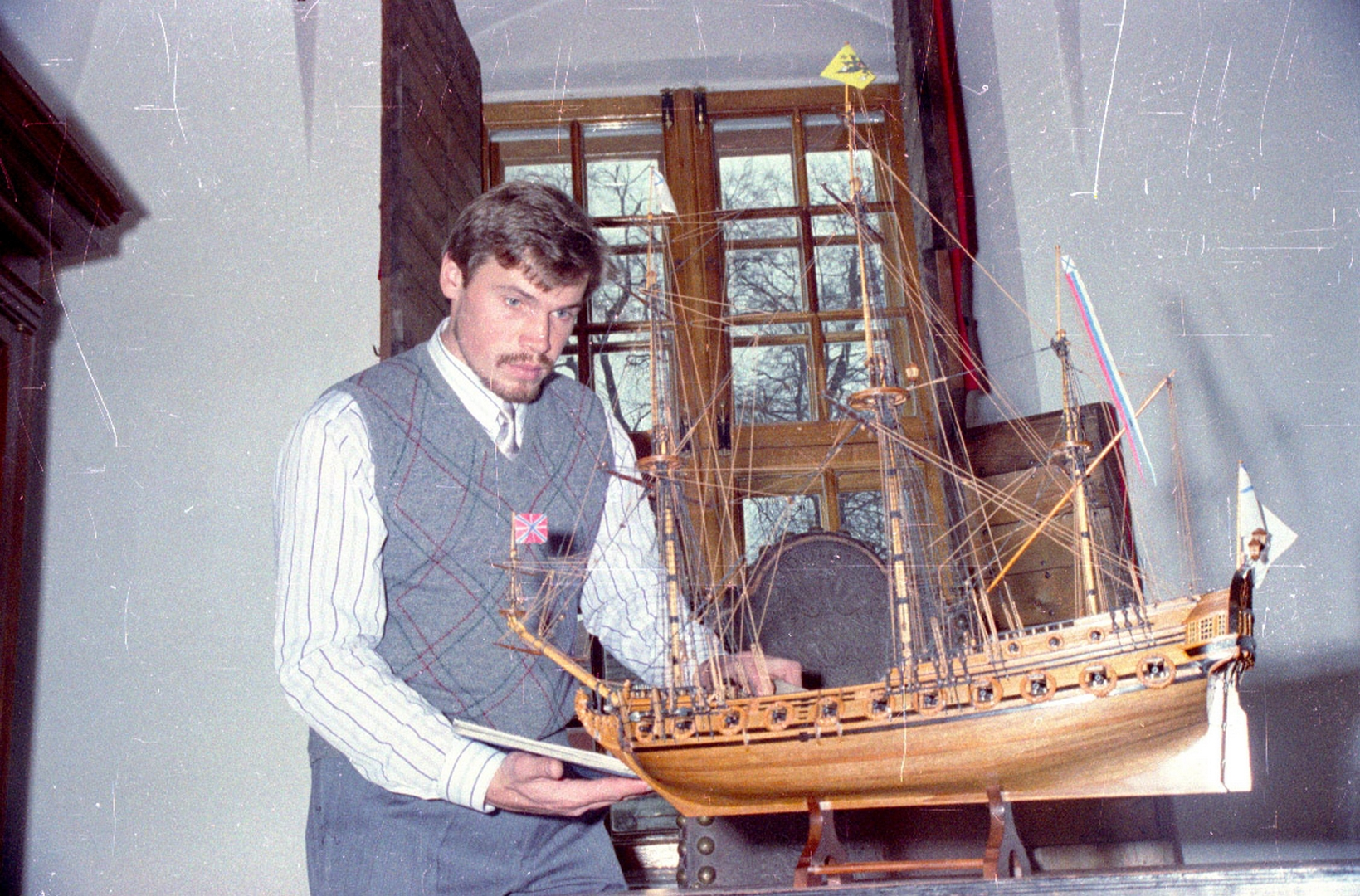
Martous met het model van de Sjtandart
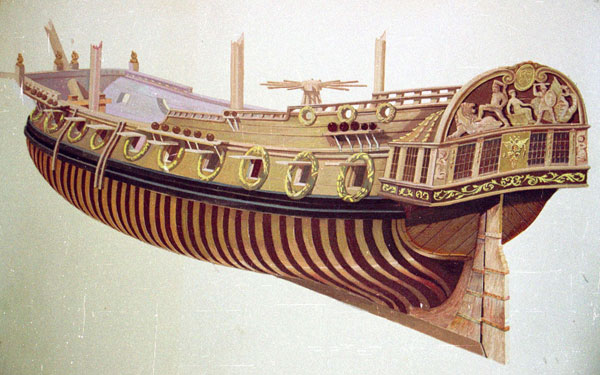
Artiesten-impressie van de modelstudie voor de constructie

### 1992
Er waren heel weinig gegevens, maar na uitgebreid onderzoek, maakte Krainukov een set constructietekeningen en het model. Toen Vladimir Martous, drijvende kracht achter het Maritiem Trainingscentrum, in 1992 voor het eerst dat model van het keizerlijke oorlogsschip in het Mensjikovpaleis van de stad zag, beloofde hij haar opnieuw te laten varen. "Op het moment dat ik het zag, werd ik verliefd", zei hij.

### 1993

#### Bouwplanning
In november 1994, 275 jaar nadat het voor de laatste keer had gevaren, kon de feitelijke wederopbouw van de Sjtandart eindelijk van start gaan, dankzij de schenkingen van bedrijven en instellingen en de Petersburgse overheid, die toestond dat hout uit diverse bospercelen kon worden gekapt.
Alleen werkend vanuit dat geleende model en de tekeningen, stelde Martous plannen op voor het opnieuw creëren van de Sjtandart. Met de hulp van onderzoekers, zoals Greg Palmer, scheepshistoricus en Viktor Krainukov, kenner van de Russische scheepsbouwhistorie, werden constructie tekeningen gemaakt.

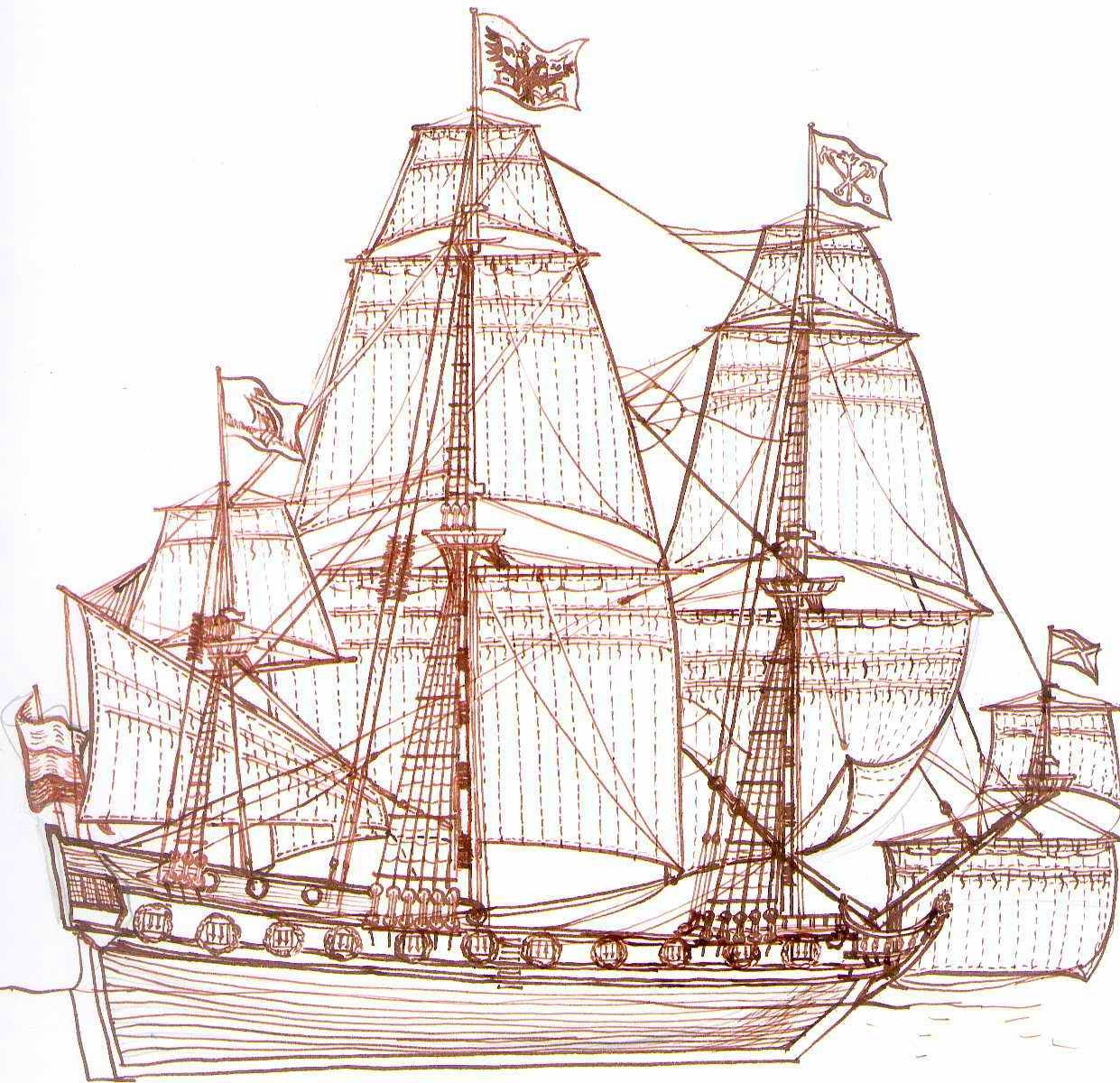
Artiestenimpressie van de volledig opgetuigde Sjtandart
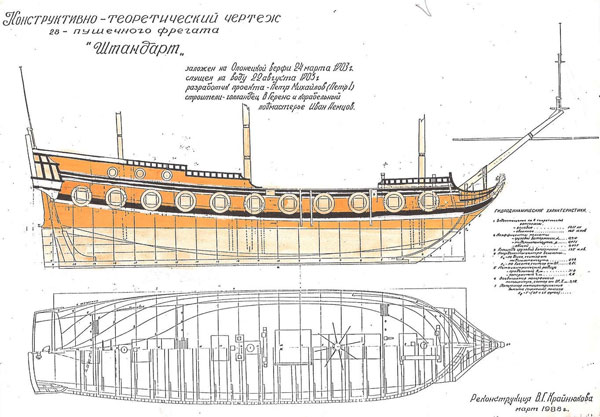
Lege scheepsromp met kleurenvoorstel
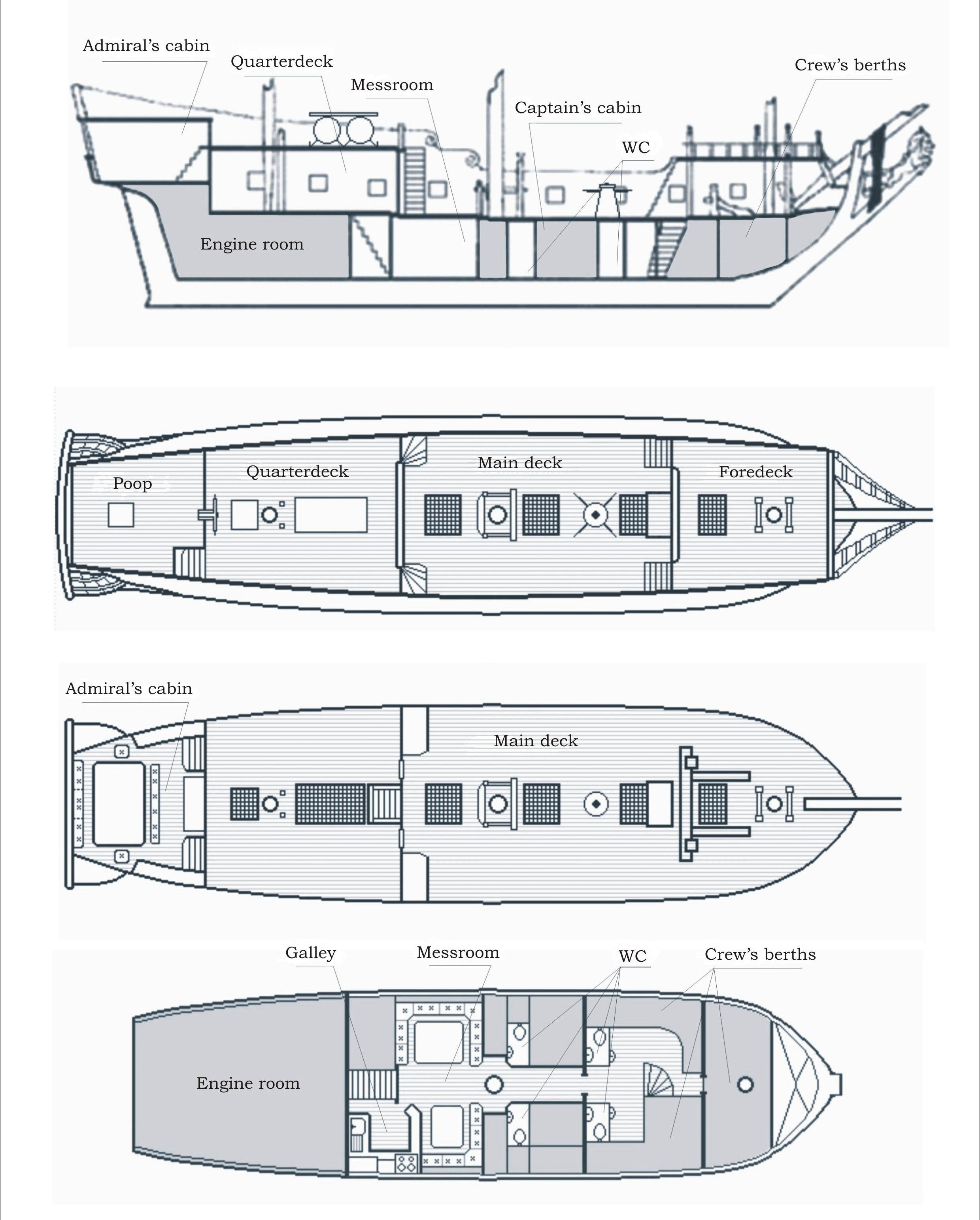
Doorsnede van de ontworpen Sjtandart-romp met indeling
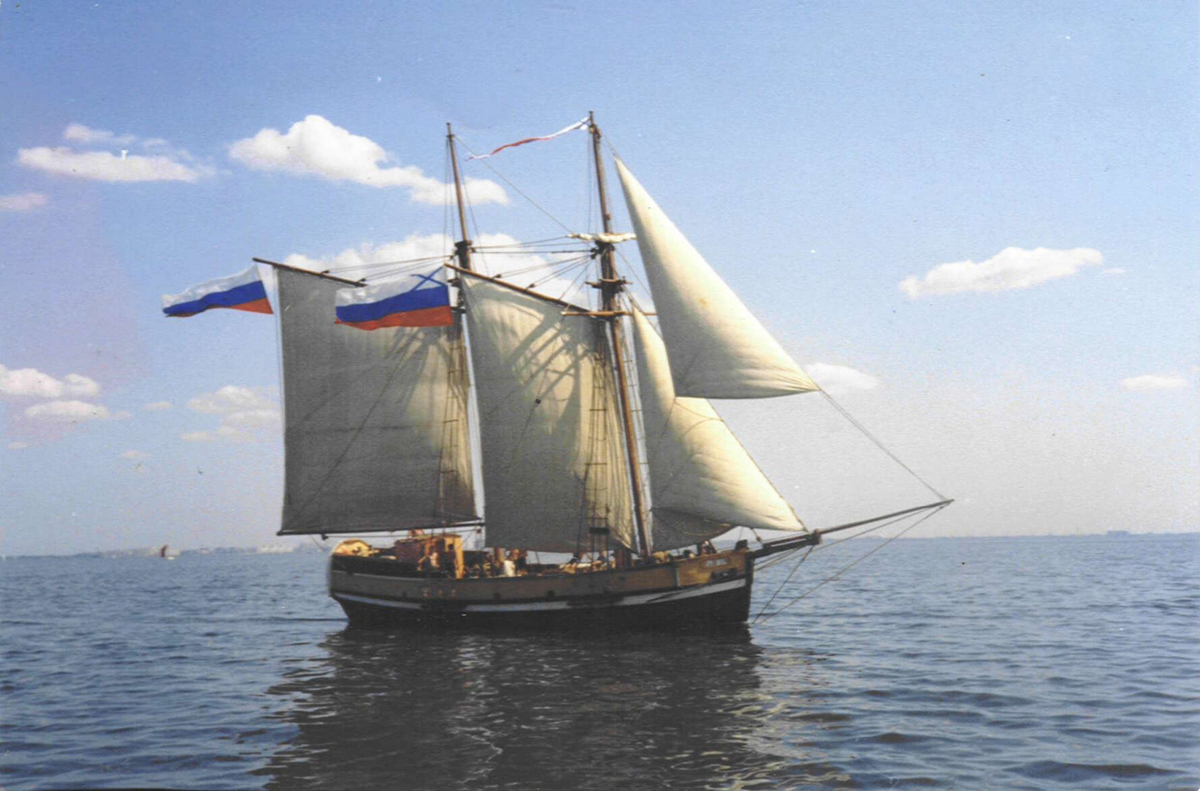
St Peter, eerste schip onder (de nieuwe) Russische marine-vlag met Andreas-kruis

### 1994
Hij werkte mee op de Bataviawerf in Lelystad onder leiding van Willem Vos en gebruikte zijn eigen ervaring bij de bouw van een eerder schip, de St. Peter, dat hij speciaal bouwde om de "Fêtes maritimes de Douarnenez" van 1992 te kunnen bezoeken, en dat hij had verkocht om de bouw van de Sjtandart te financieren. Later speelde dit schip mee in de filmserie 'Pirates of the Carribian'. Een extra moeilijkheid, maar een uitdaging voor de ontwerpers, was het historisch verantwoorde uiterlijk van het schip, het moest er als een replica uitzien. Dit, samen met de eis dat het ook reizen moest kunnen maken, en dus aan moderne technische- en leefbaarheidseisen moest voldoen. Daarom werd alles bovendeks origineel 18e-eeuws ontworpen, maar onderdeks werden drie compartimenten gecreëerd: machinekamer met dieselmotoren, dieselgenerator, een leefruimte met keuken en messroom en in het voorschip de sanitaire ruimte en de slaapruimte. Volledige moderne navigatie-apparatuur weggewerkt in de kamer van de admiraal. Één concessie werd gedaan: de 20 slaapplaatsen werden hangmatten, vanwege de ruimte en het comfort tijdens de (zee-) reizen.

#### Bouw
Met behulp van 18e-eeuwse technologie, en werkend op een nagebouwde 18e-eeuwse scheepswerf, werkte Martous met slechts 10 professionele scheepsbouwers en 30 studenten, hetgeen eerder de gecombineerde inspanningen van een jaar van meer dan 300 man kostte. Nu werd er zes jaar hard gewerkt in alle seizoenen, zelfs bij vorst van -25 C. Het team gebruikte dezelfde materialen en methoden als bij het originele vlaggenschip. Ze gebruikten hout uit het bos dat door tsaar Peter was geplant om zijn vloten te bouwen. Om dat te bevestigen werden 8000 massief-ijzeren 8-duim's spijkers met de hand gesmeed.

#### Kiel en spanten

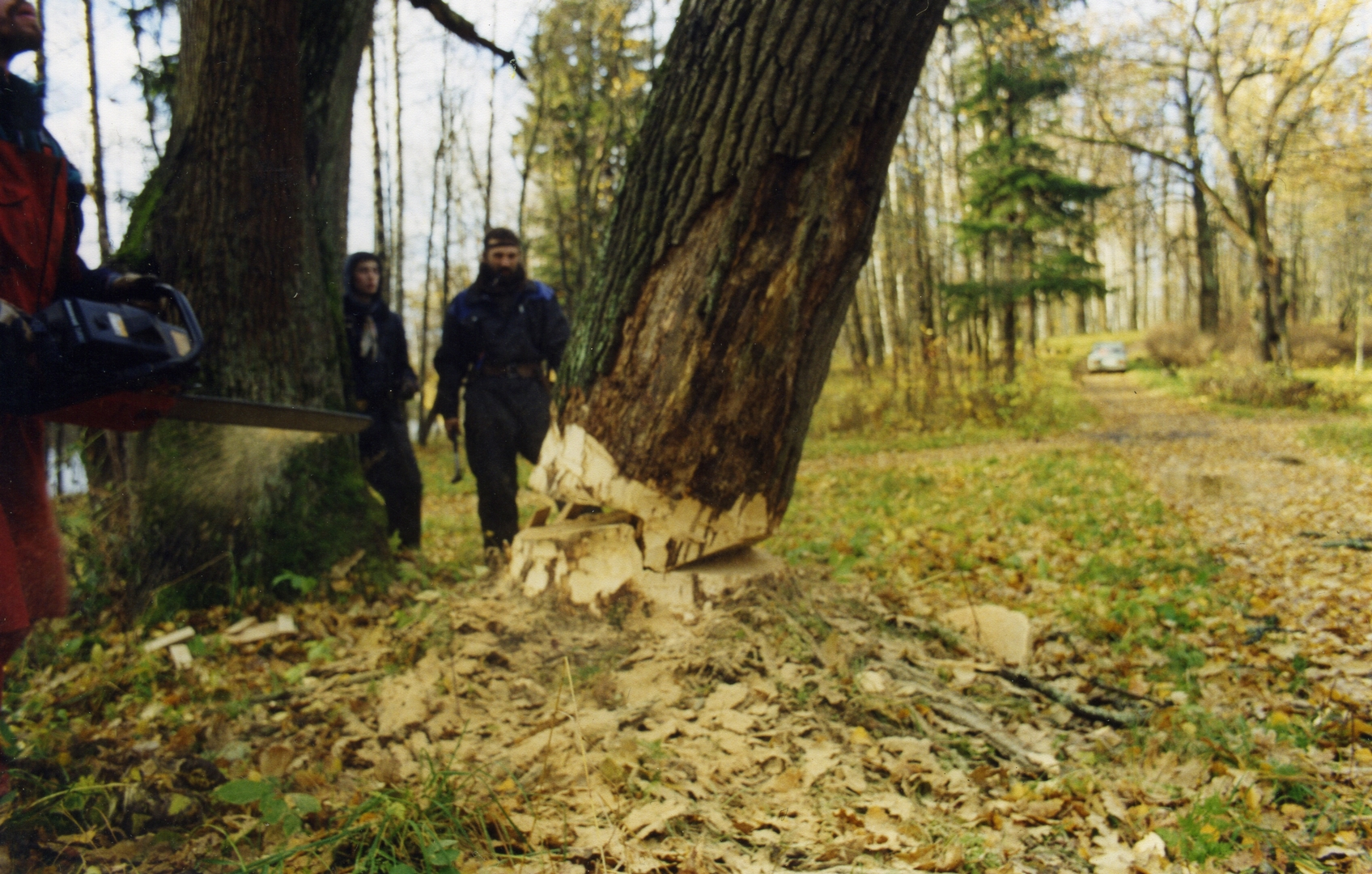
De eerste eikenboom voor de kiel
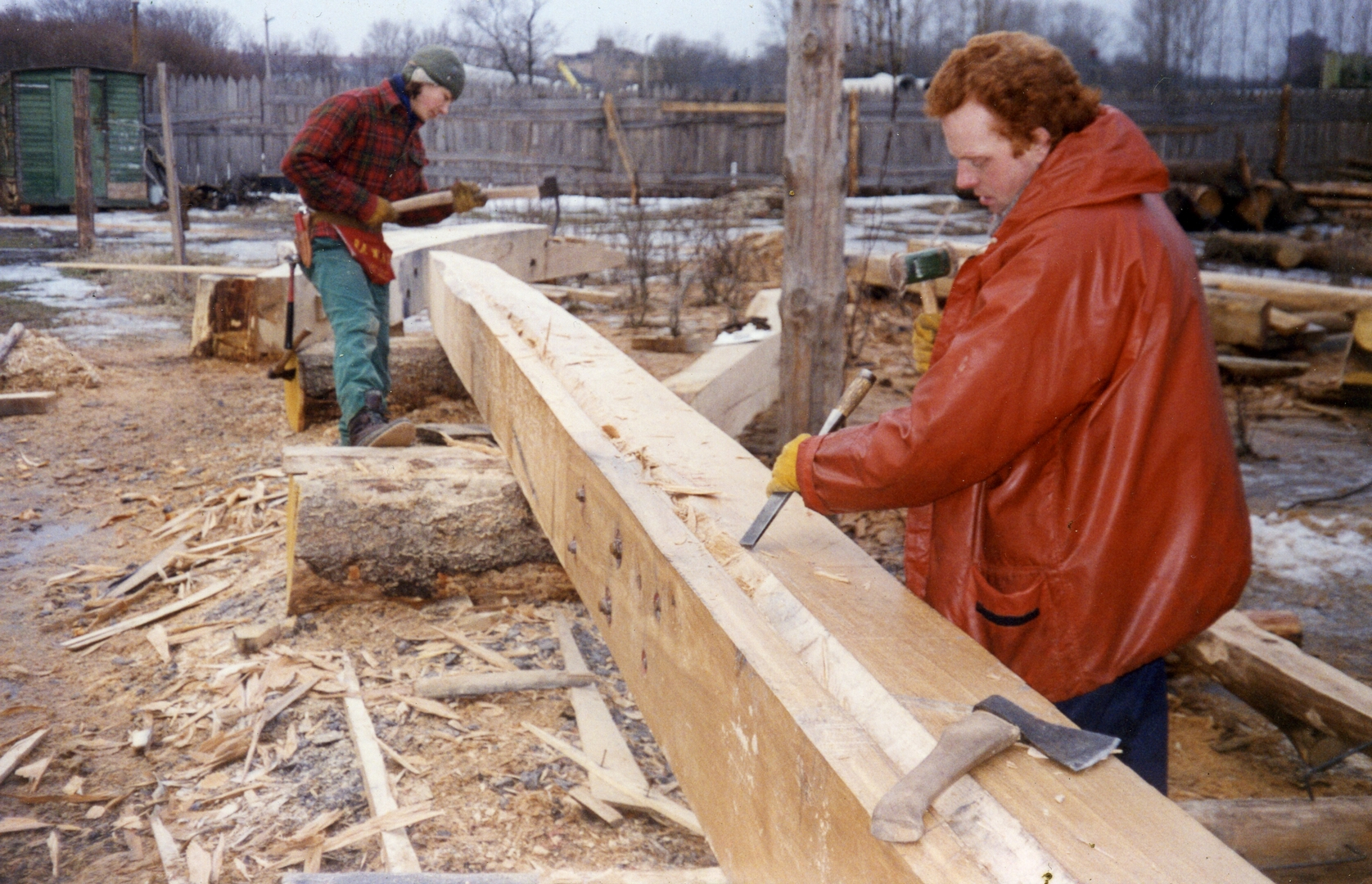
Bewerken van de kielbalk met sponningen voor de huid
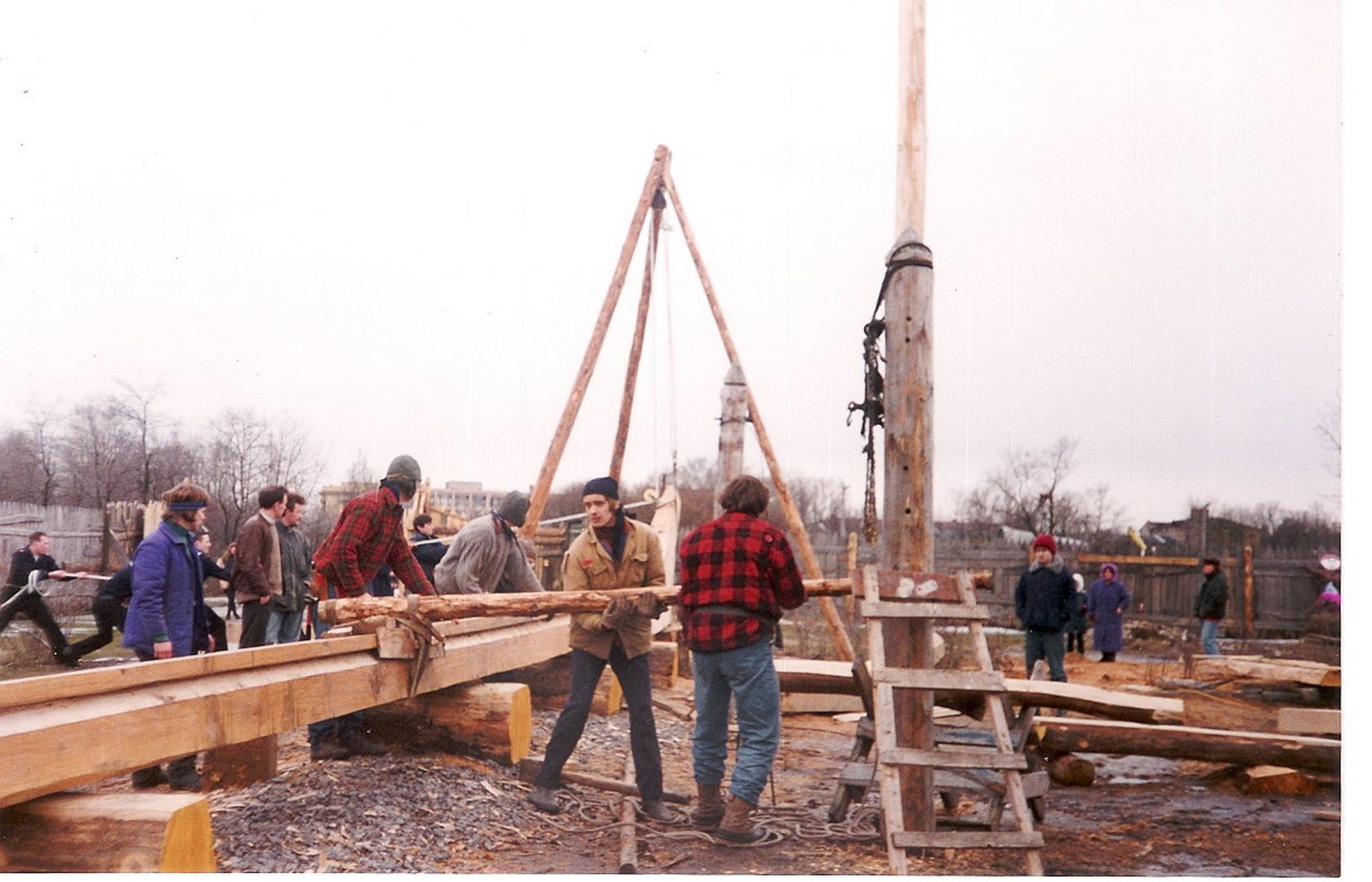
Kiellegging met "vele handen, licht werk" op 4 november 1994
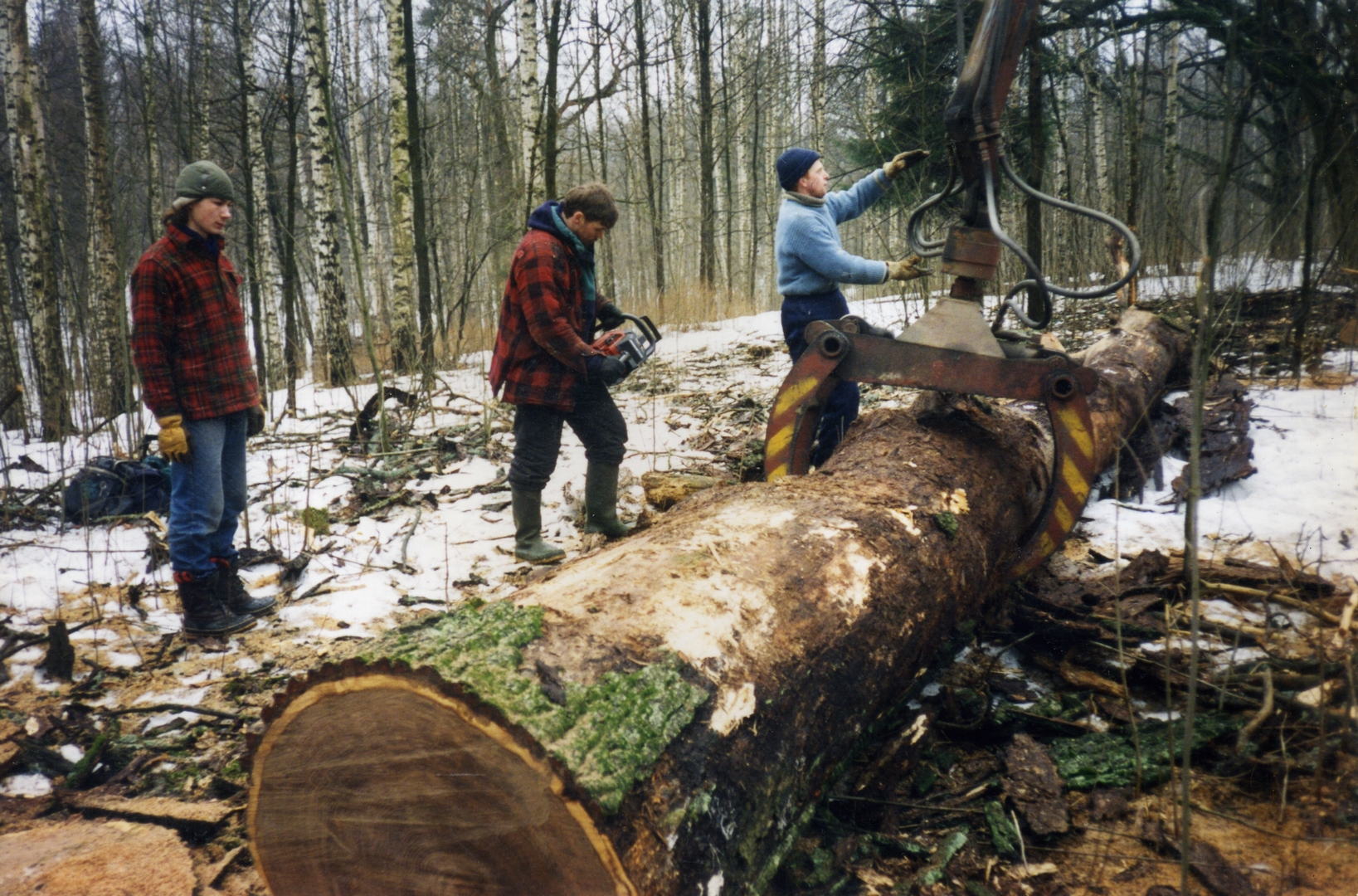
Nog meer dikke eiken voor de brede delen van de spanten
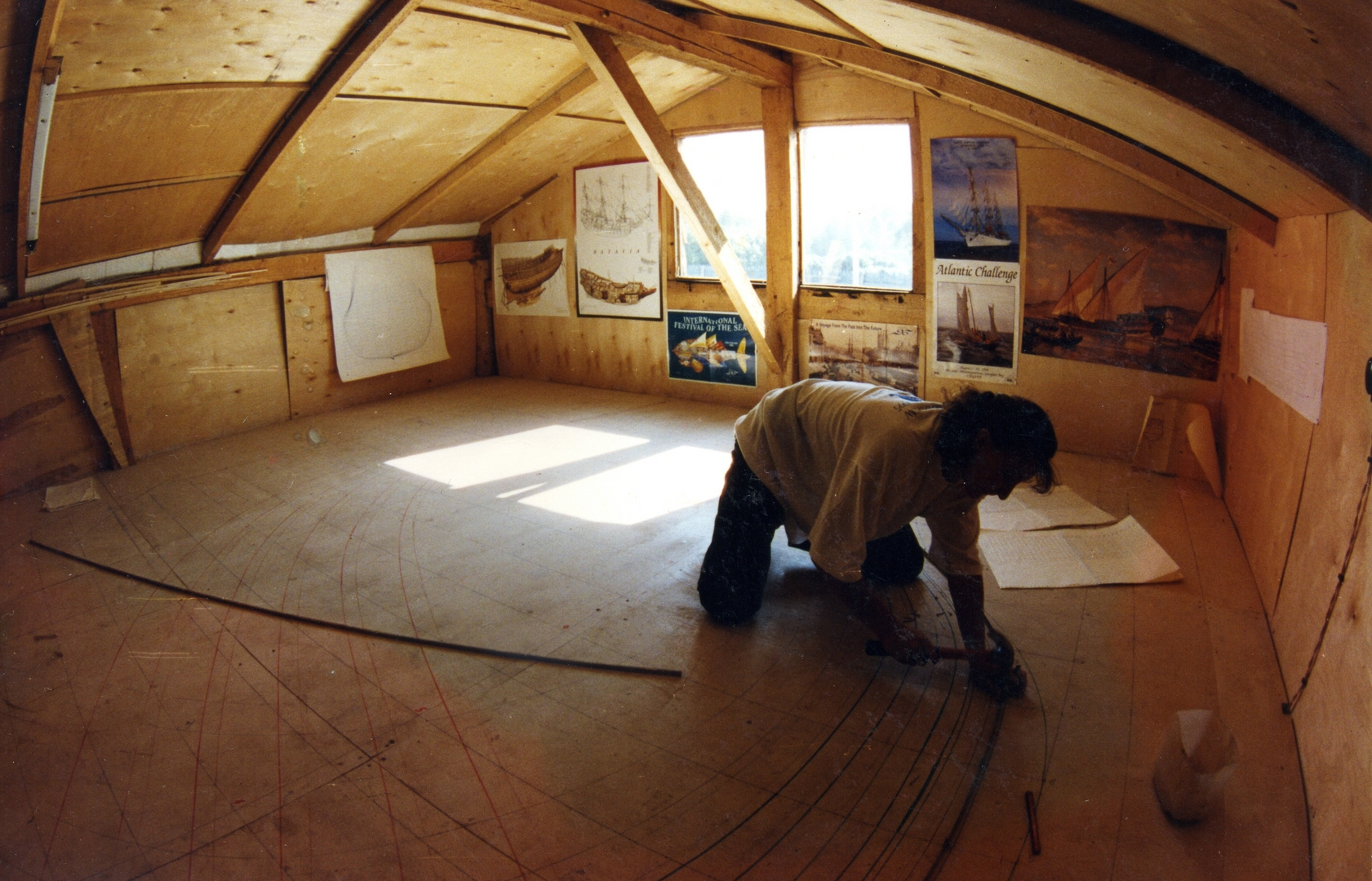
De 'spantenvloer' op zolder, met alle tekeningen op ware grootte

Op 4 november 1994 werd de kiel gelegd. Voor de spanten van het schip werd ook eikenhout gebruikt uit de bossen van Sint-Petersburg en de Leningrad-oblast.

### 1995
Op 8 april 1995 werd het de eerste van 44 spanten gezet, en er volgden er snel meer.

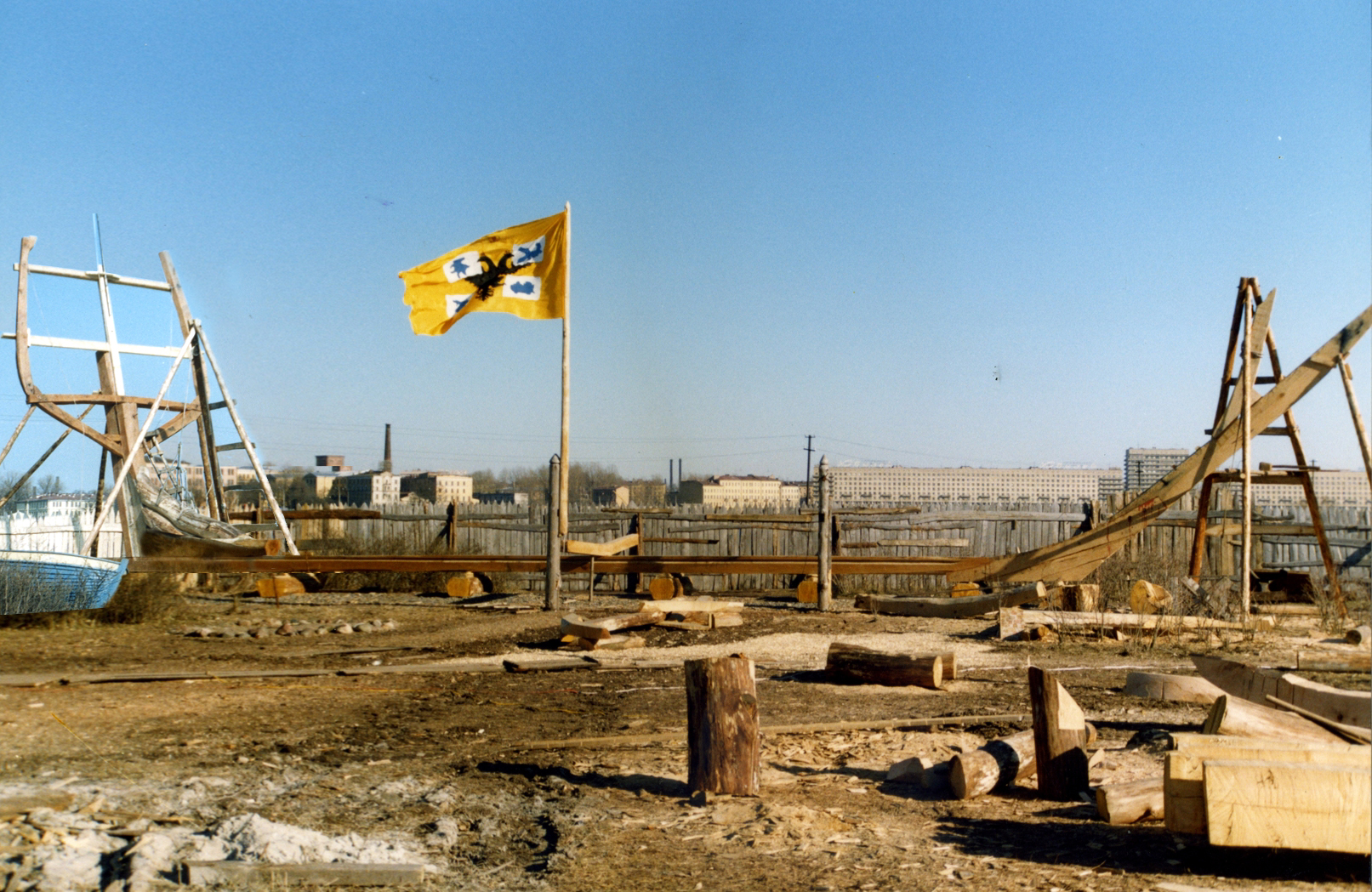
maart 1995, kiel en stevens staan
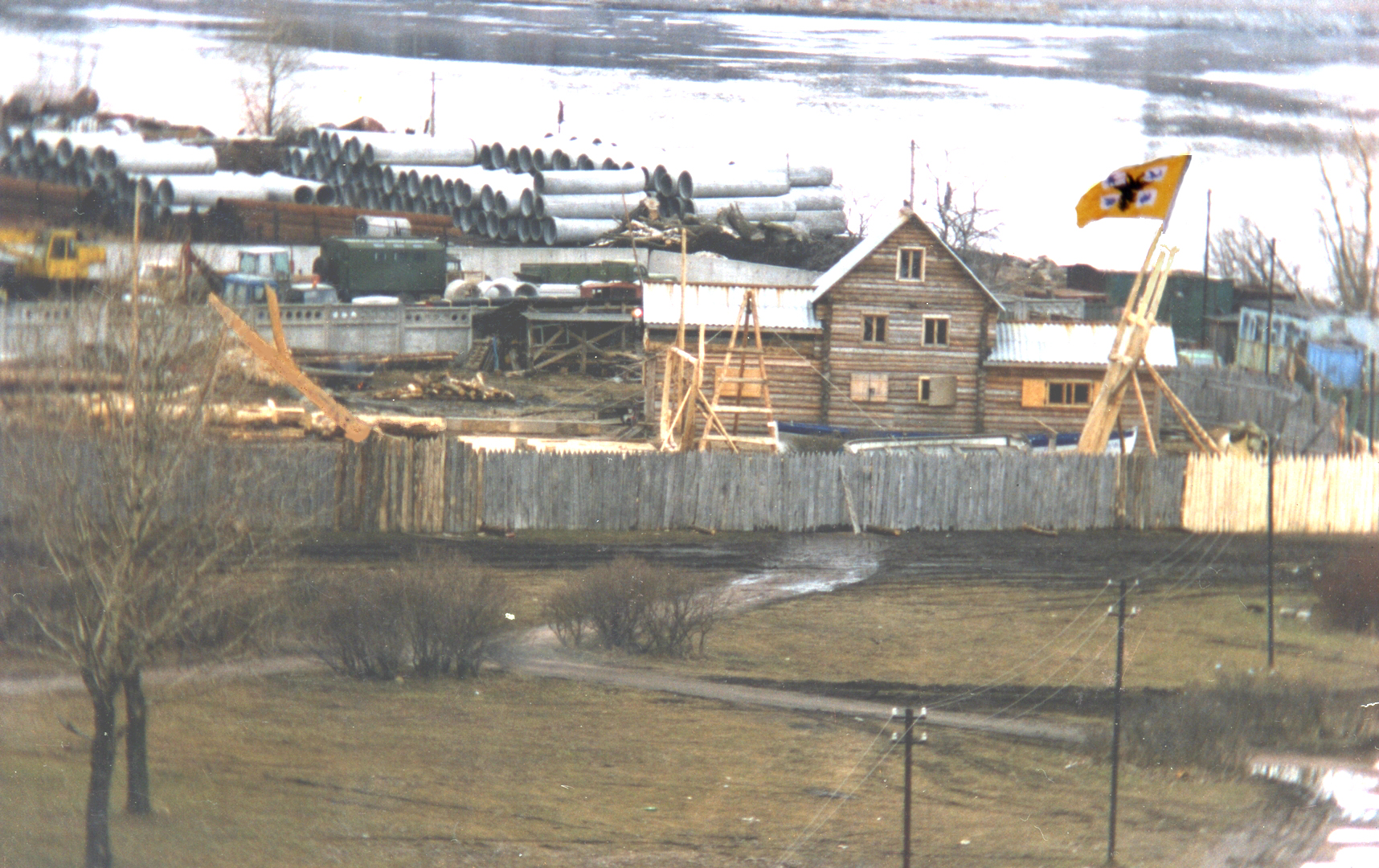
8 april 1995, het eerste spant ('grootspant')
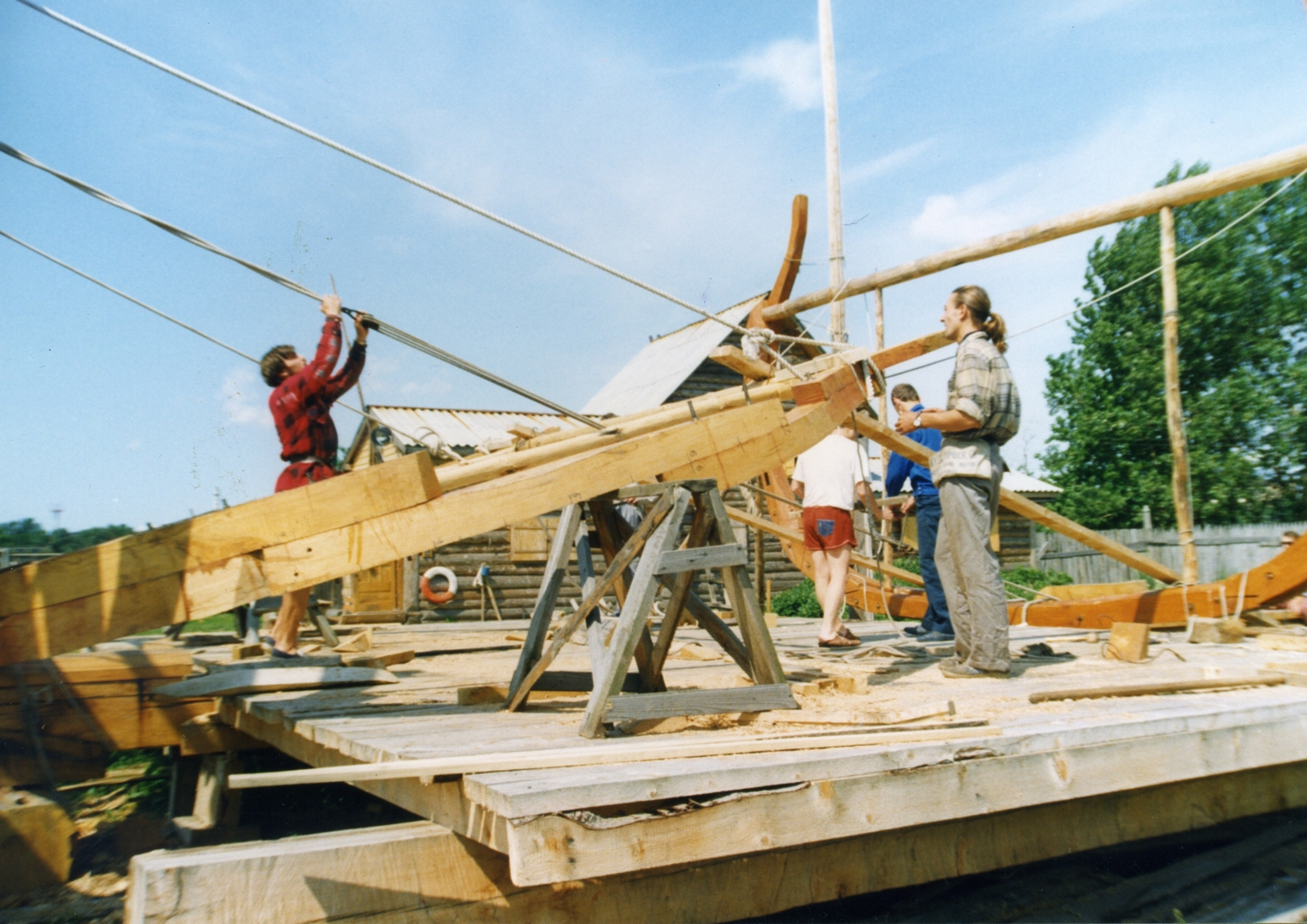
Opzetten van spant 3 op 15 april, 't grootspant staat er ook
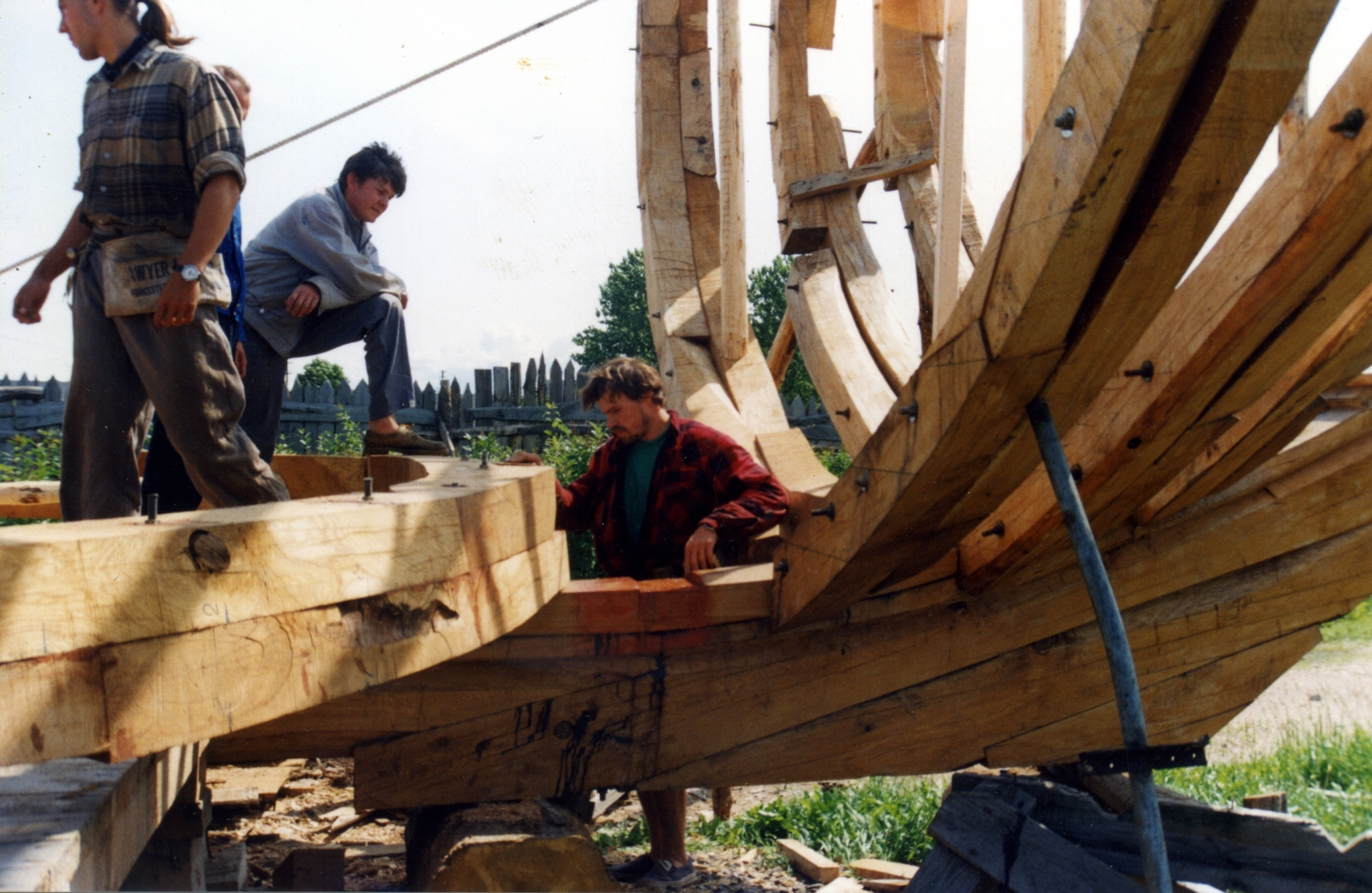
Op 30 mei werd spant 6 op de kiel gezet
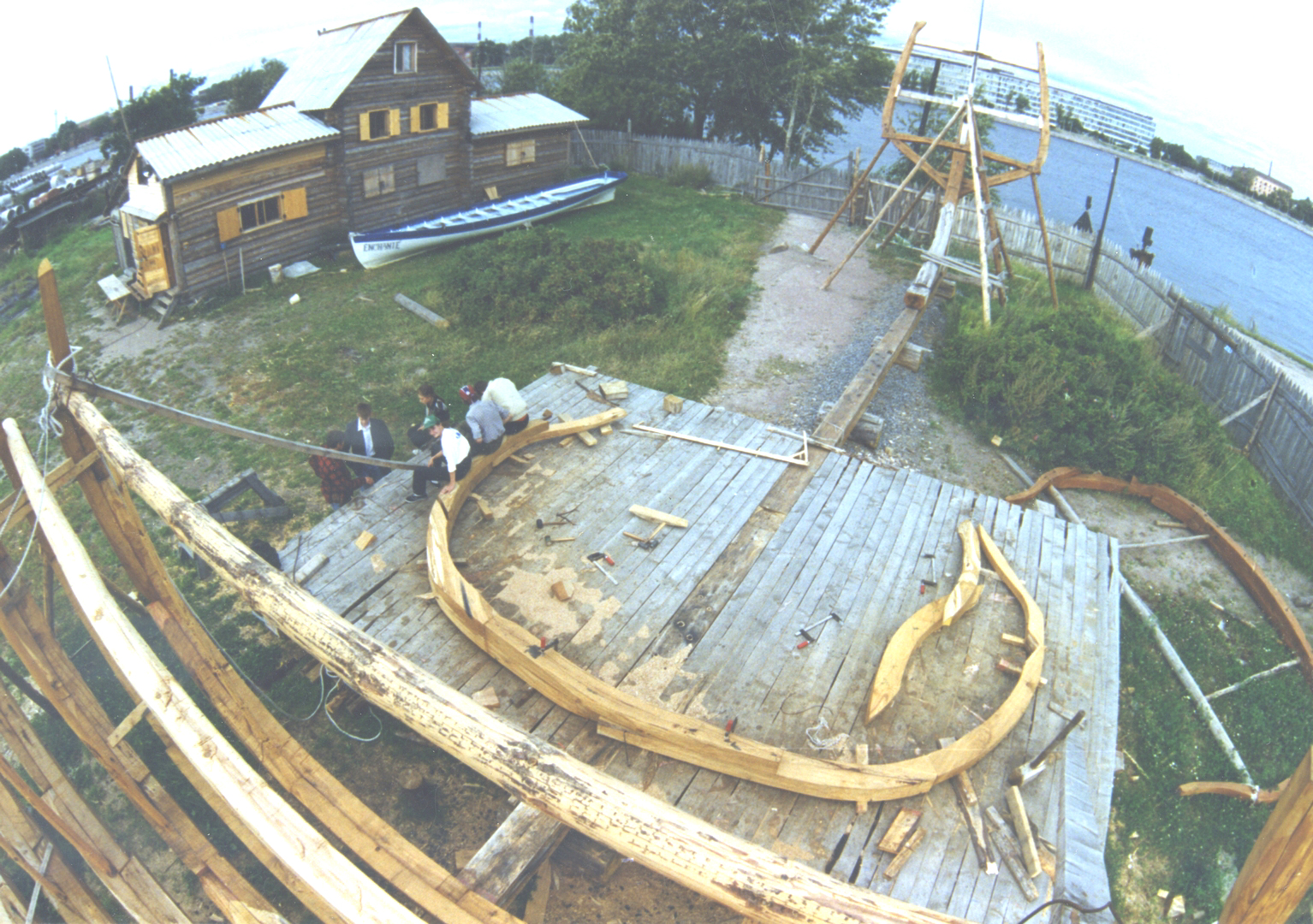
bijna de helft van de 44 zijn op 25 juli gezet
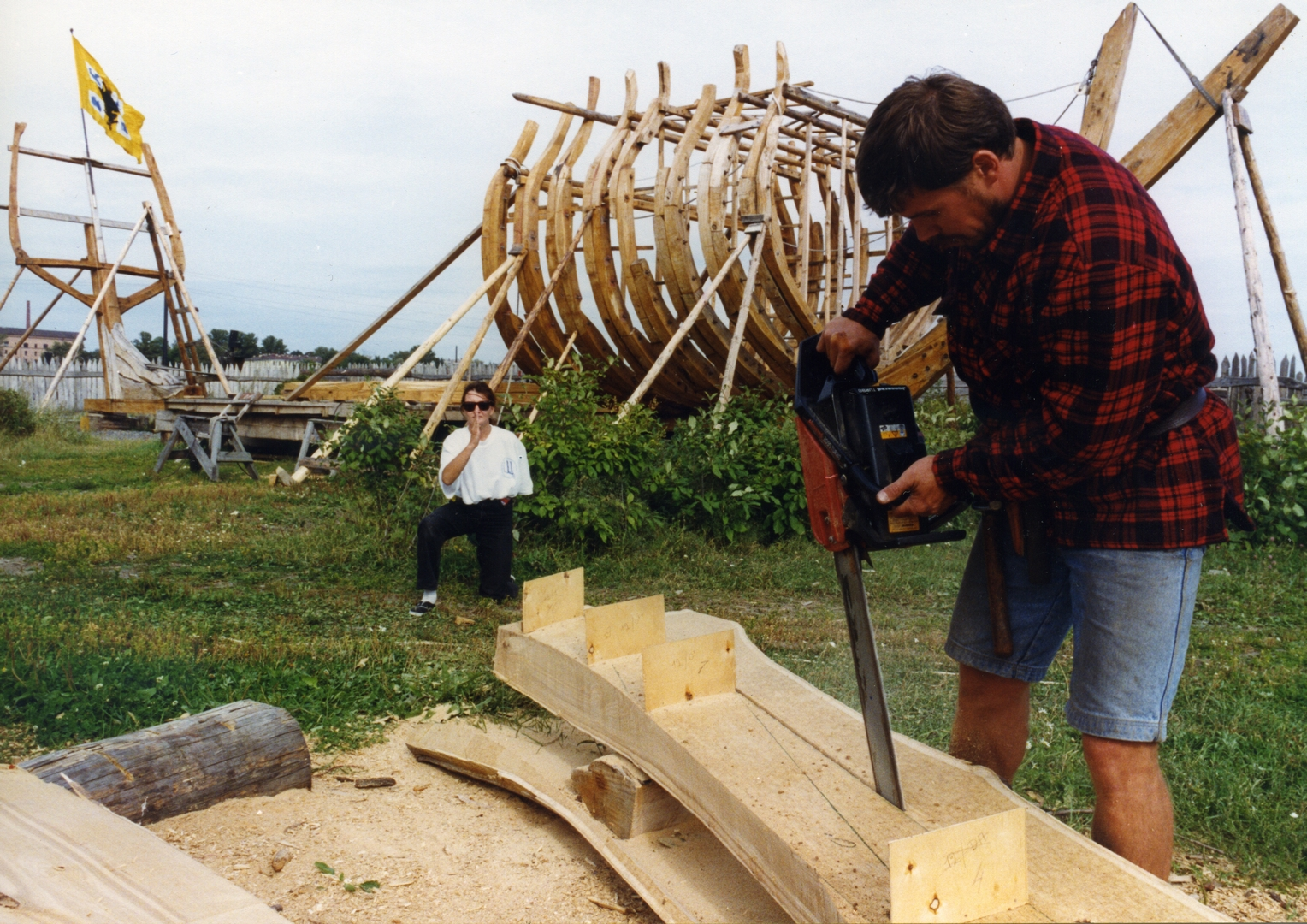
Oud ambacht: 'zichten' bij het zagen van een spantdeel

En zo gaat 't verder tot in de winter met -25 graden.

### 1996

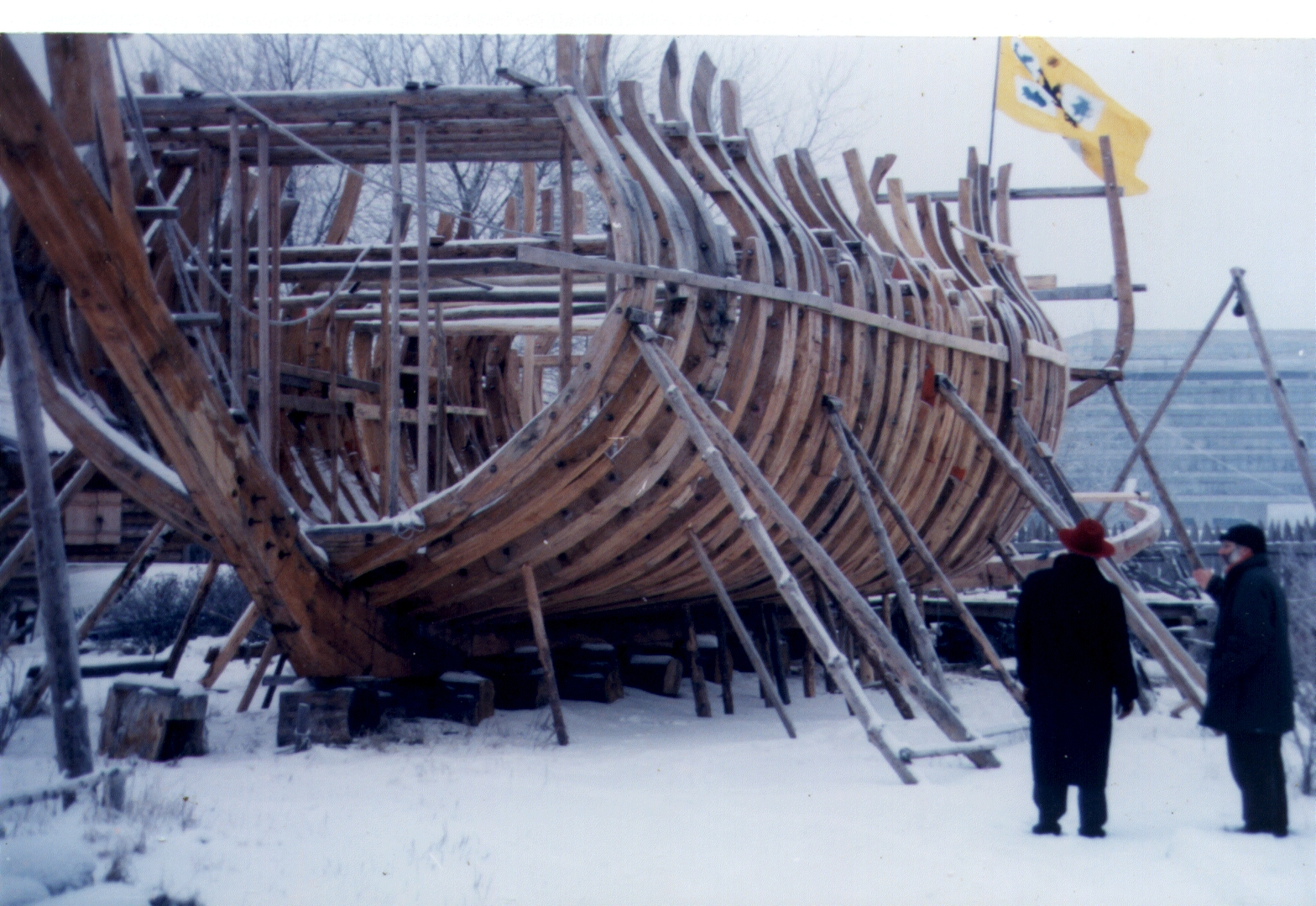
22 december 1995 ('t vriest 25 graden)
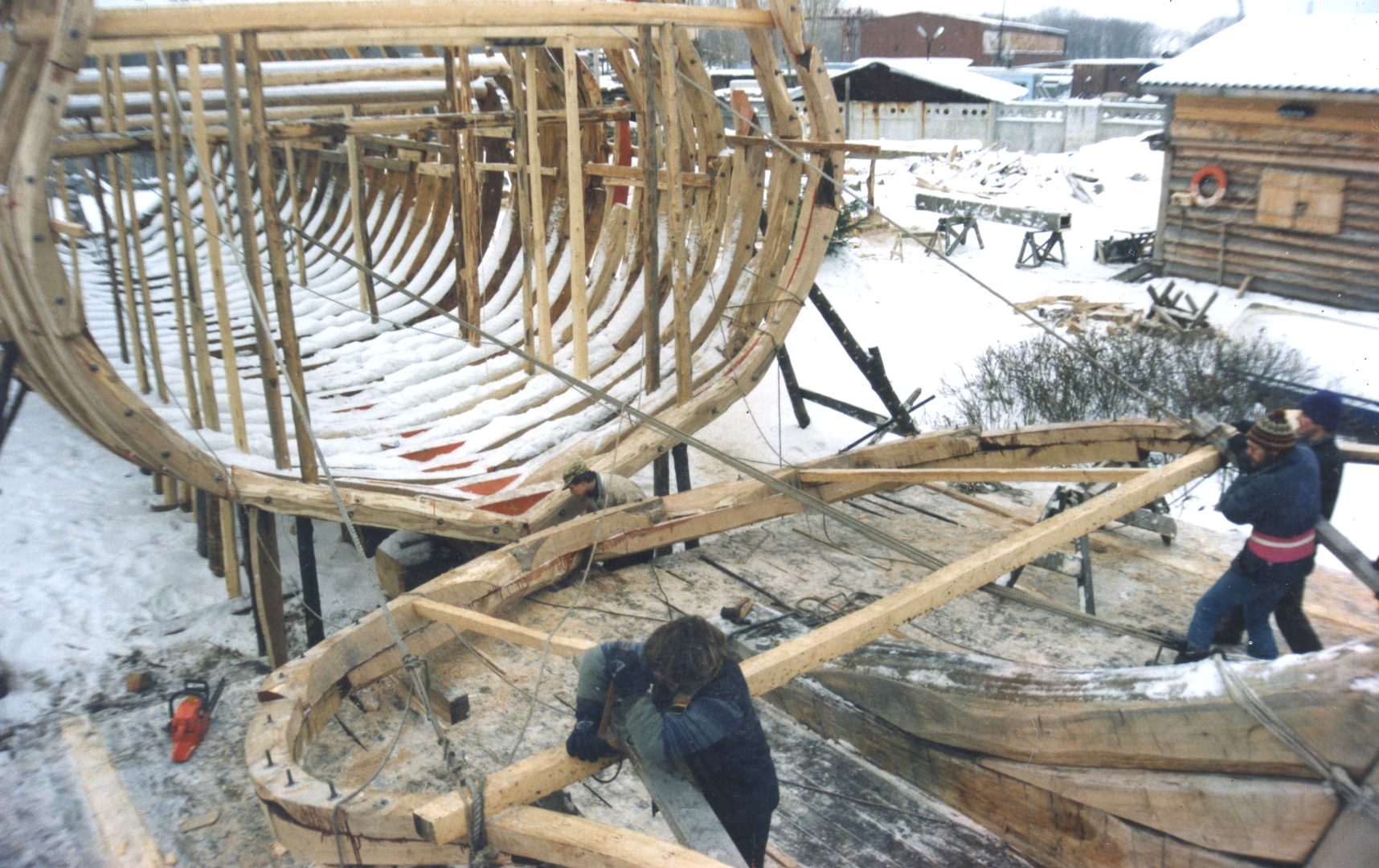
5 februari 1996 (nog erg koud, maar we zijn er bijna)
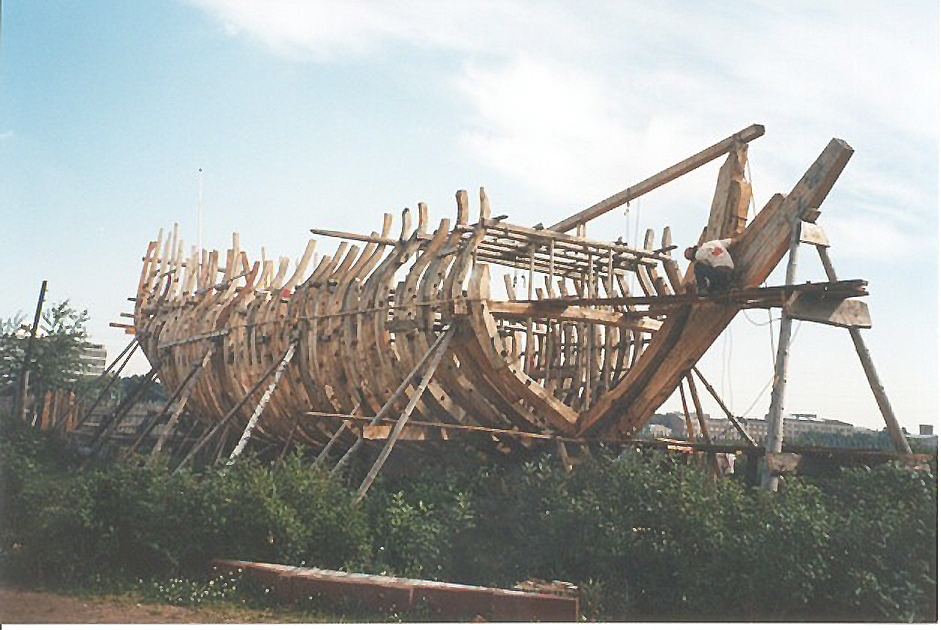
19 september 1996 (de laatste? ziet er wel naar uit)
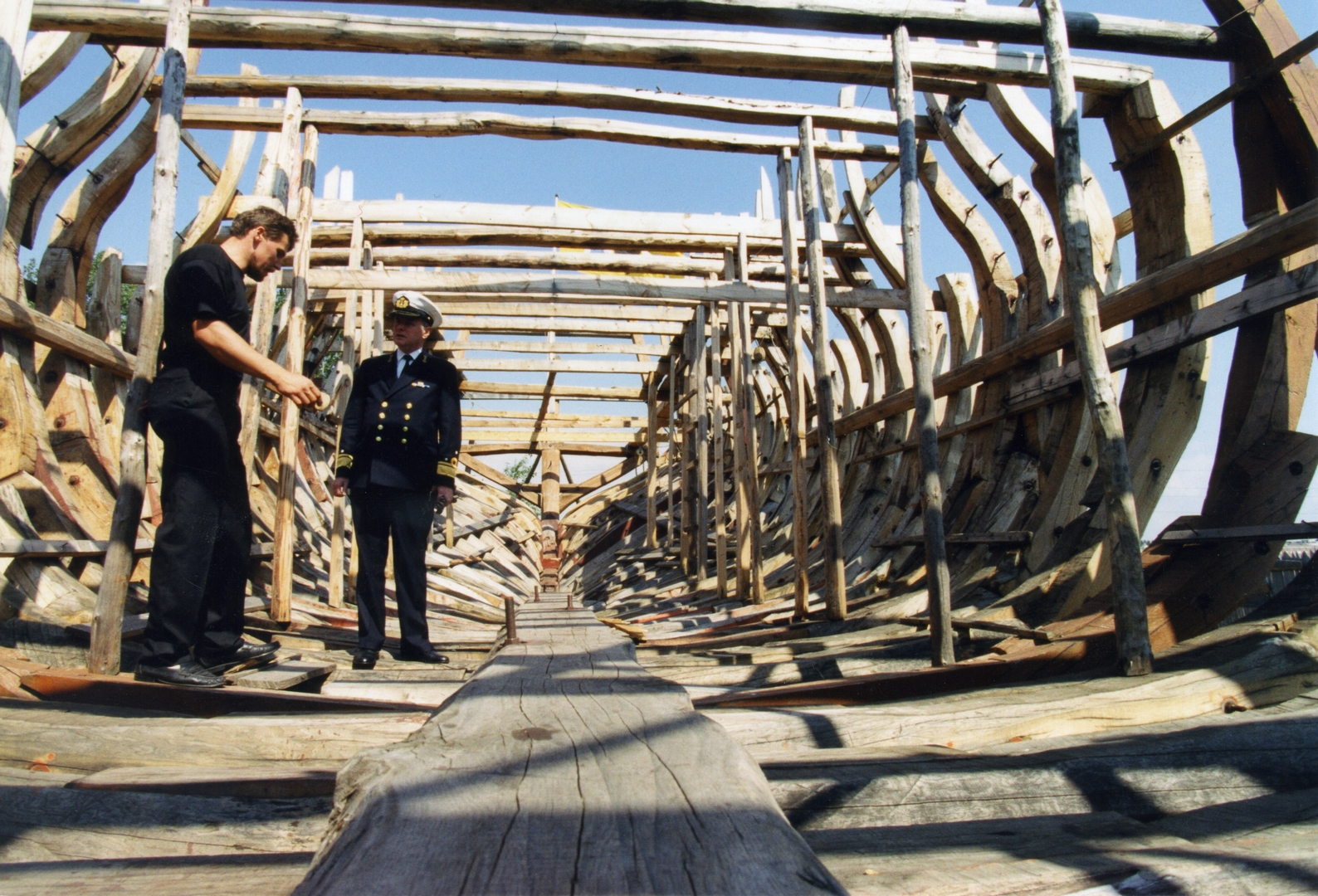
Bezoek van de Nederlandse generaal C. van Duivendijk in september 1996

#### Huid
In najaar en winter van 1996 werden weer lariksbomen van meer dan 15 meter uit het bos gehaald, om huid- en dekplanken van 8 cm dik en 20 cm breed te zagen.

### 1997

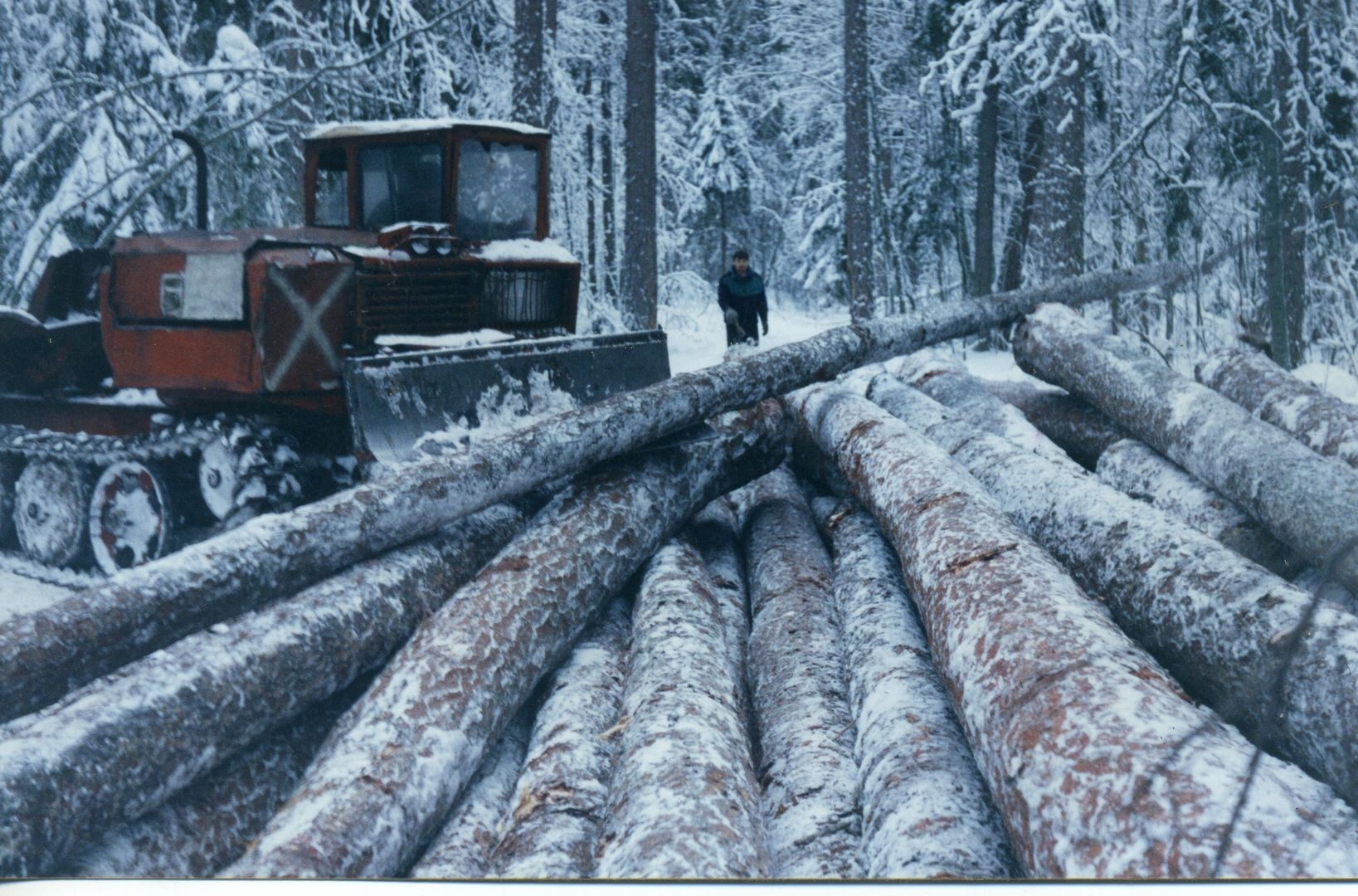
Lariksstammen in de sneeuw verzameld in december 1996
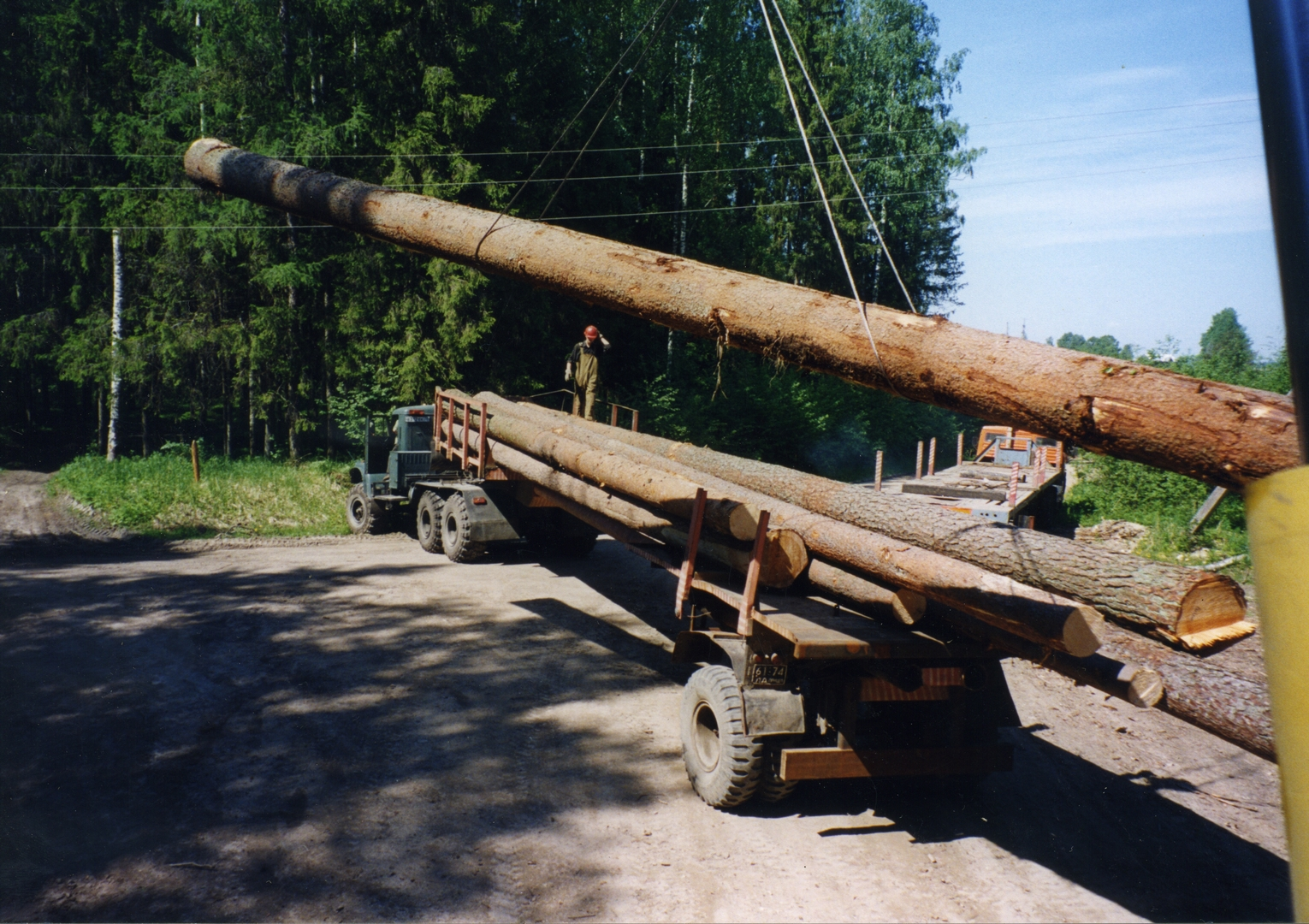
Transport – en nu een zagerij vinden.
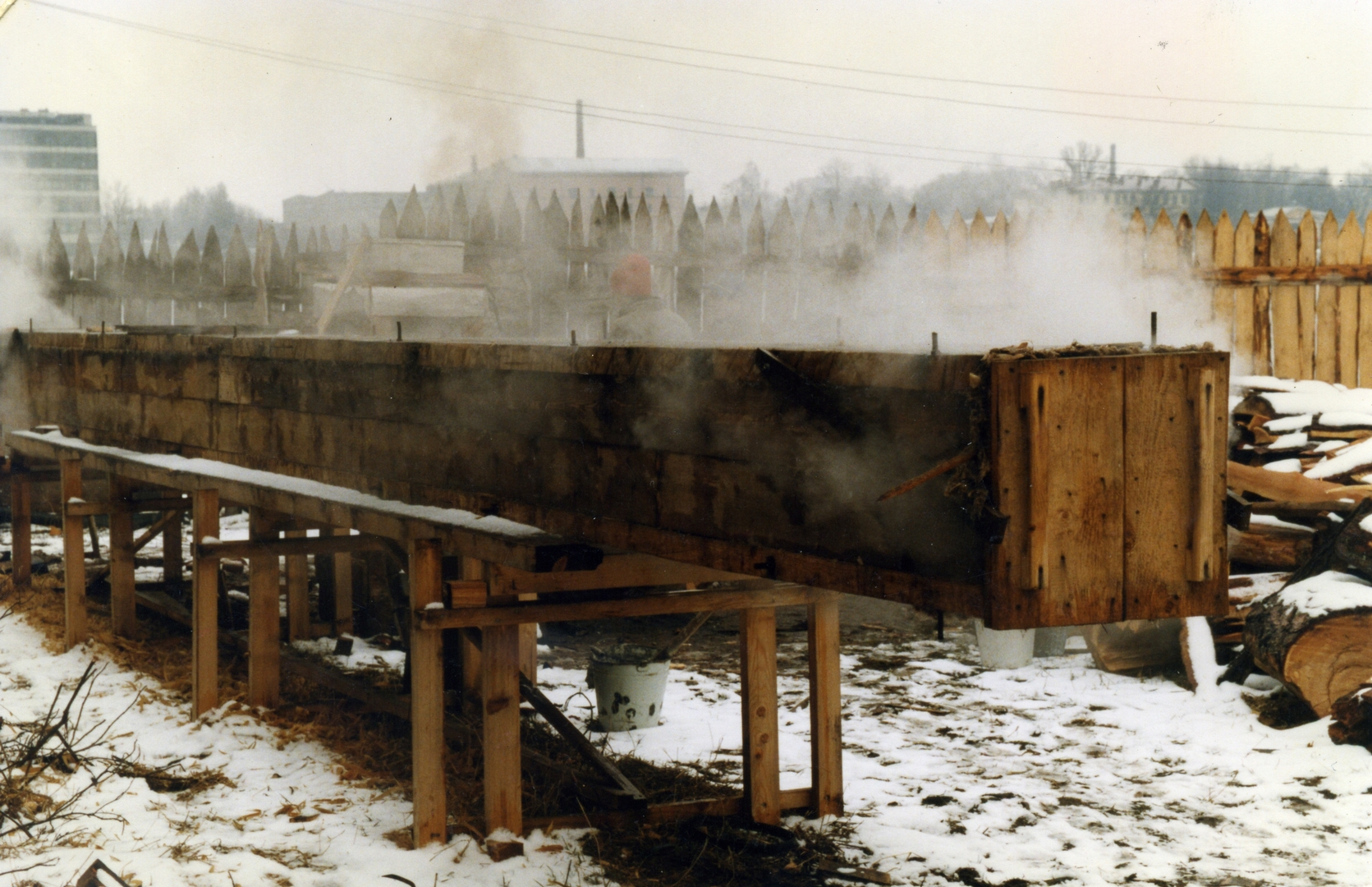
Stomen. Minstens 3 uur...
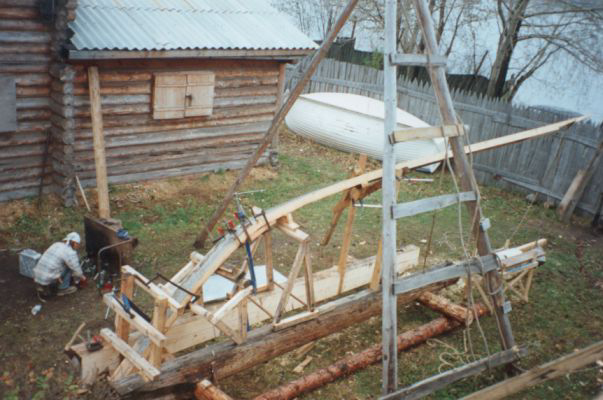
...en dan op de ouderwetse manier buigen.

Een 12 meter lange, 18e-eeuwse stoomkist werd herbouwd om de huid- en dekplanken te kunnen buigen en vorm te geven. Volgens Martous hebben ze zelfs de brandstof nagemaakt die werd gebruikt om de stoomkist van brandstof te voorzien – het zaagsel en de houtkrullen die over bleven van hun timmerwerk. Het enige moderne gemak dat de bemanning zichzelf toestond, waren motorzagen, omdat dat uiteindelijk goedkoper was.

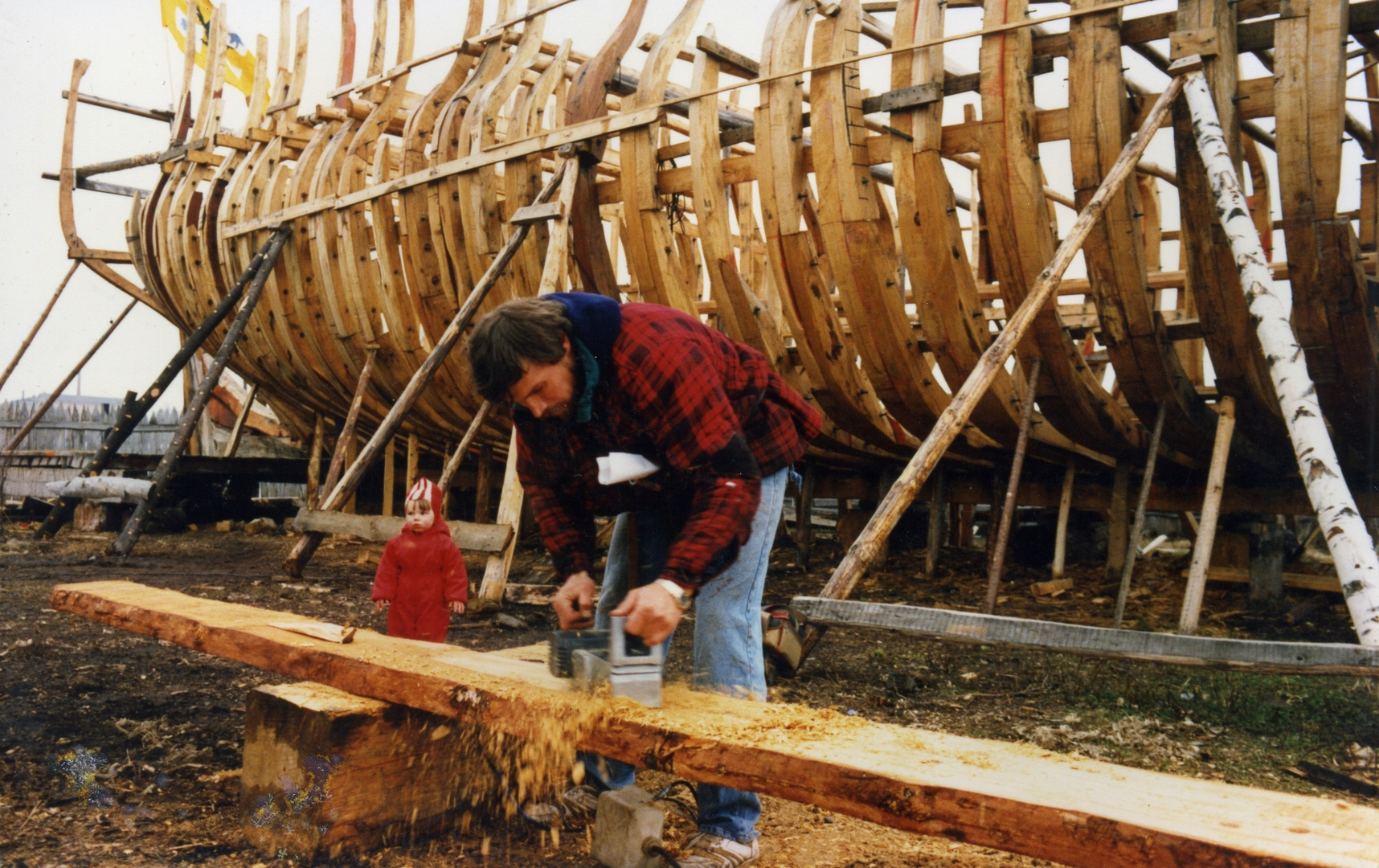
Dekbalken schaven onder vakkundig toezicht
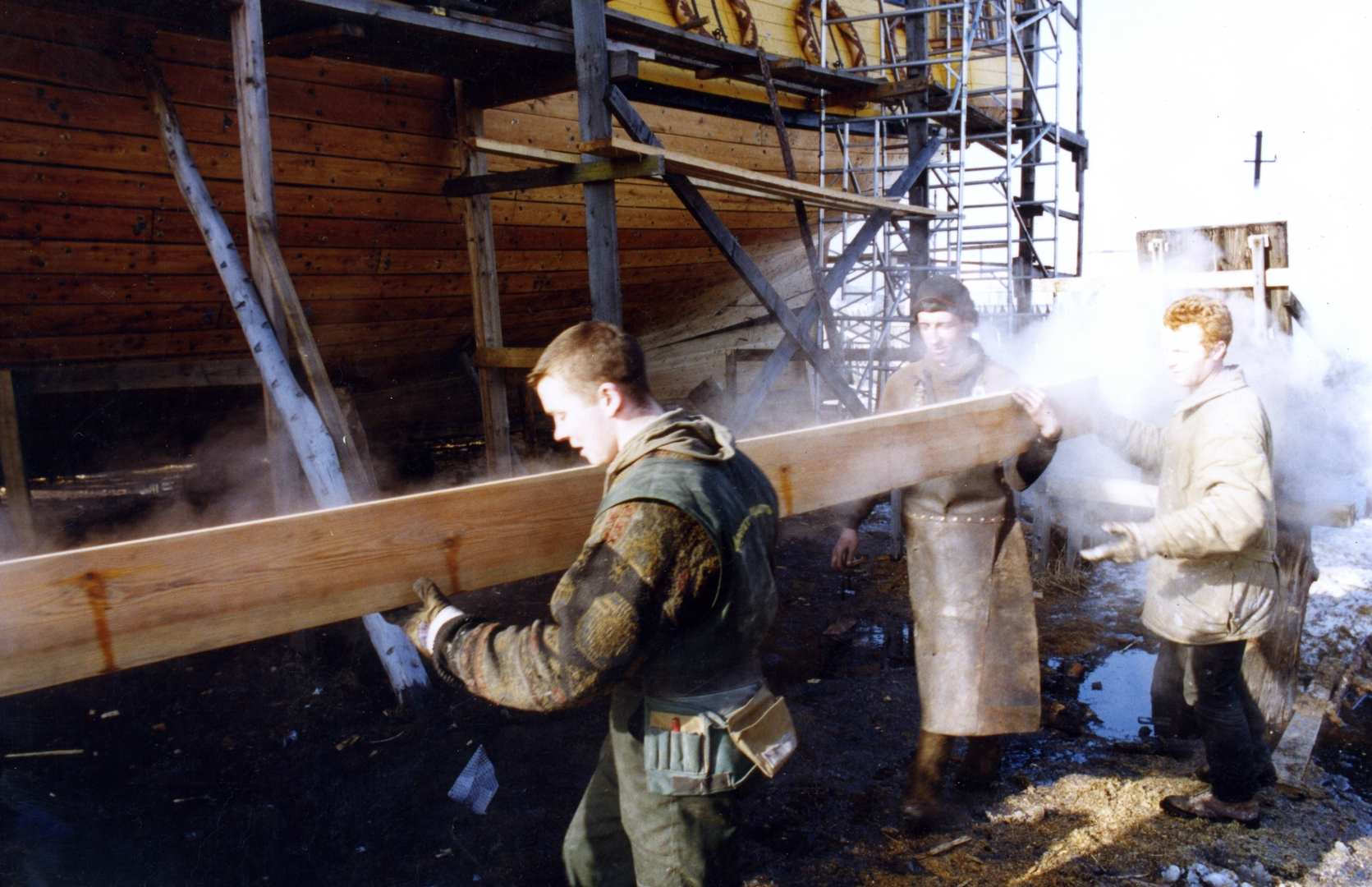
Gestoomde onderste huidplank...
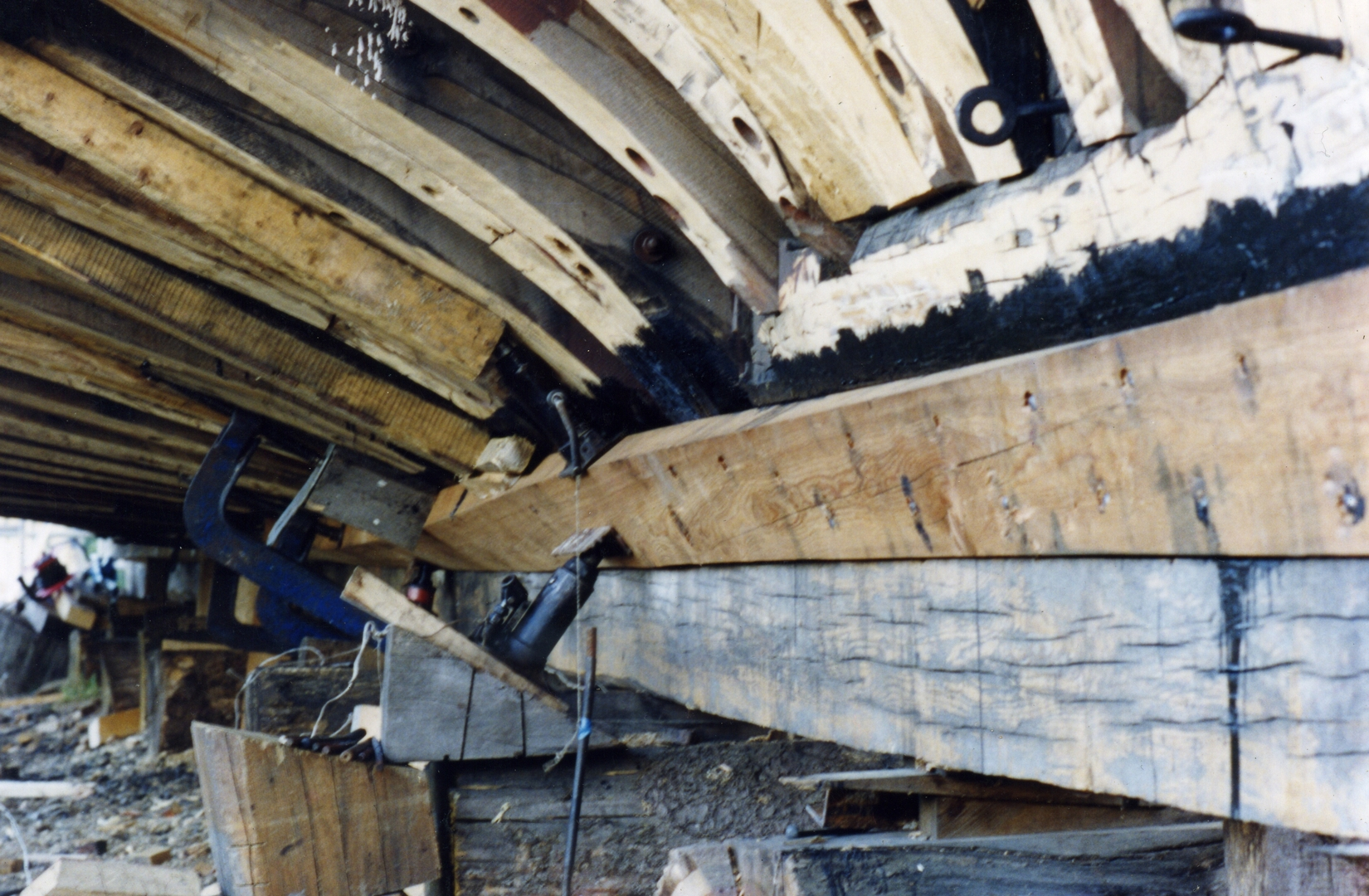
...die een 'mooie' torsie heeft

Tegelijkertijd, in 1997, werd er de hele zomer  gebreeuwd, geschilderd en de benodigde beeldsnijwerken gemaakt.

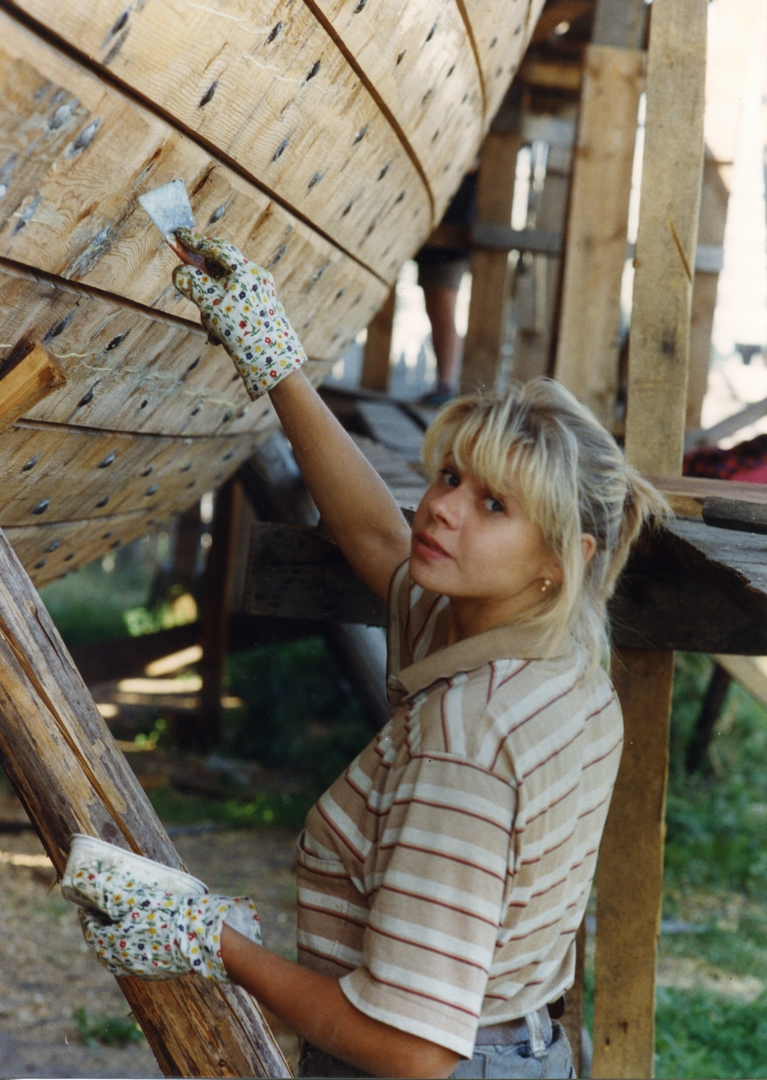
De nagelgaten dicht
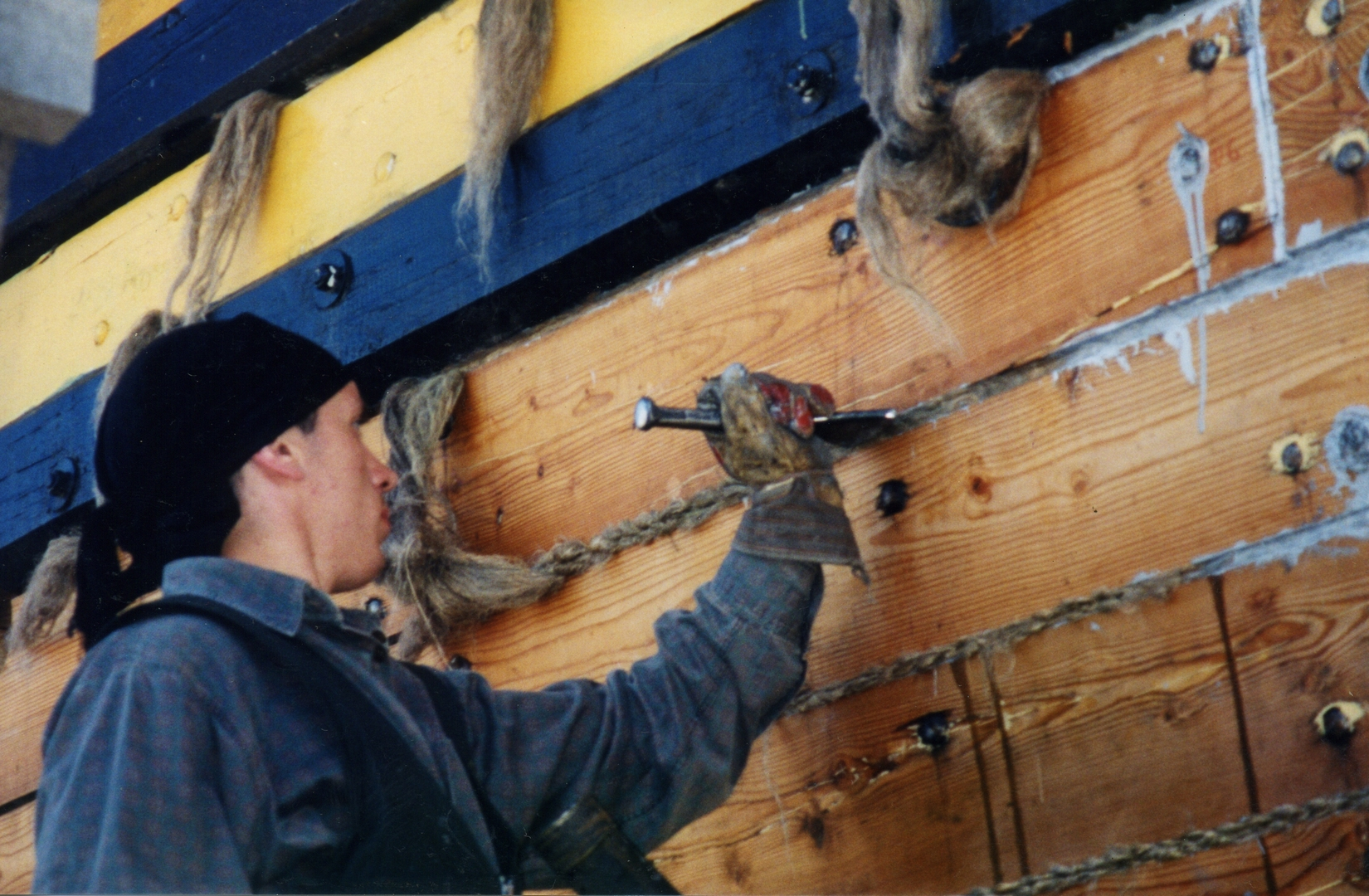
Breeuwen met breeuwhamer, -ijzer en hennep
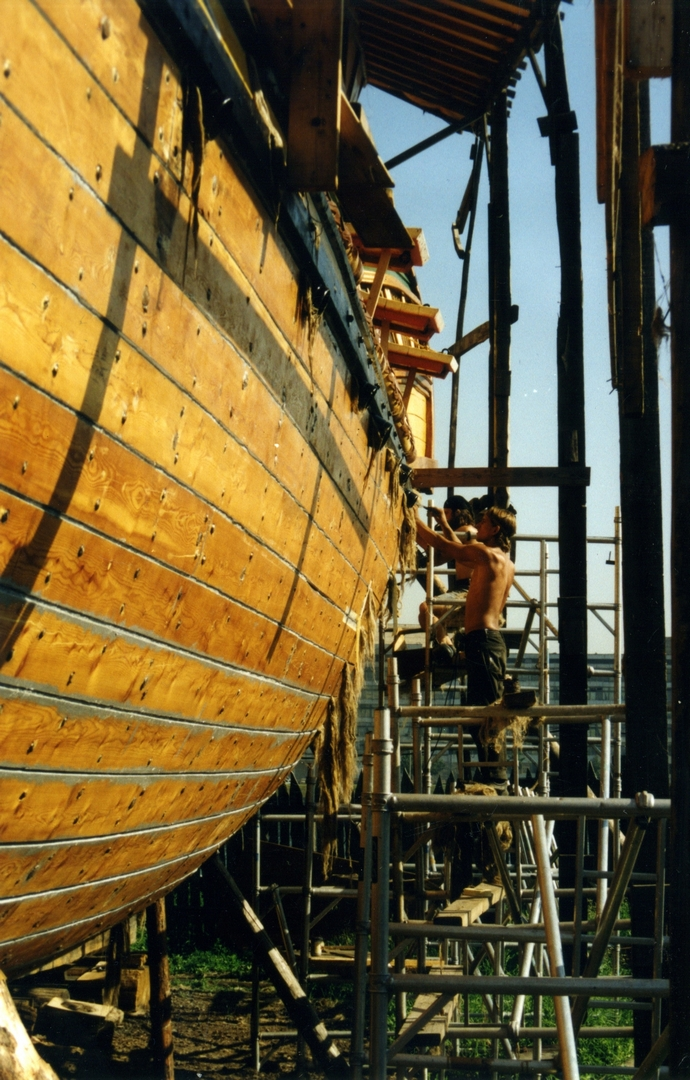
't Was 'meters maken', meer dan 1000 meter voor het hele schip
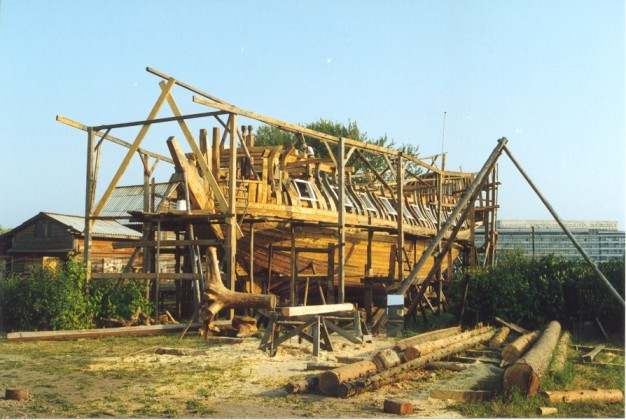
Ook moest de 'opbouw' worden gezet
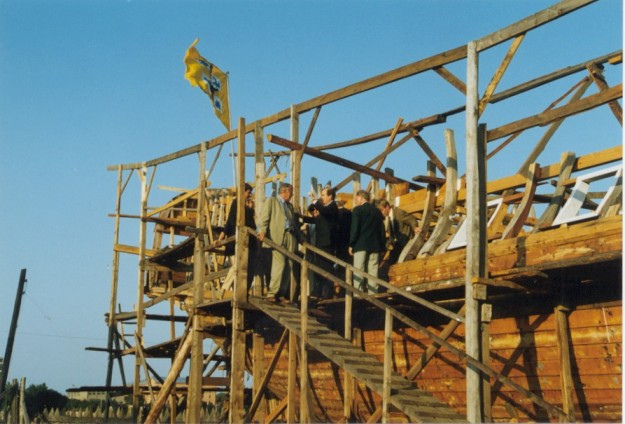
Bezoek van de Nederlandse minister van Mierlo

Ook werden de eerste dekbalken gelegd, eerst voor het onderste dek...

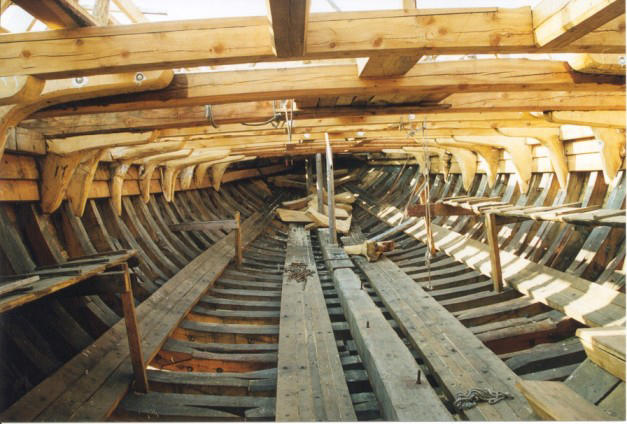
onderste ruim met onderste dekbalken
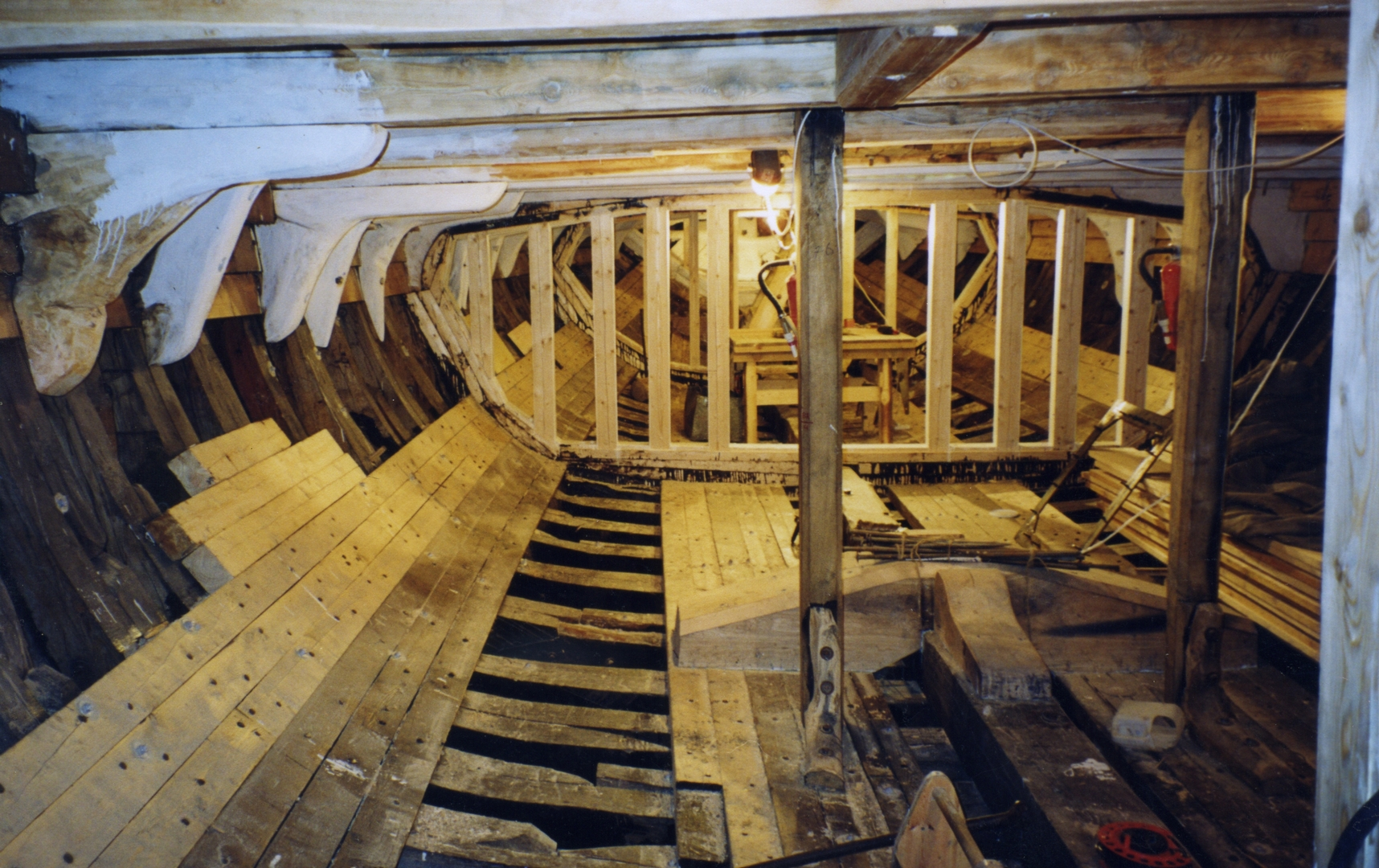
een schot erin om de machineruimte af te scheiden
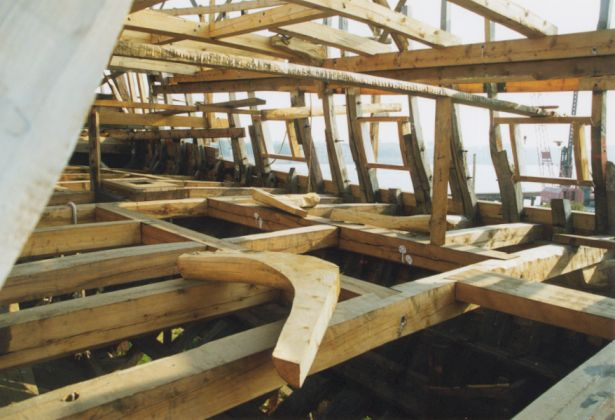
De legpuzzel met gaten voor de luiken
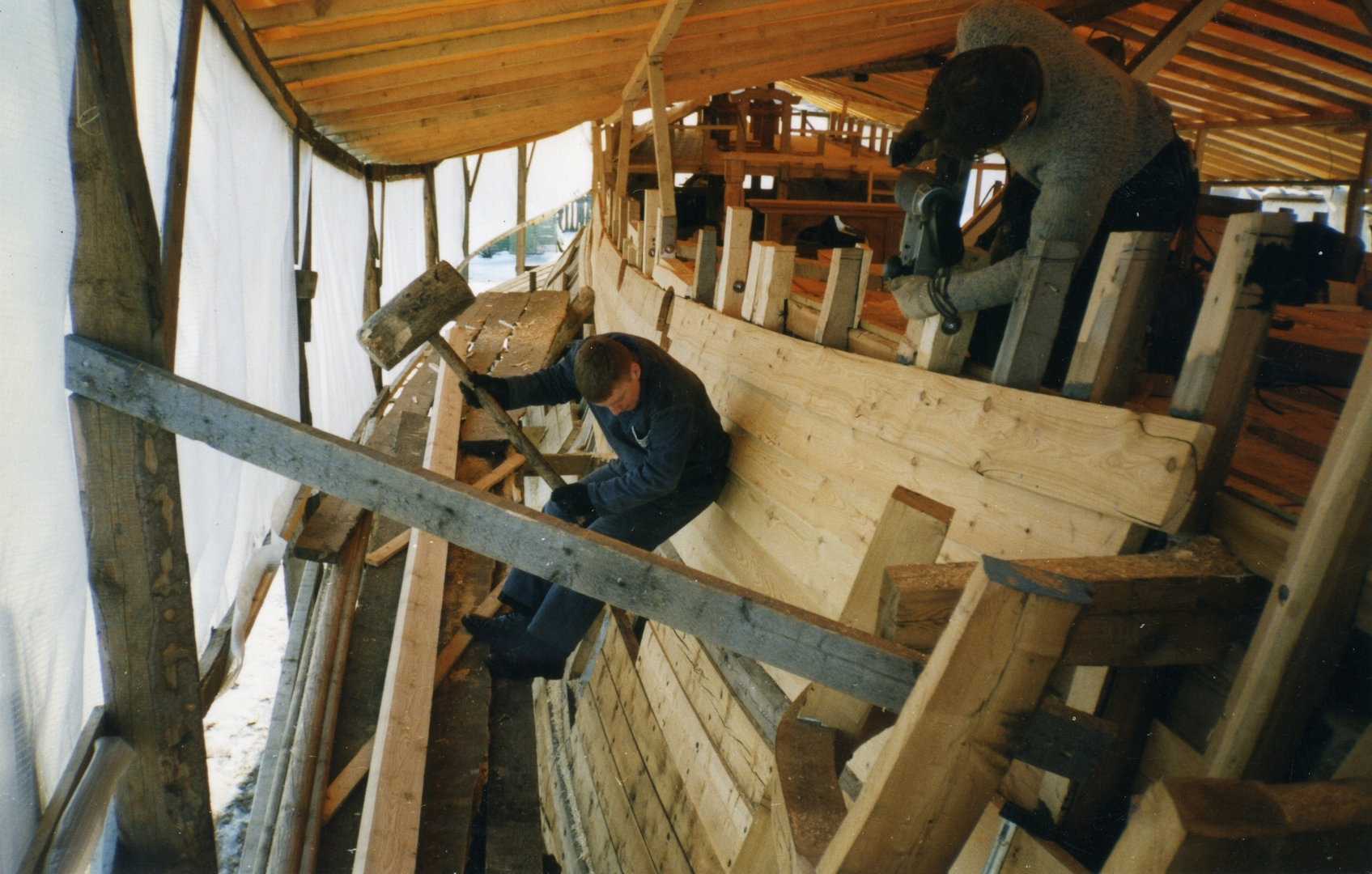
Ook nog de bovenste huidplanken vastzetten...

...en ook nog huidplanken, ...

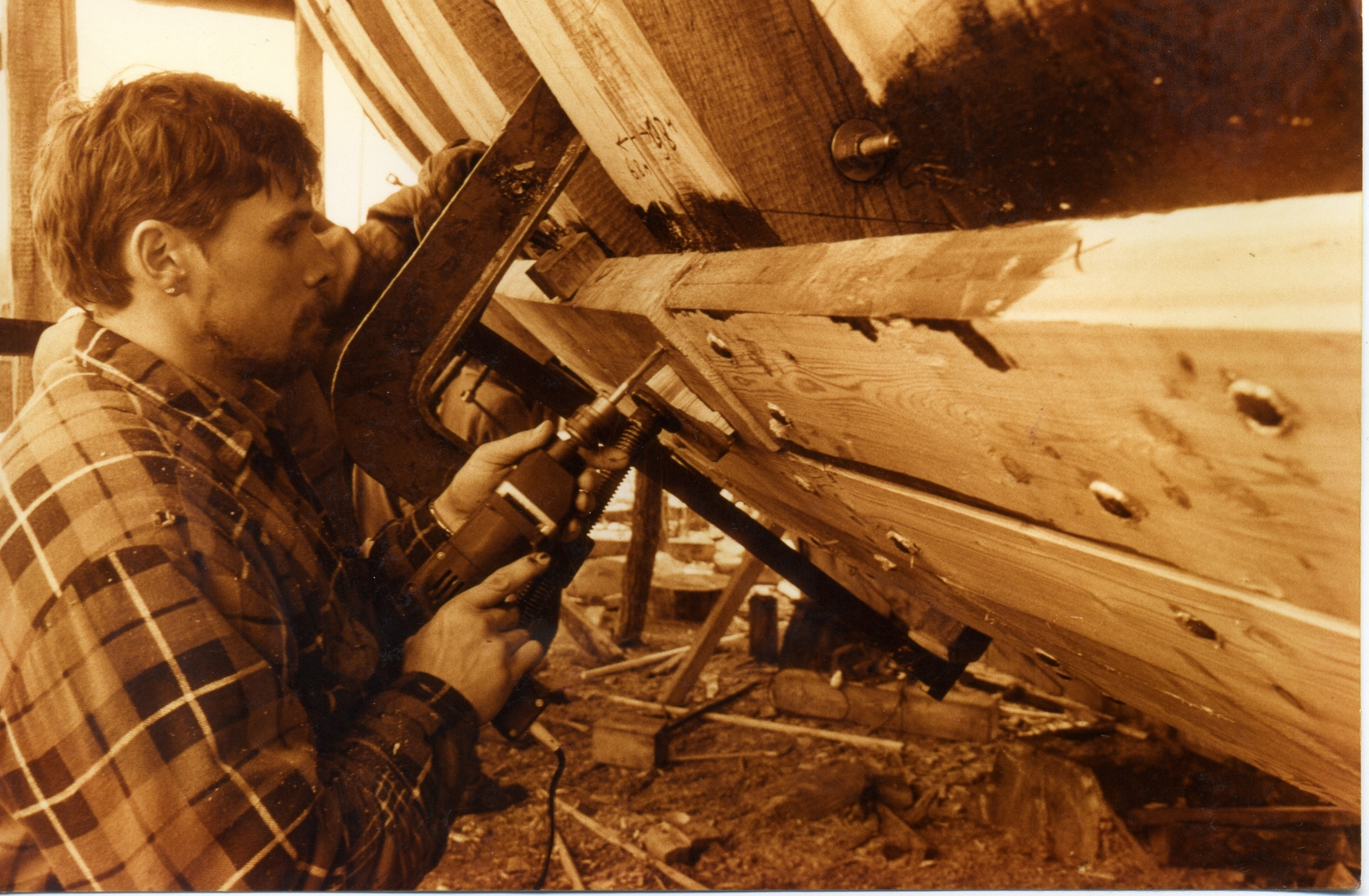
Met pek en lijmklemmen alles op z'n plaats brengen.
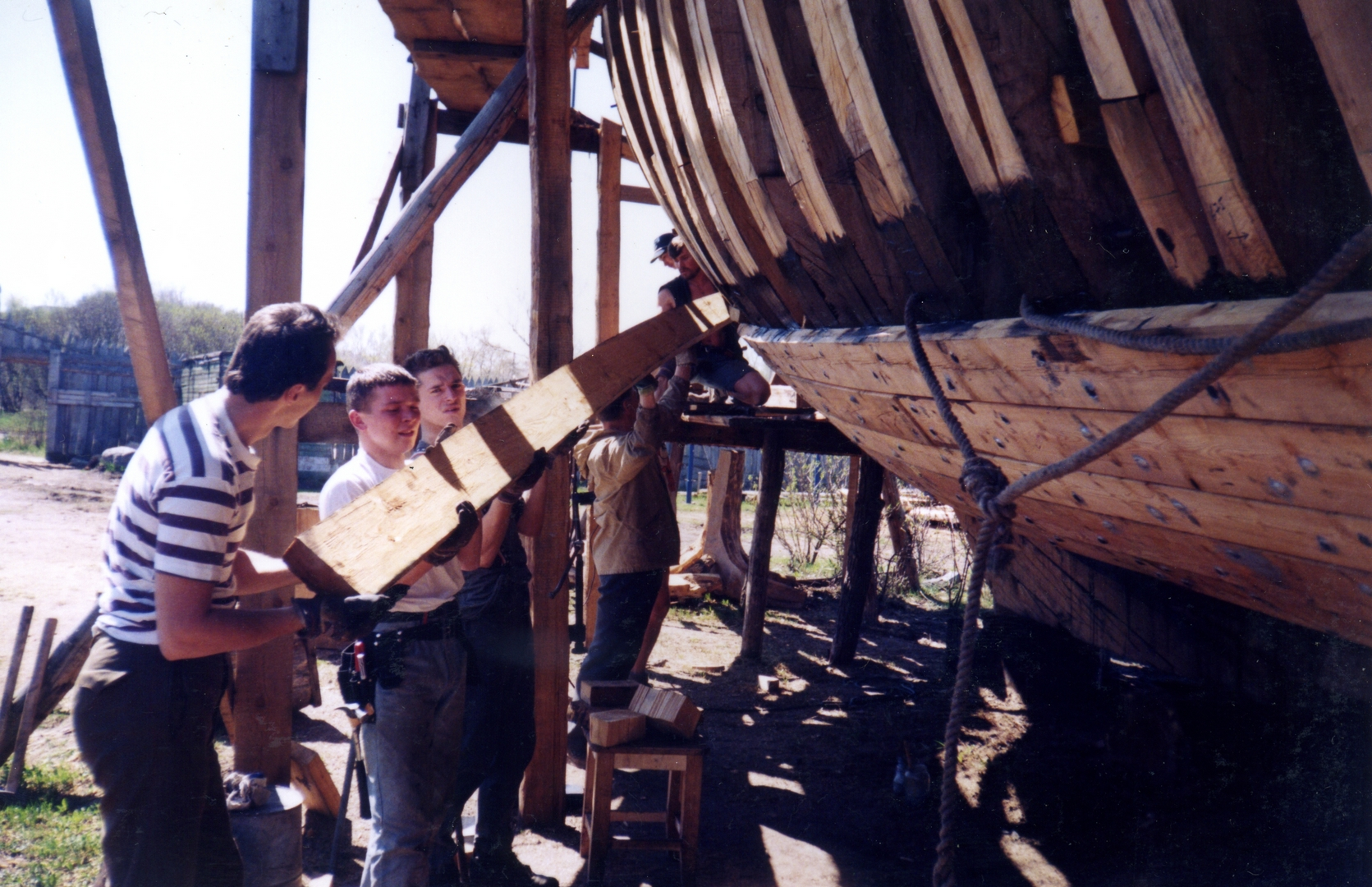
Met overleg en samenwerking een huidplank passen
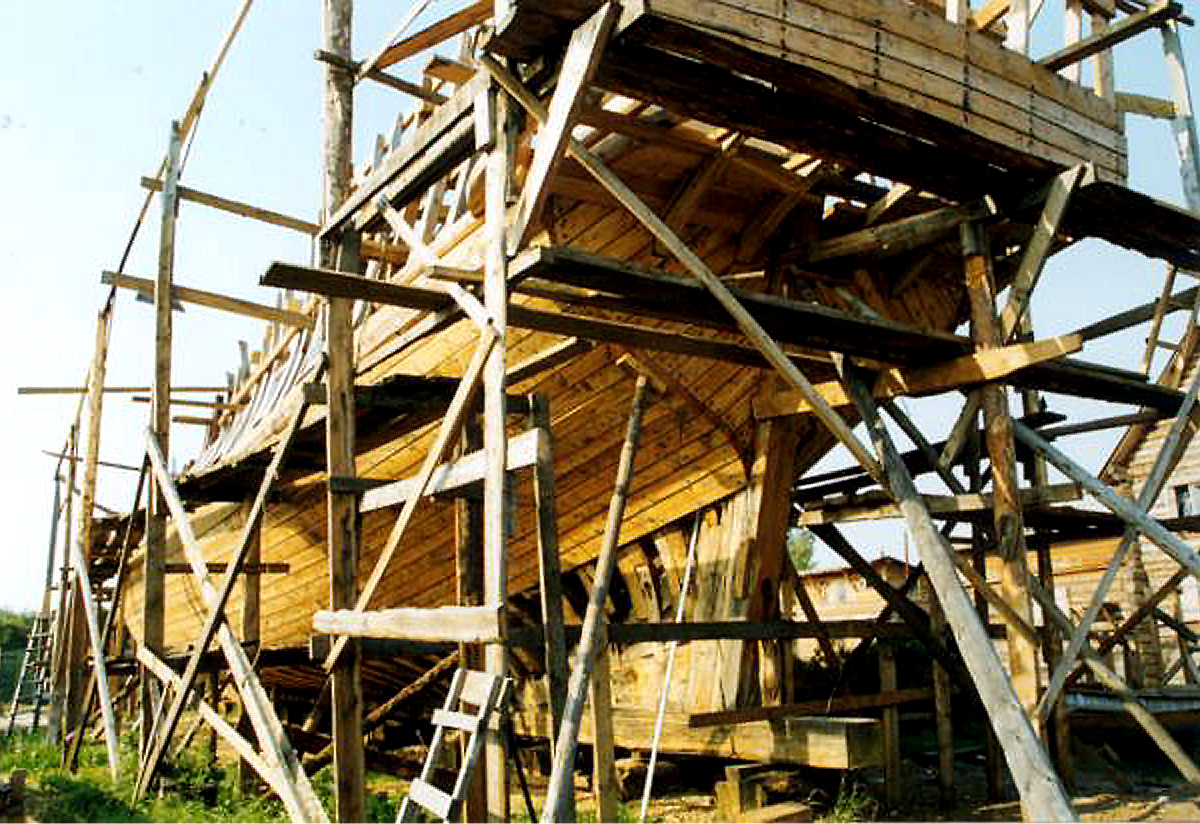
ook de achterzijde, daar is een steiger nodig.
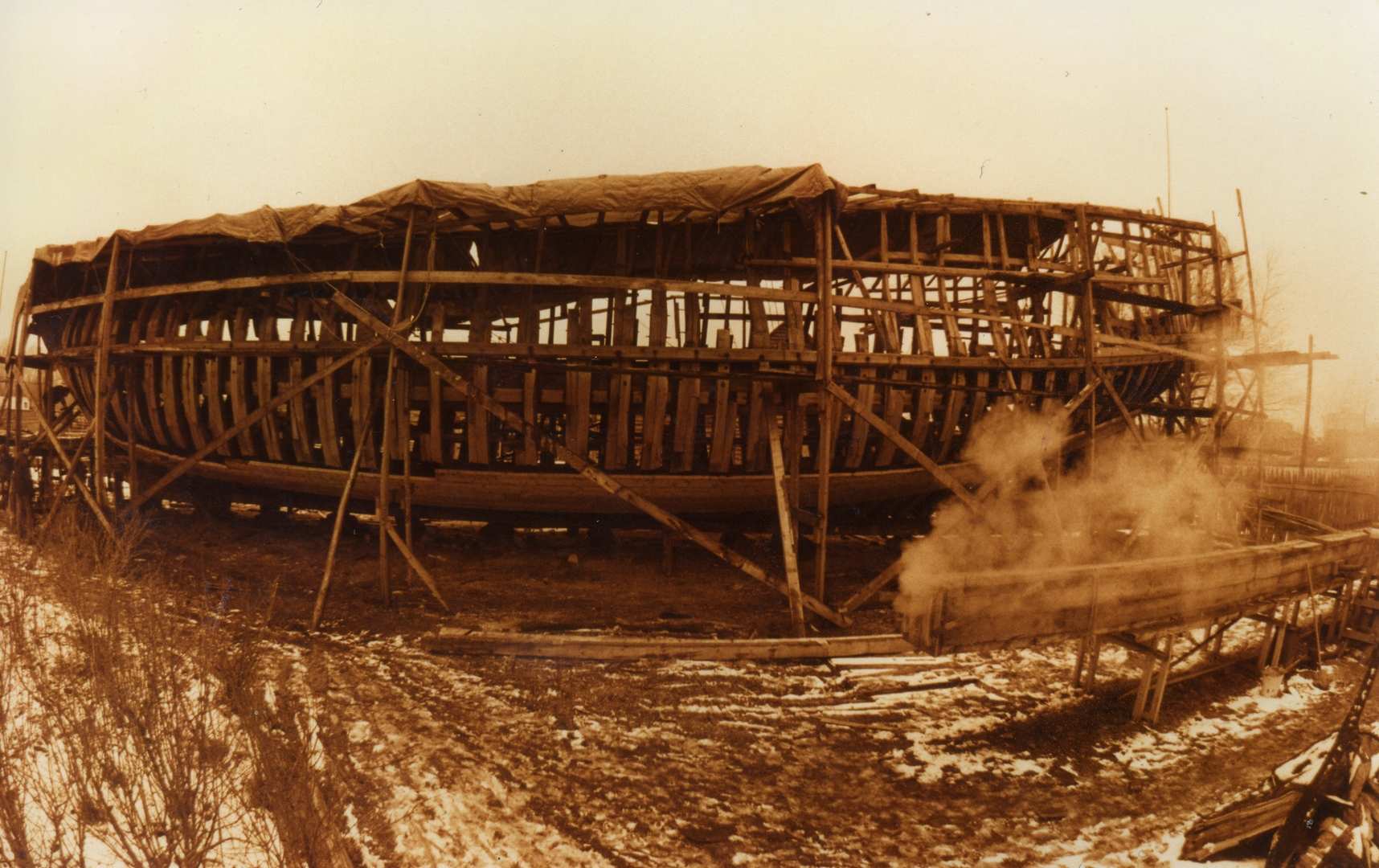
Nog niet gereed, toch maar overwinteren....

...maar al spoedig ook voor de beide bovendekken, van grenenhout, vóór en achter.

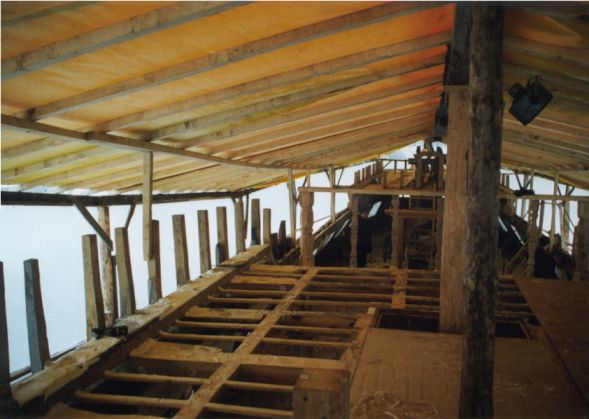
het bovenste dek met achterin 't campagnedek
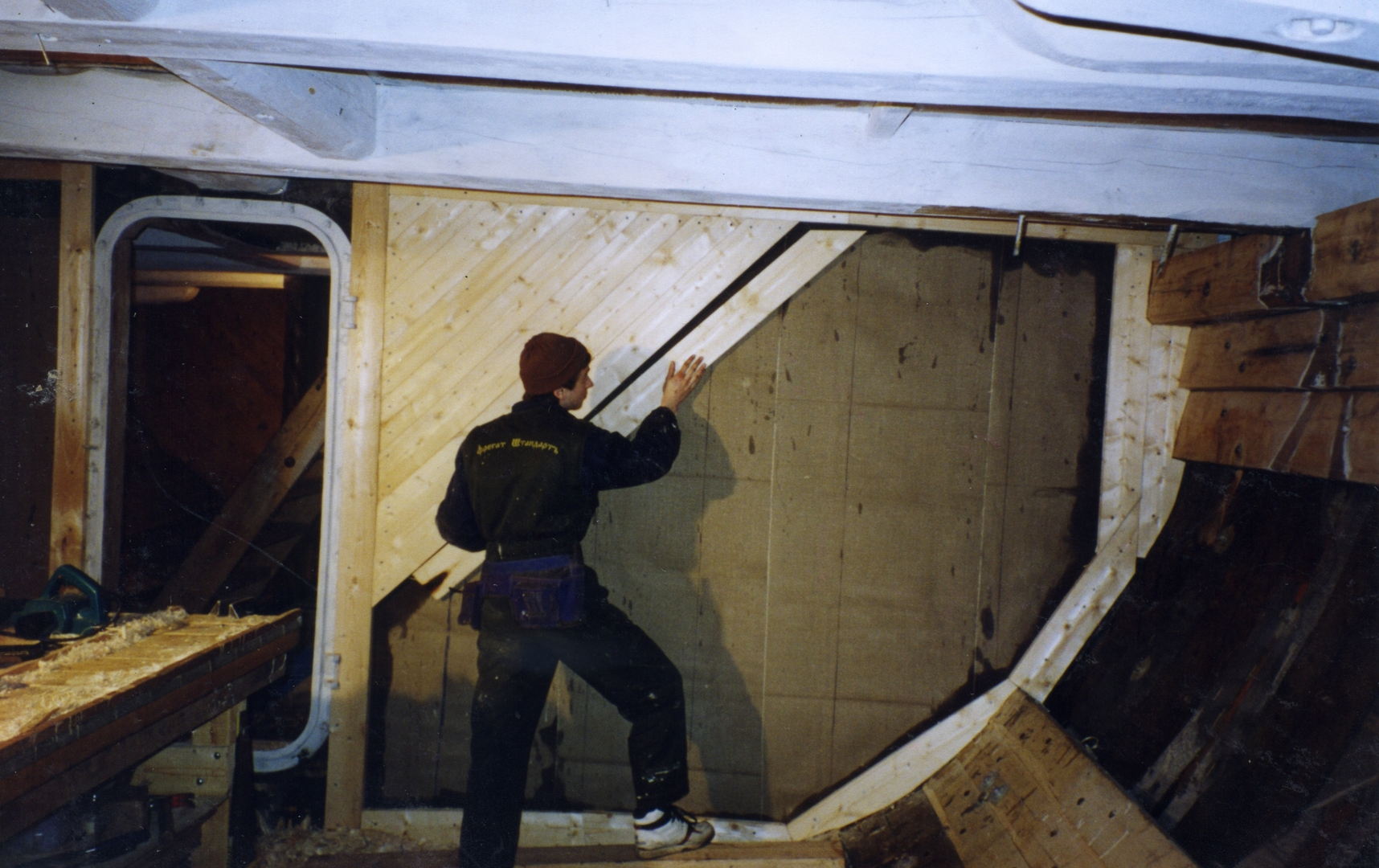
compartimenten onderdeks
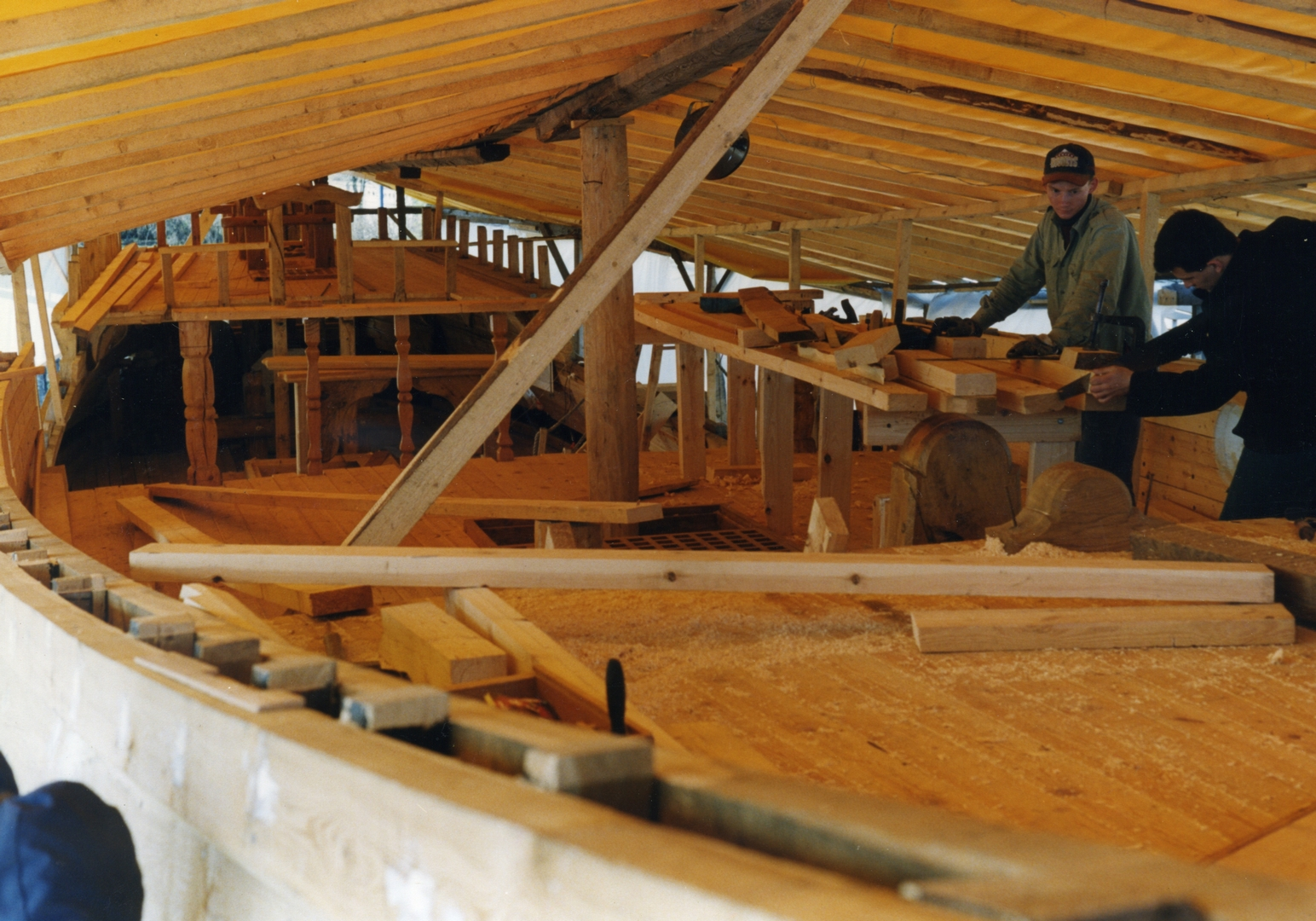
voór- en achterdek zijn "dicht"
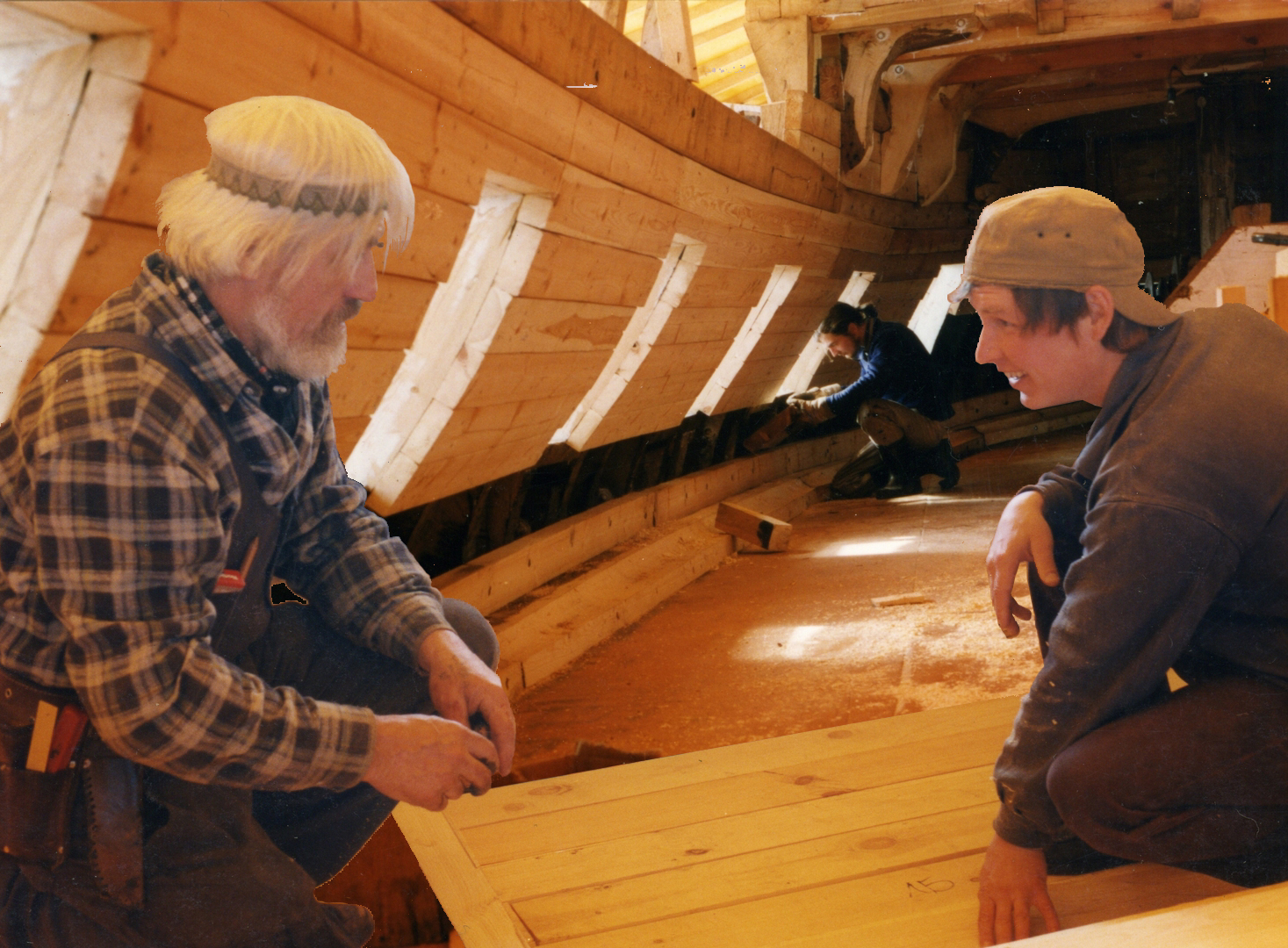
bouwmeester-overleg

### 1998
Omdat er gedoopt moest worden, werd er een tijdelijke spiegel gemaakt (met de naam onjuist gespeld, bleek later!) en ook andere grote stukken: het boegbeeld en de bescherm-dwerg "Grumpy".

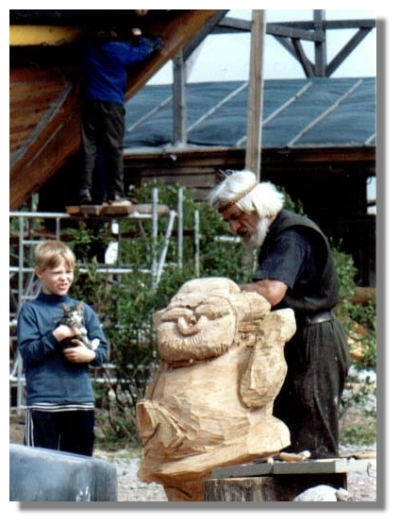
Grumpy, z'n schepper en een toezichthouder
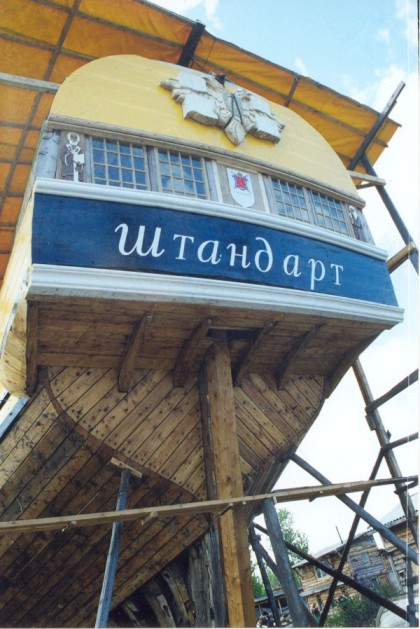
Tijdelijke spiegel met spelfout in de naam
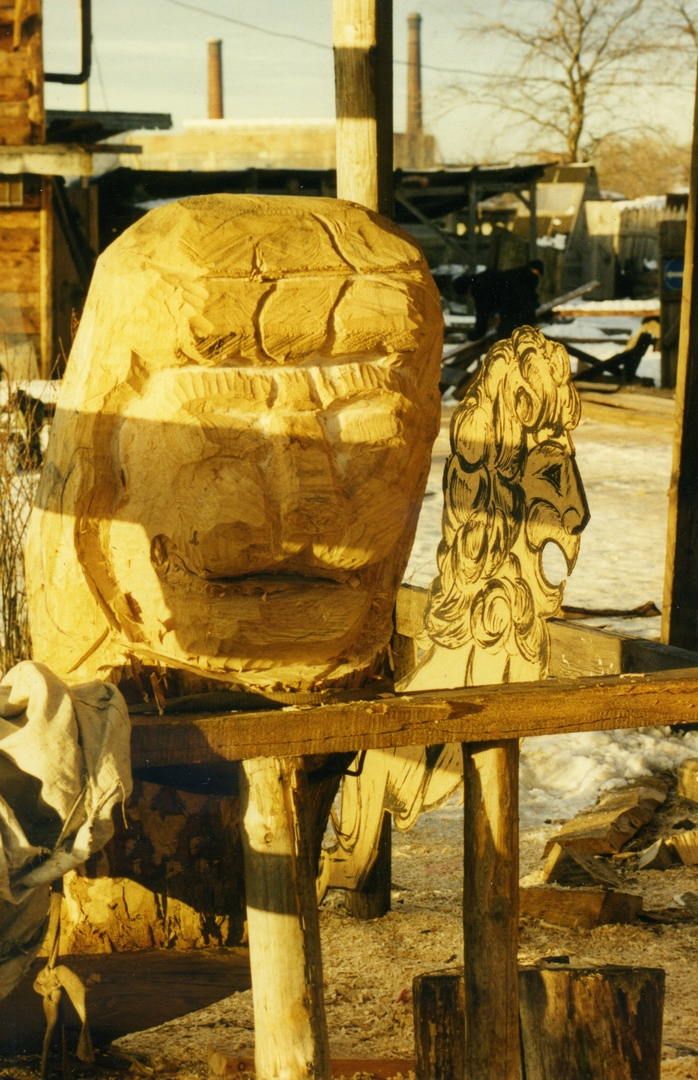
Leeuw in wording, met de schets
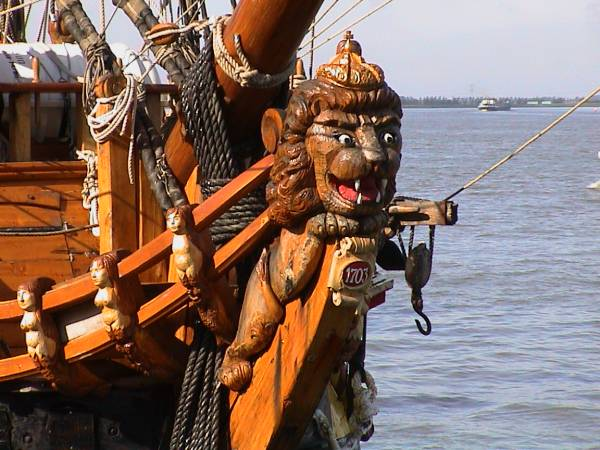
Zo is de leeuw geworden

#### Doop
De replica Sjtandart werd op 30 mei 1998 gedoopt door de twee beschermheren van het schip: Prins Andrew, de hertog van York, en de gouverneur van Sint-Petersburg, Vladimir Ykovlev. 

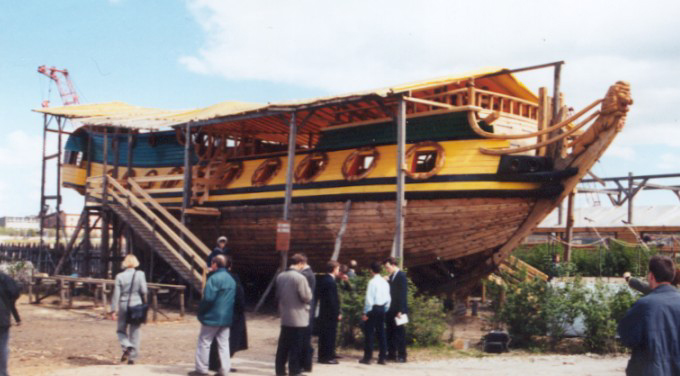
Ontvangst en rondleiding van de gasten
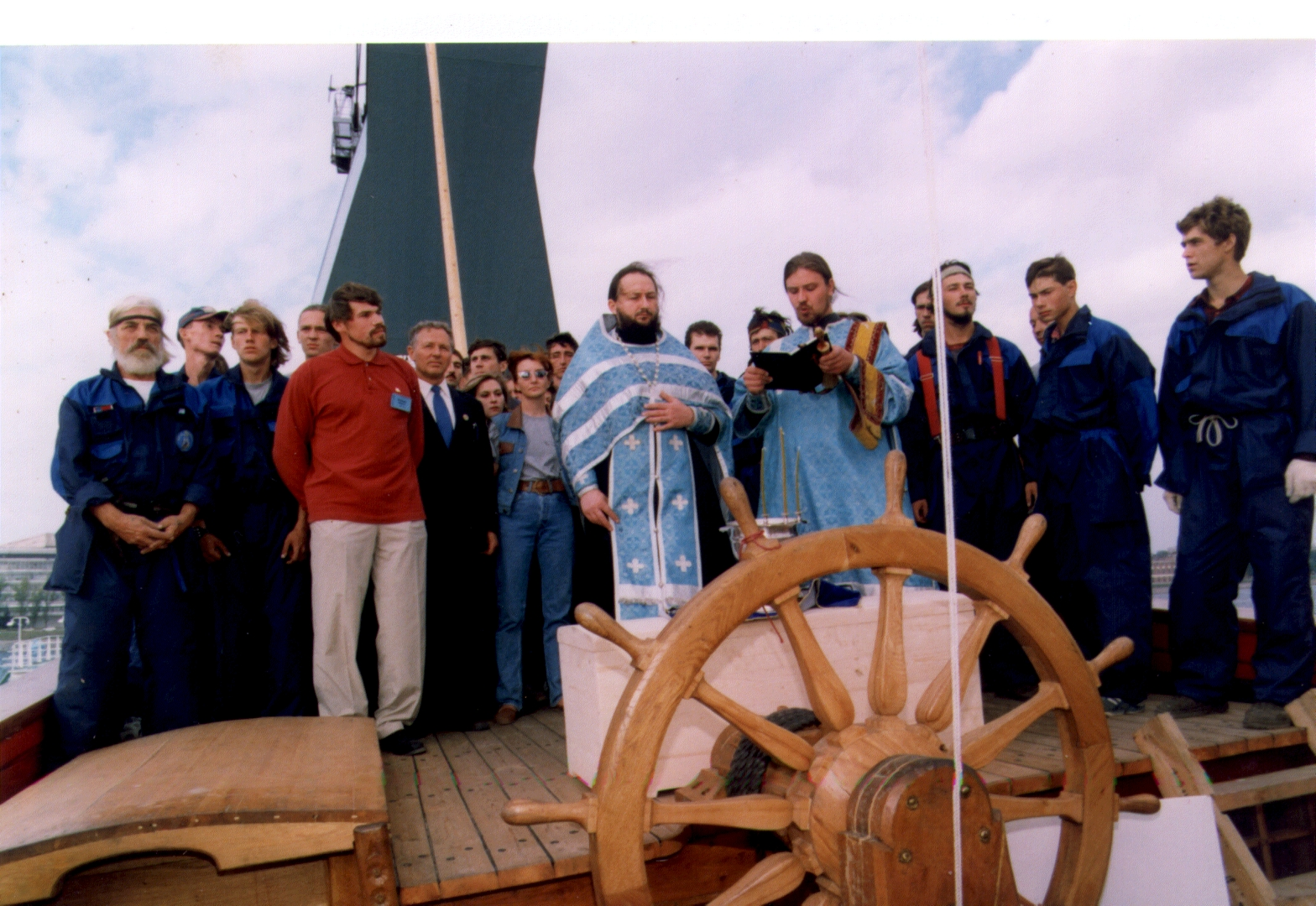
De voltrekking van de doop op het achterdek
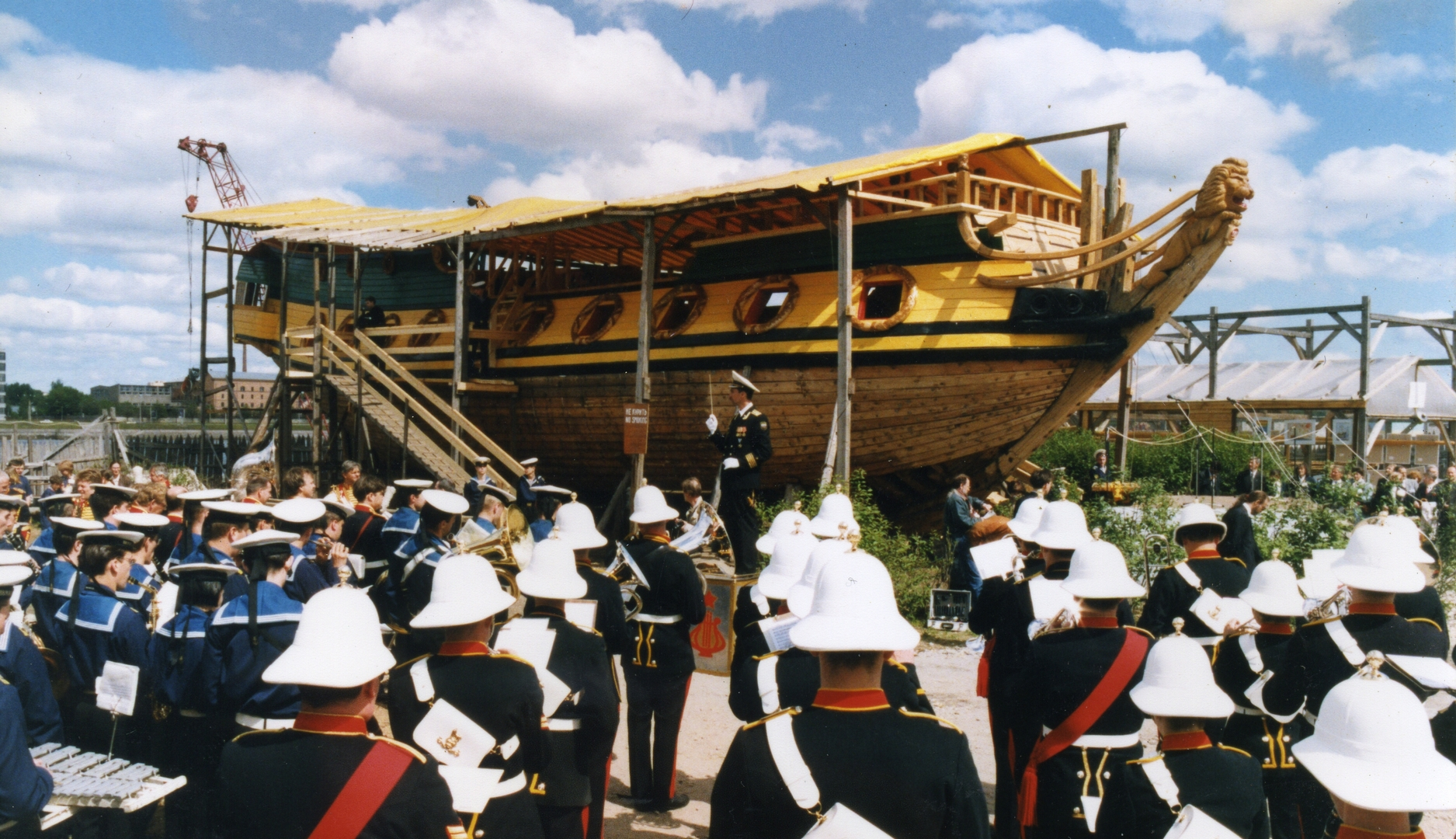
Marinierskapel luistert de plechtigheid op
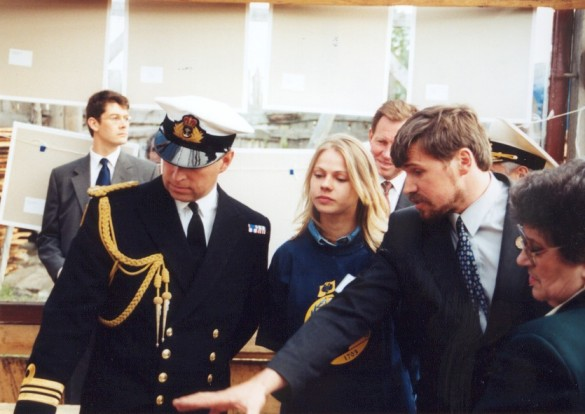
Uitleg en napraten met Prins Andrew en gevolg

Tijdens deze zomer werden de dekken dichtgelegd met planken, zodat er een werkplaats ontstond in het schip.
Ook de volgende winter werden veel toebehoren en onderdelen vervaardigd, het roer en het boegbeeld werden geschilderd, net als natuurlijk de definitieve spiegel met alle decoratie, en een aantal 'rondhouten' van grenenhout, zoals ra's, de fokkemast, de boegspriet, de bezaan en de grote mast (alle masten bestaan uit 3 delen 'stengen').

### 1999
De smid smeedde alle nagels voor de huid- en dekplanken en het verdere beslag voor de blokken en bijvoorbeeld het roer.

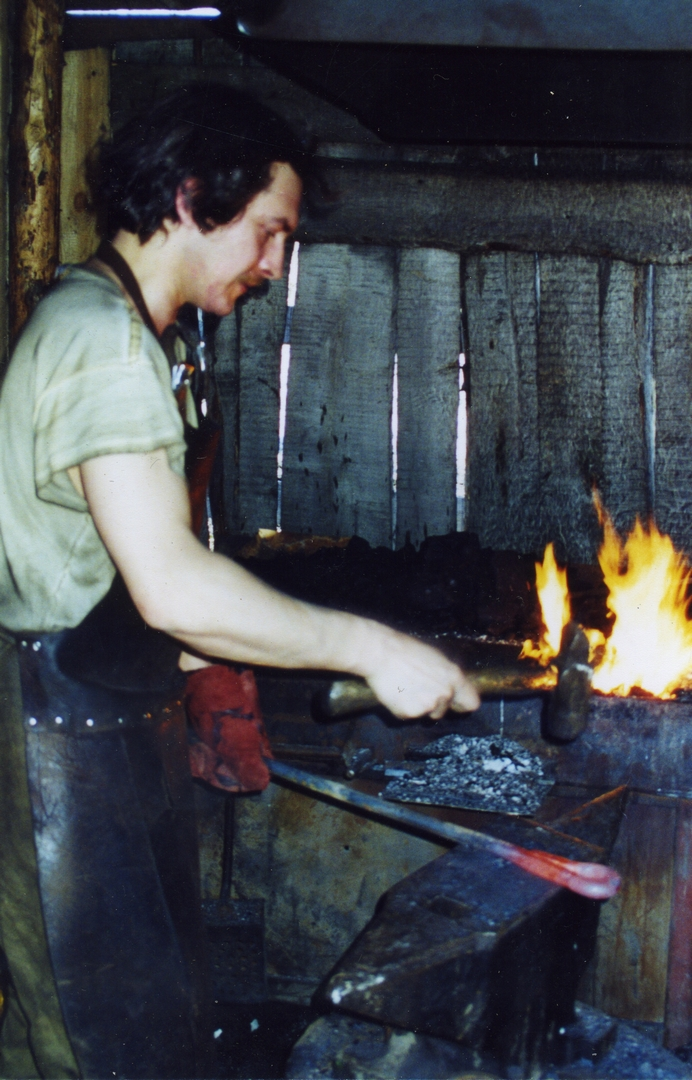
Smid aan 't vuur...
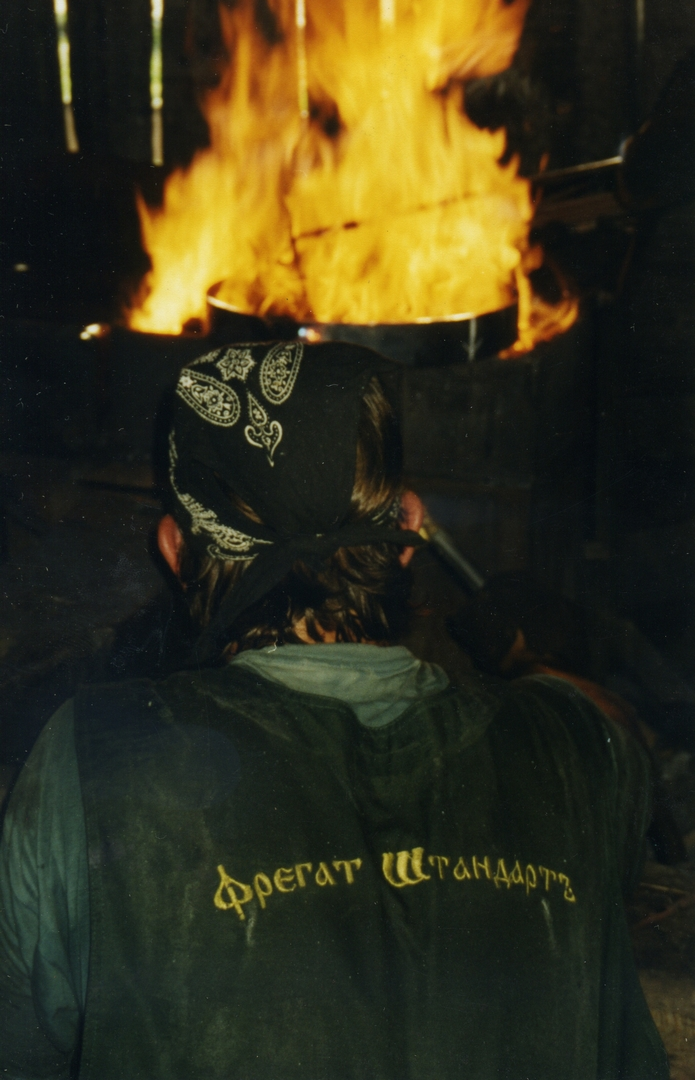
...voor al het ijzerwerk
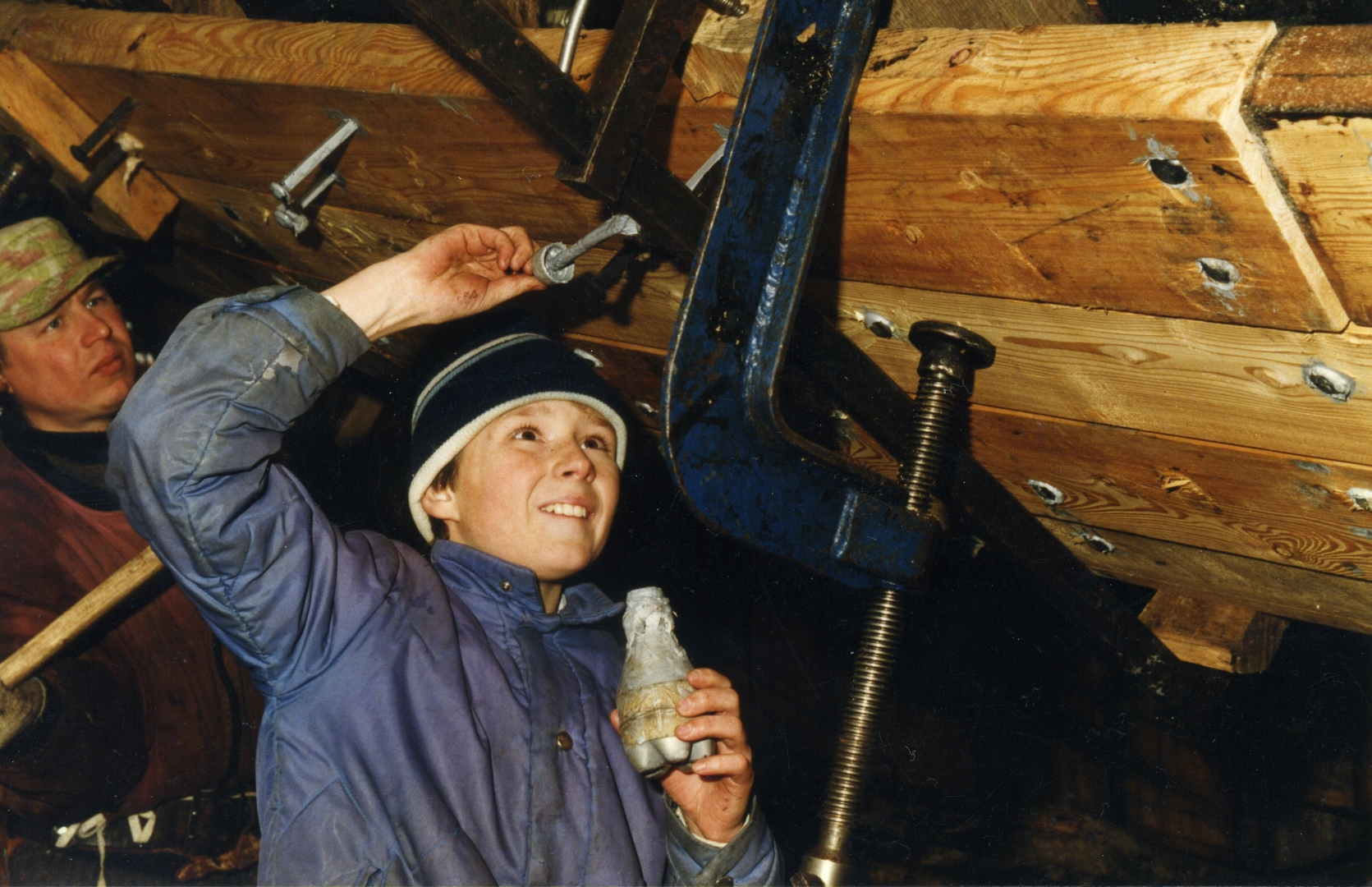
De gesmede nagels krijgen een lik pek mee en worden dan ingeslagen
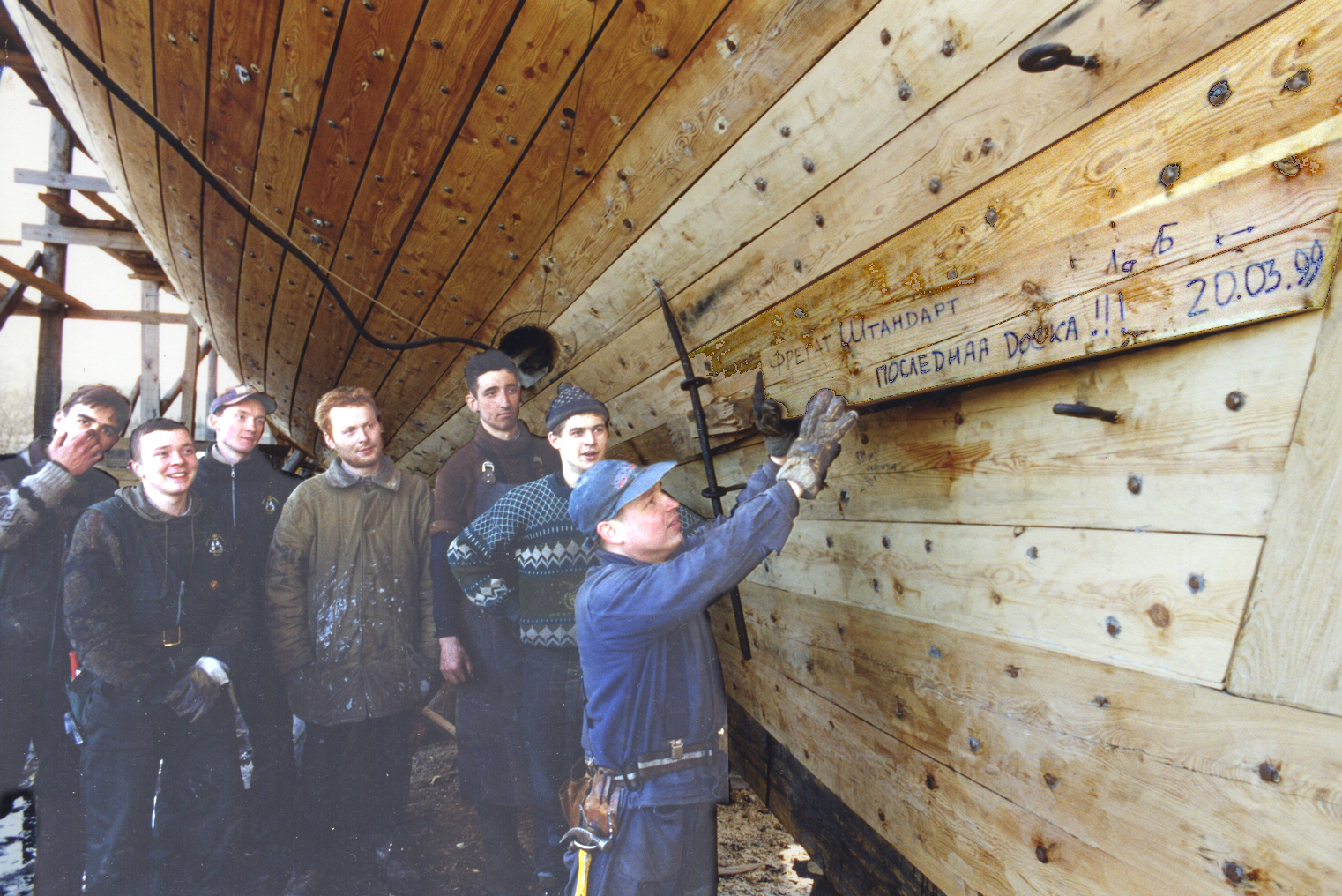
20 maart: grote belangstelleng bij de laatste huidplank

Het zagen, stomen, buigen en plaatsen van de huidplanken was al die tijd doorgegaan tot de laatste op 20 maart 1999 werd geplaatst. De hele zomer werd er gebreeuwd en geschilderd.

#### Beeldsnijden
Beeldsnijden ging ook door: van lindenhout werden de karakteristieke lauwerkransen rond de geschutpoorten gesneden, de zeemeerminnen met de gezichten van iedere vrijwilliger langs het galjoen.

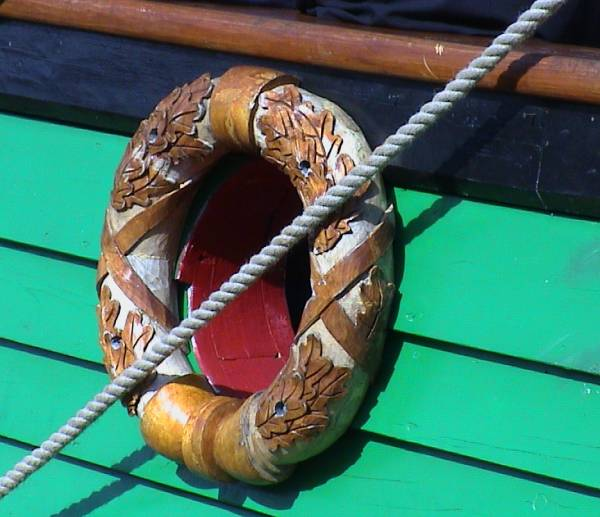
Een kleine lauwerkrans op het achterschip
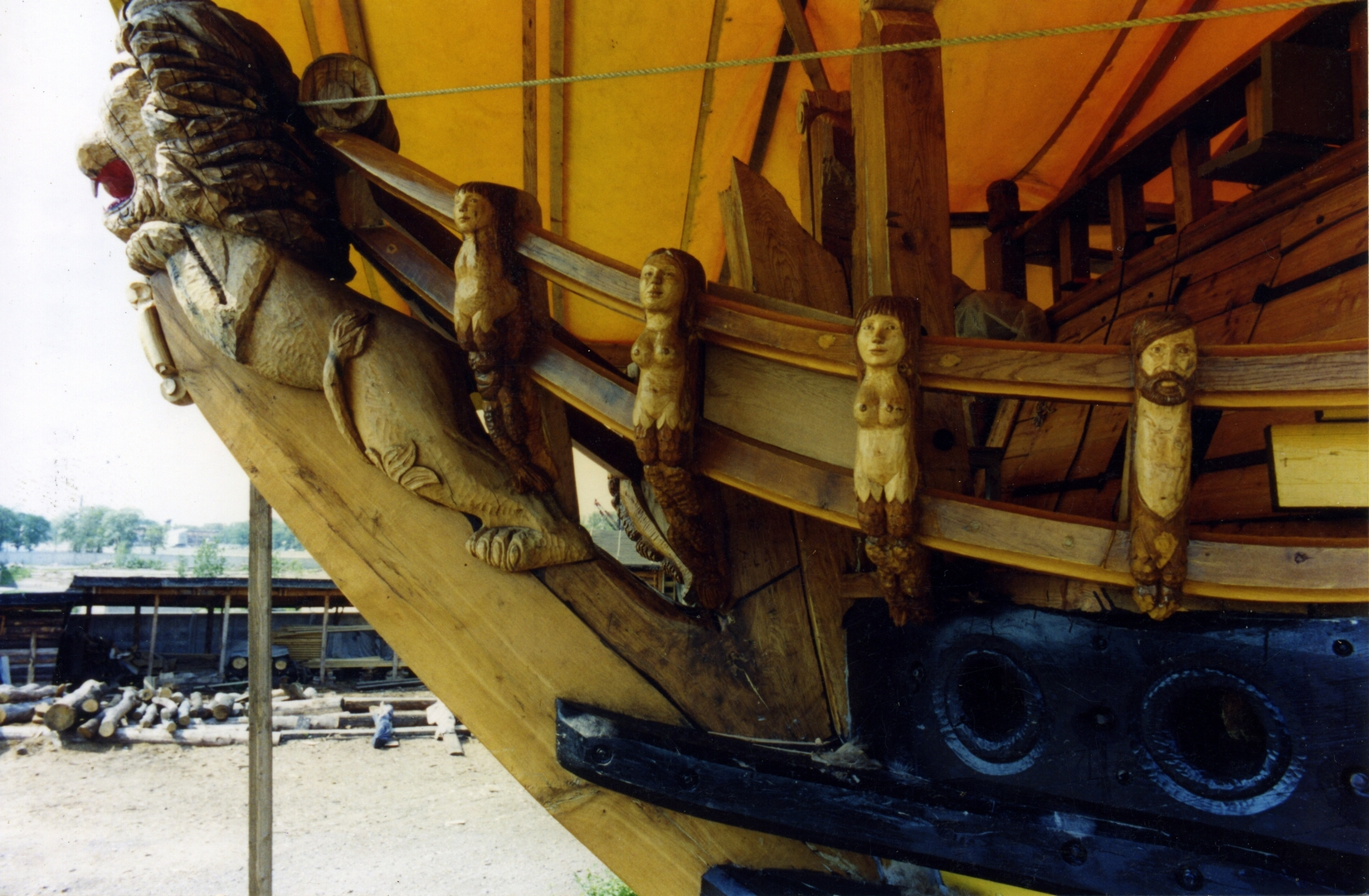
De zeemeerminnen op 't galjoen...
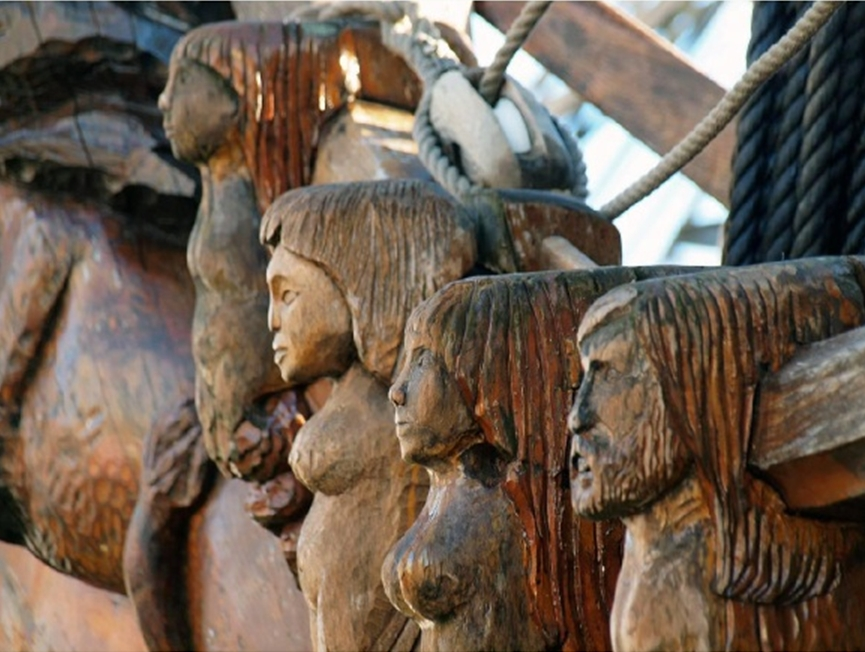
...met gezichten van de eerste vrijwilligers, die zo al de reizen meemaken.
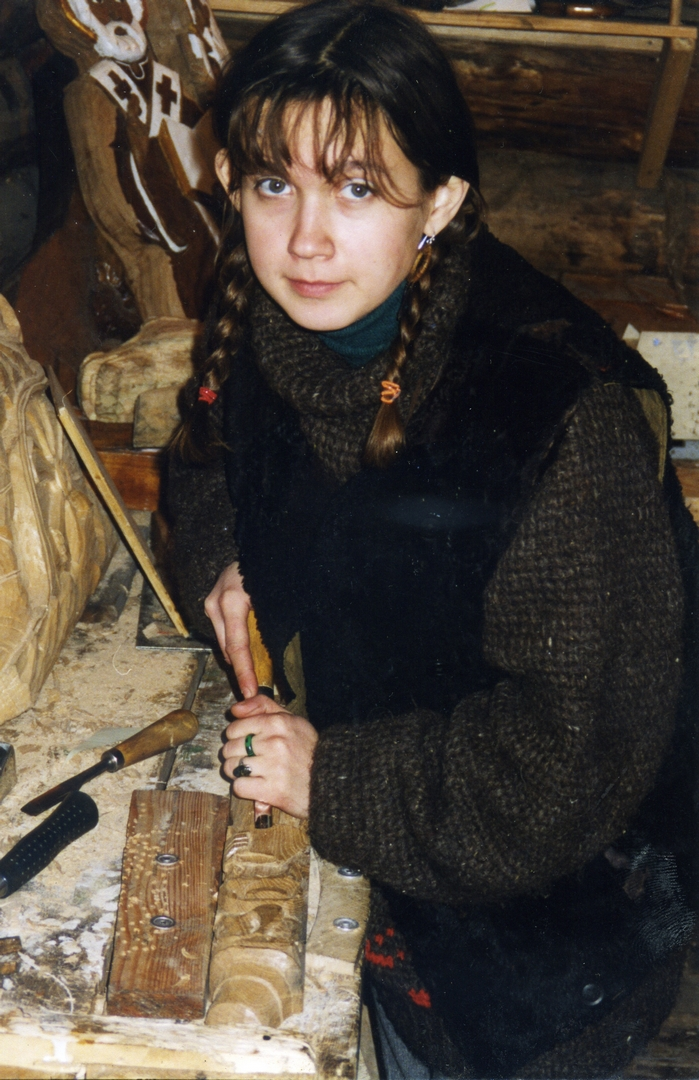
Een van de beeldsnijders: Katja

#### Tuigage
Terwijl de huidplanken werden vervaardigd en geplaatst, werden in de werkplaatsen ook andere delen vervaardigd: roerblad, kraaiennesten, ezelshoofden, masten, ra's. 

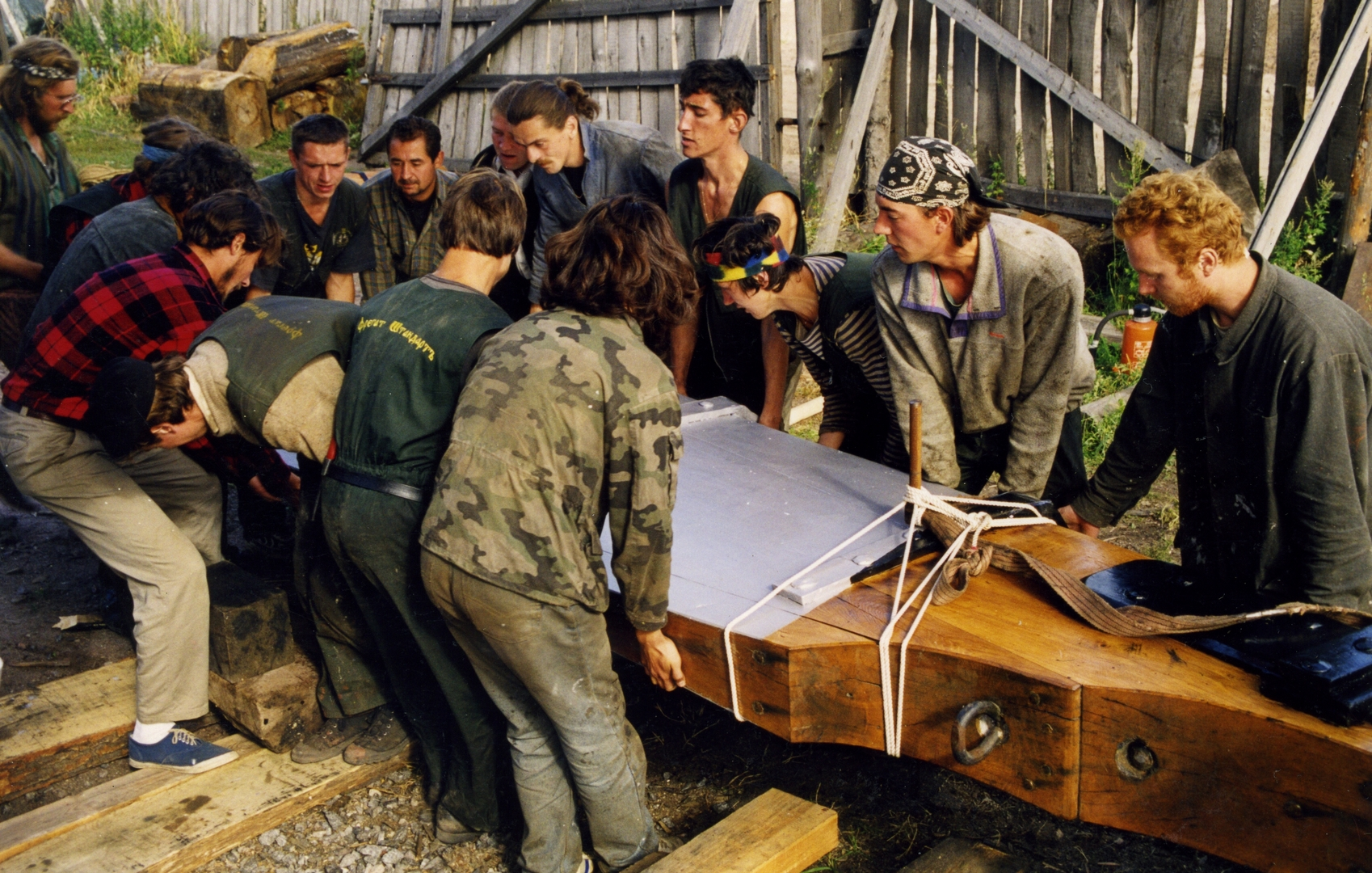
Zonder hulpmiddelen moest 't roerblad bij de kraan worden gebracht...
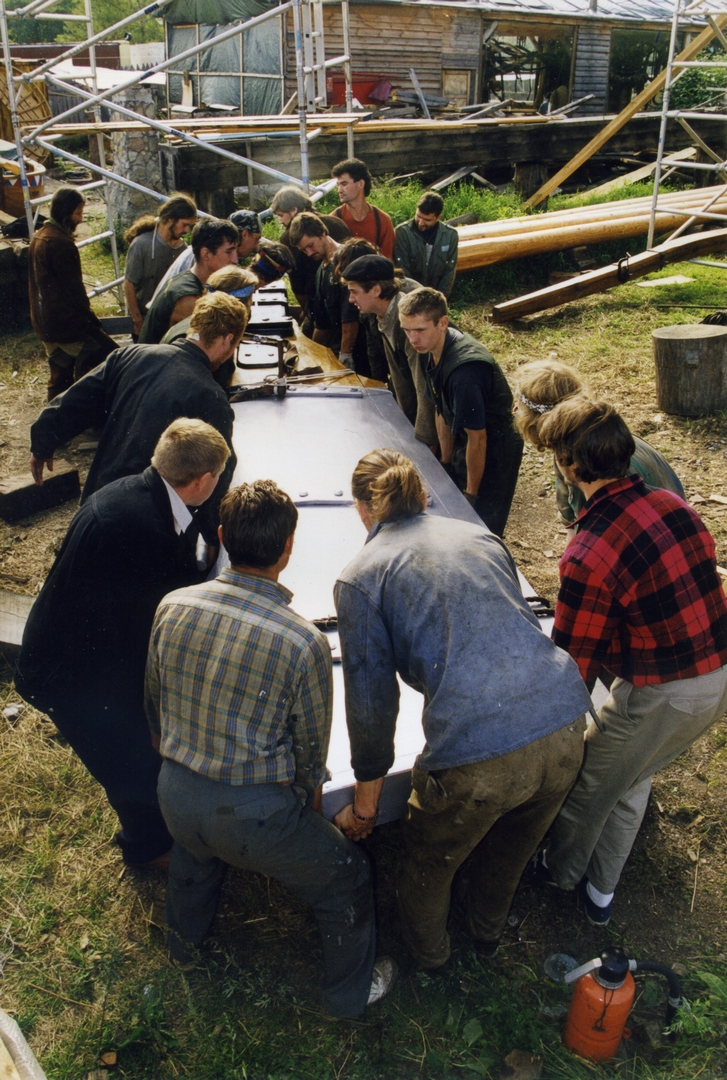
...maar vele handen maken licht werk.
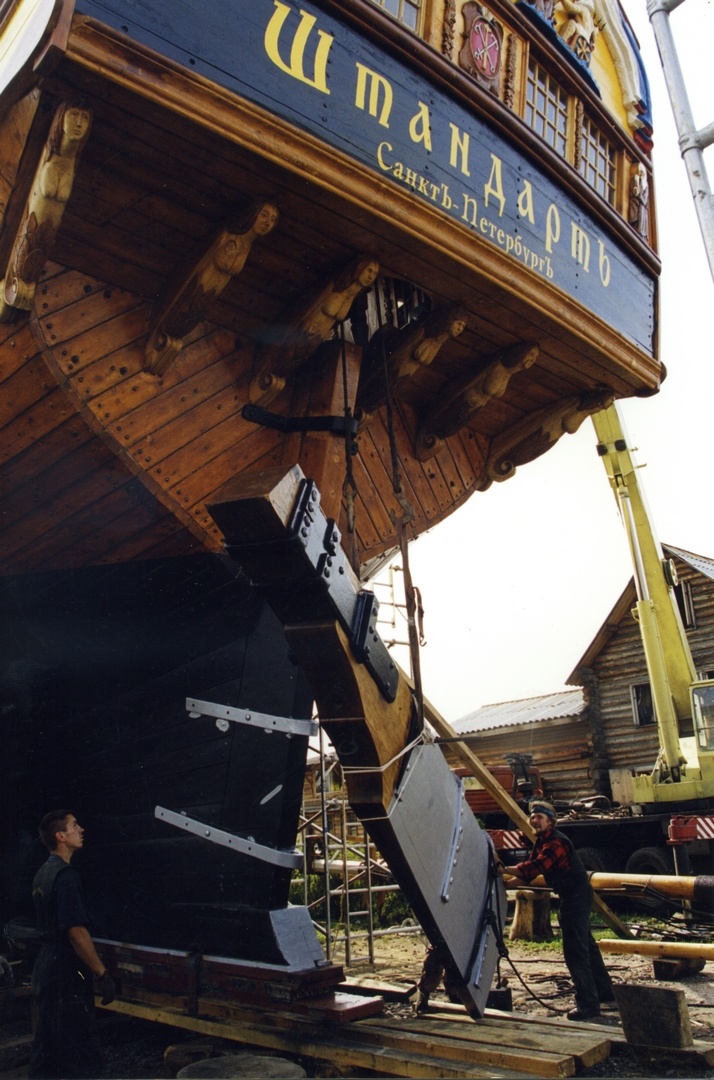
Het inhangen van het roer is een precies klusje
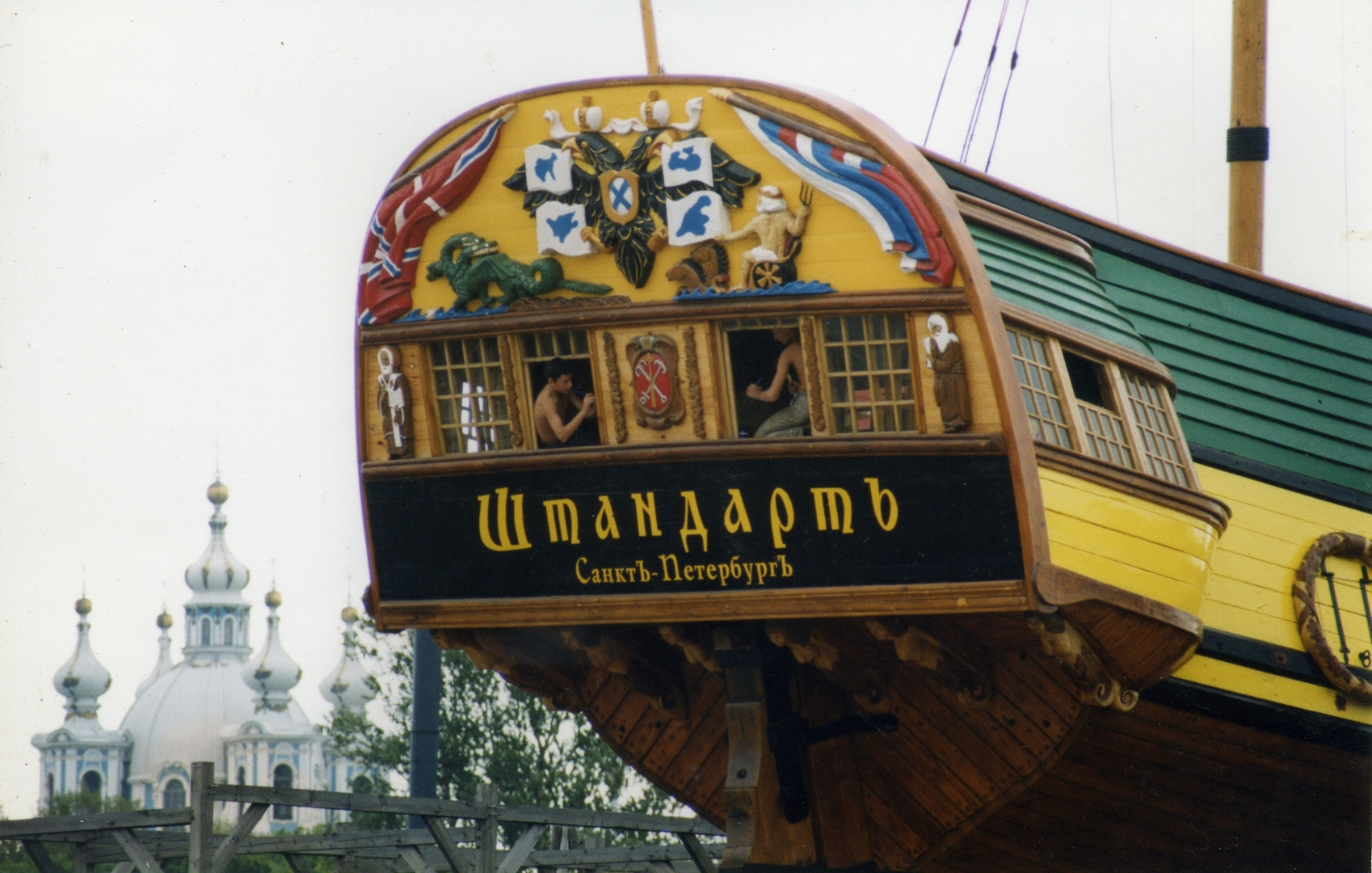
De laatste hand wordt gelegd aan de spiegel met de juiste naam en de "captains"-lodge

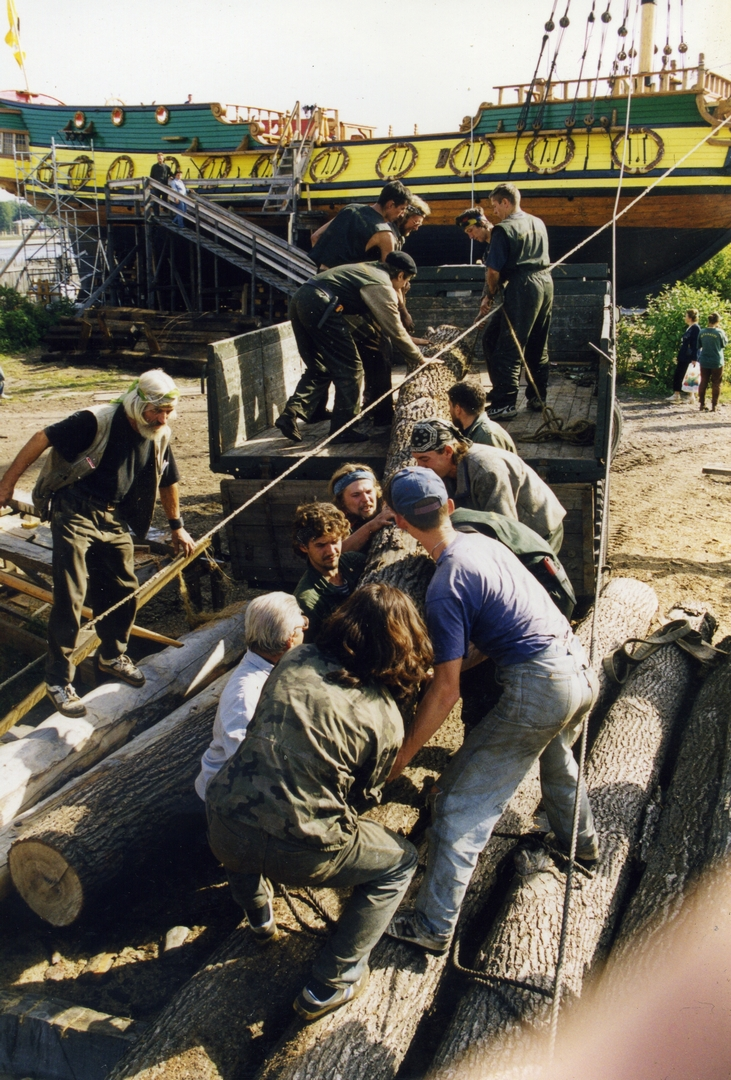
Een mast van grenenhout in wording, nog veel werk te doen.
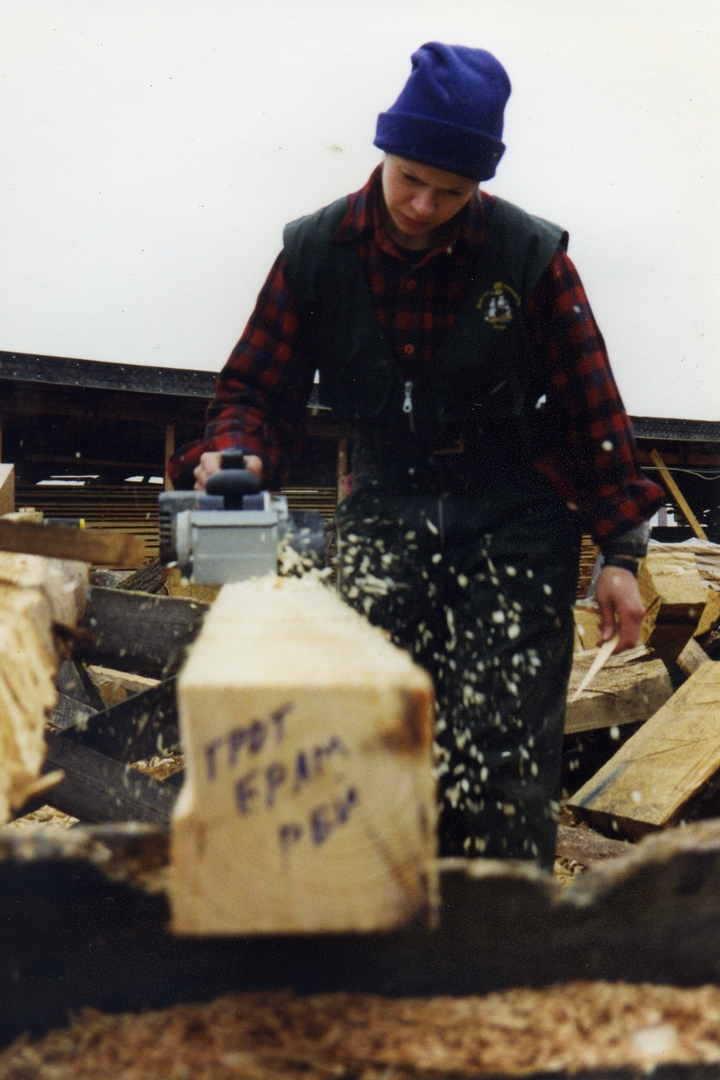
Van vierkant met de kettingzaag naar...
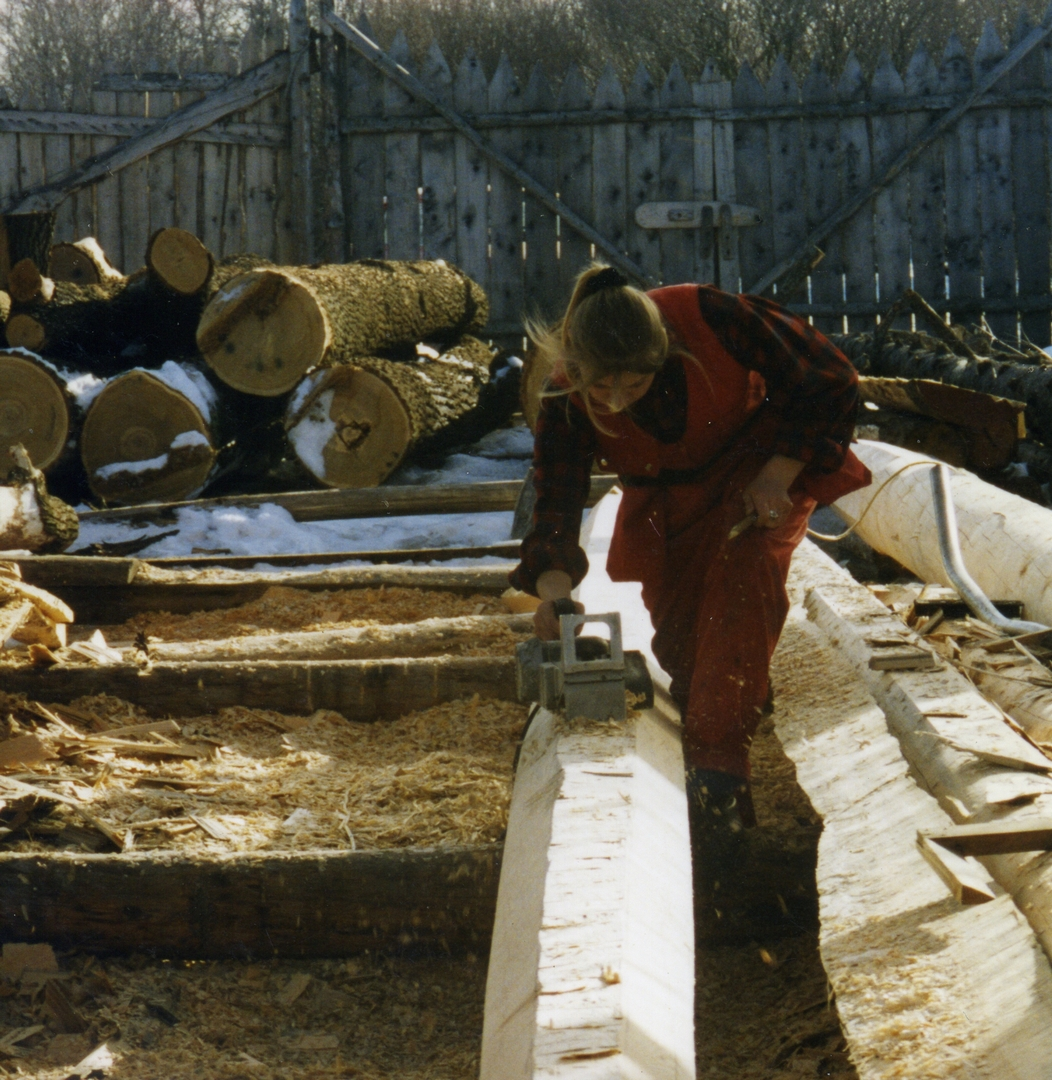
...achtkantig met de schaaf...
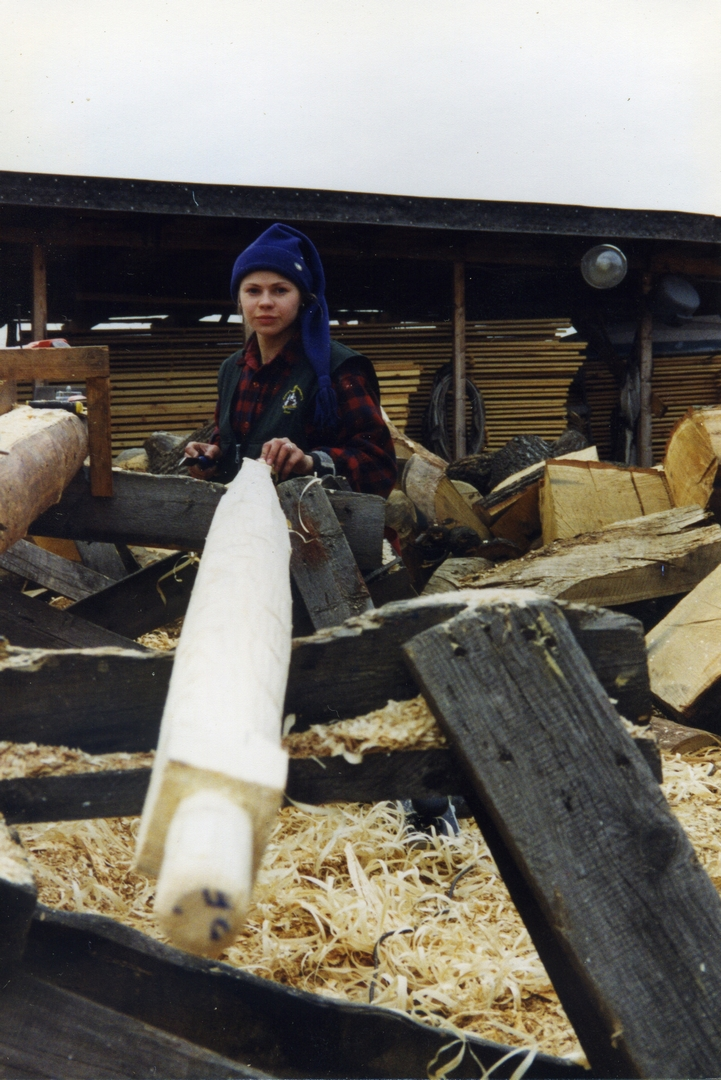
...en dan rond met een passend onderstuk.

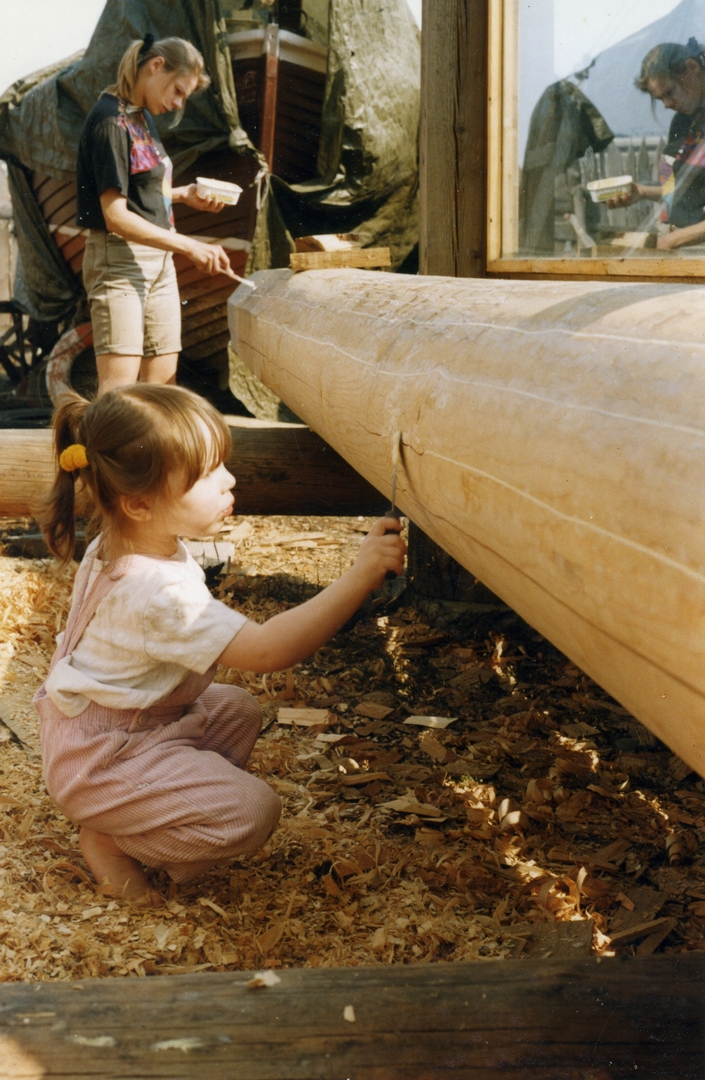
Iedereen helpt mee, zelfs de jongsten.
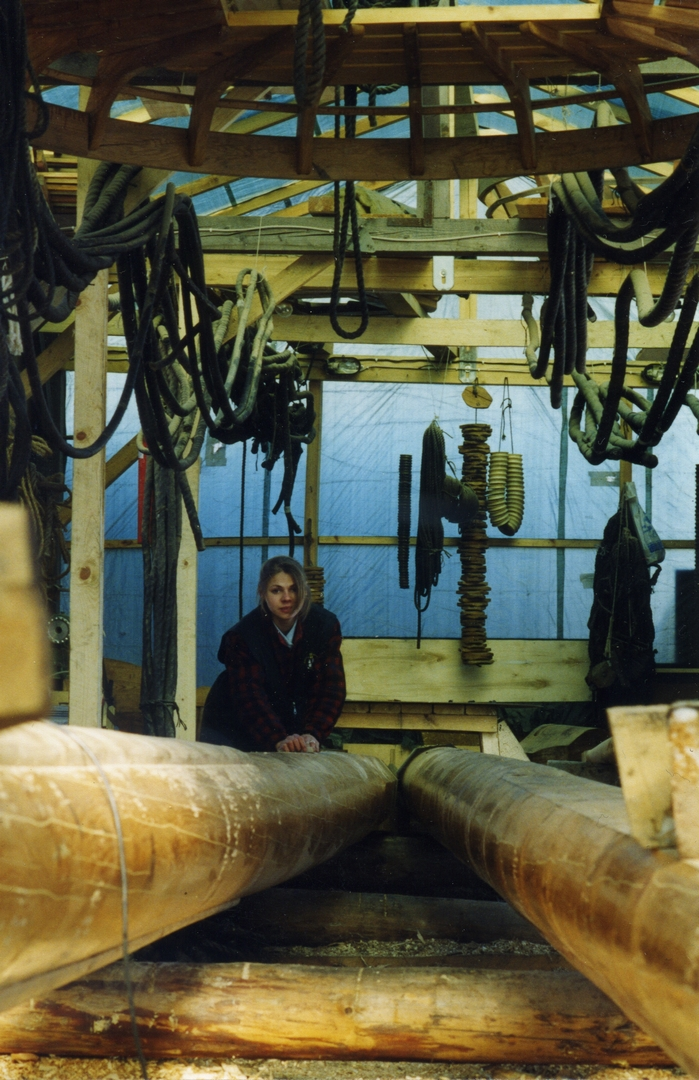
Zo groeit de voorraad rondhouten,
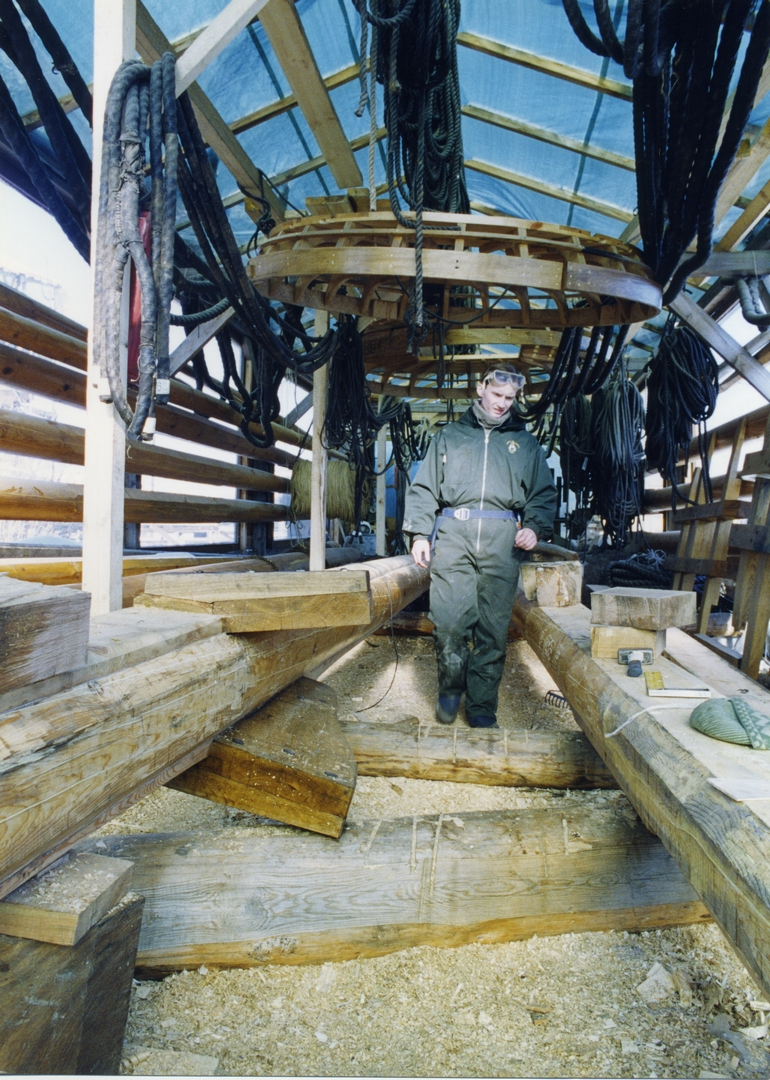
de grote mars en de masten,
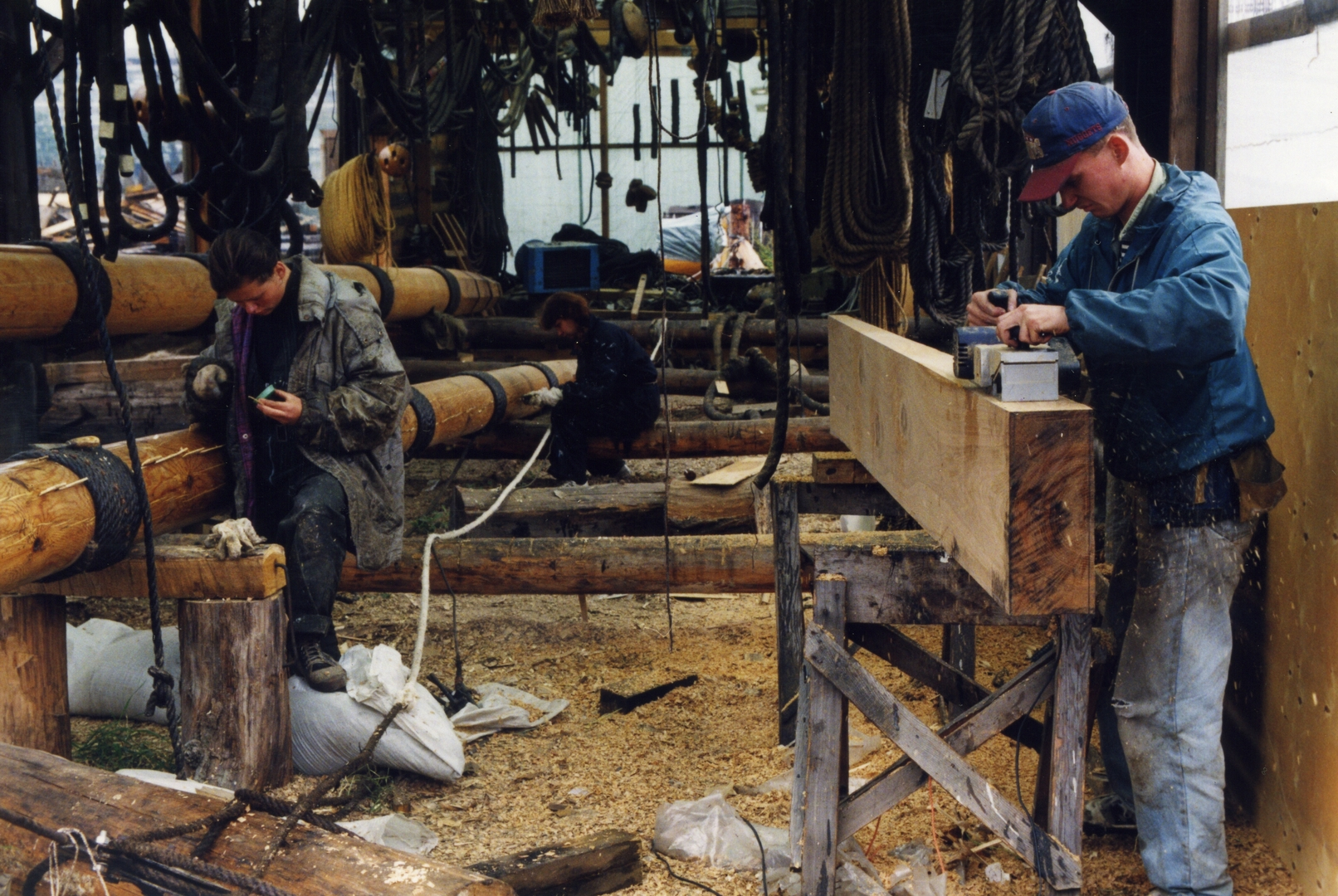
ook door vakmensen in opleiding.

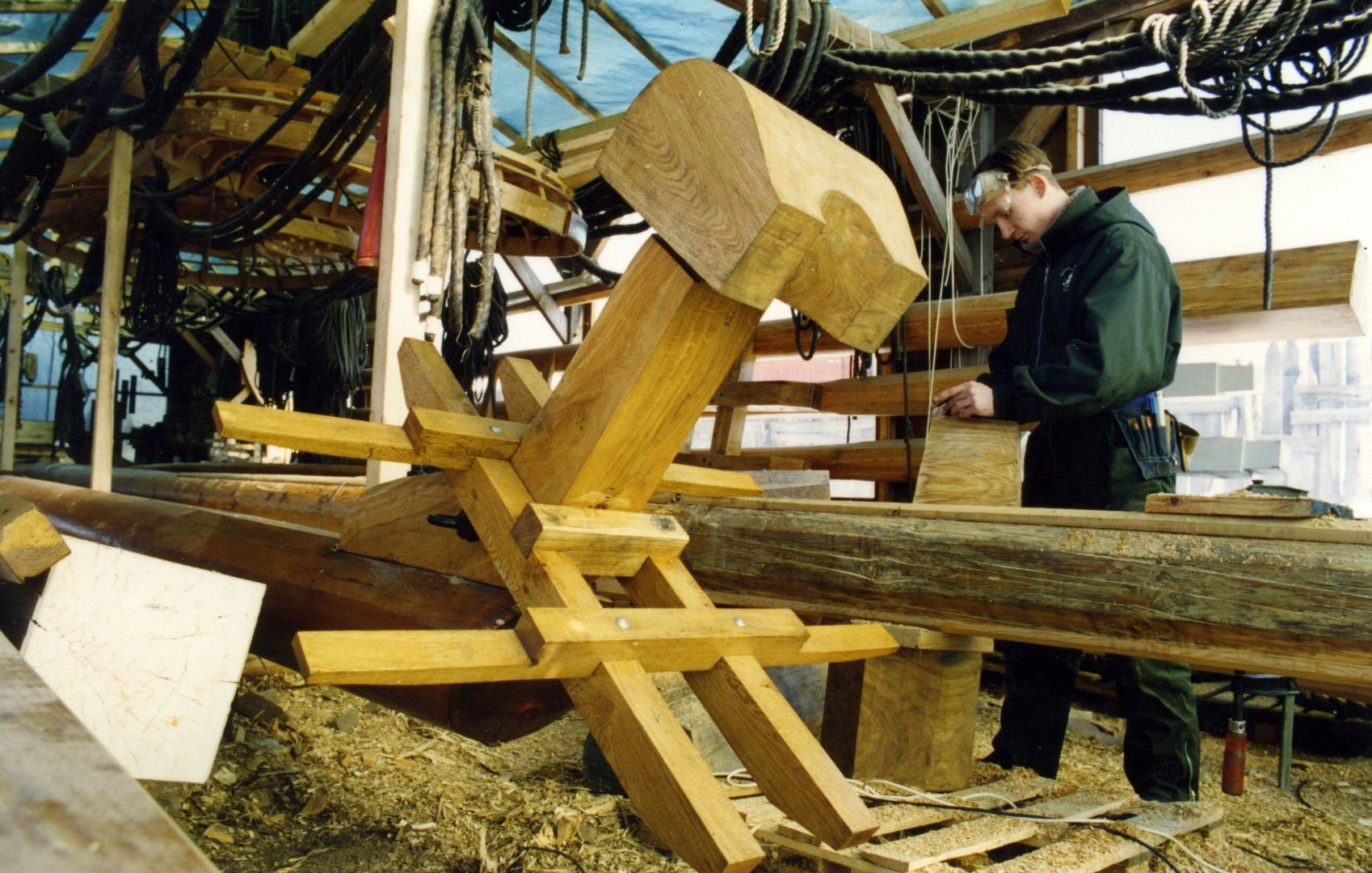
"Ezelshoofd": de koppeling tussen ondermast en grote steng
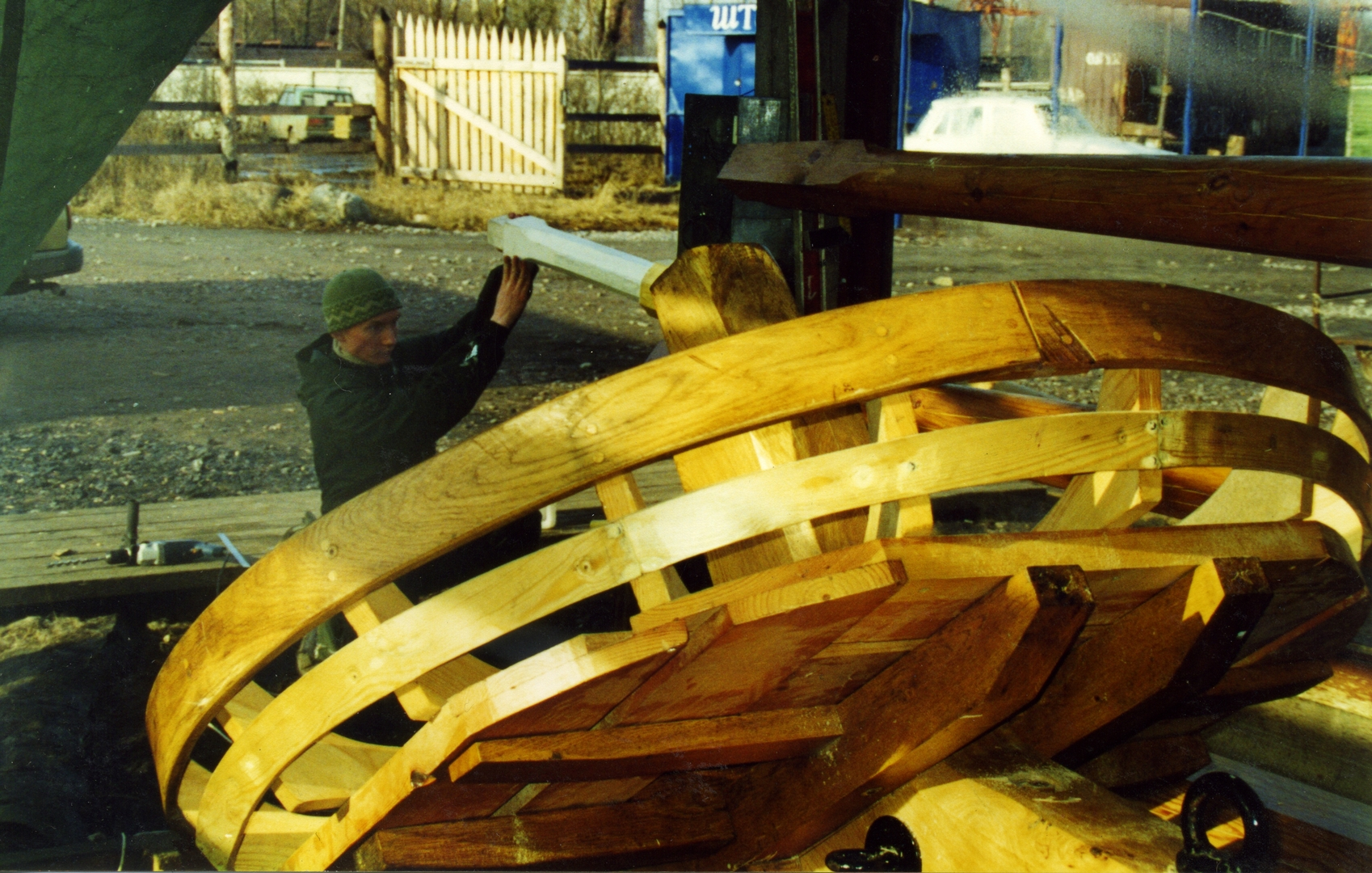
Fokkemars
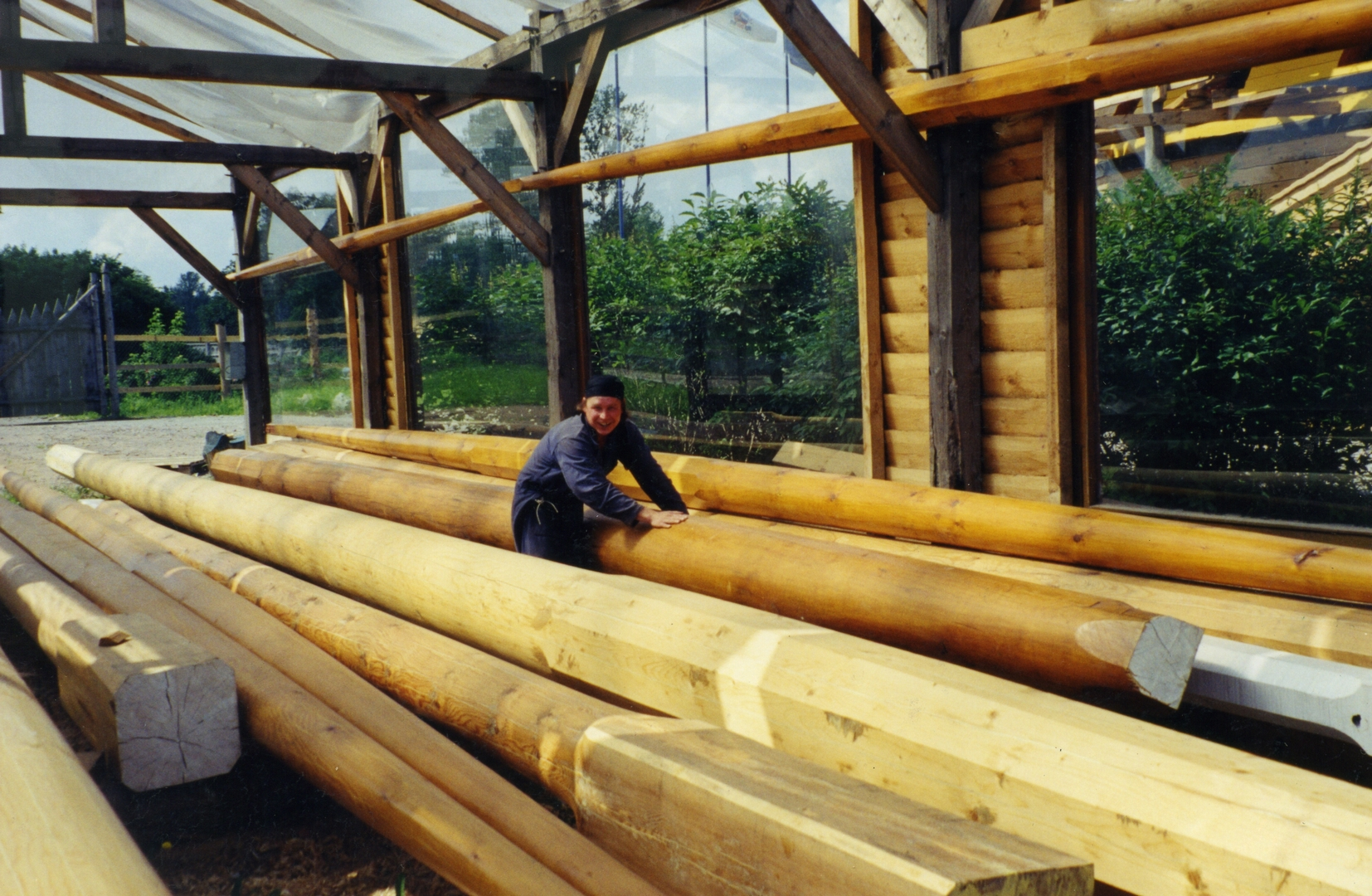
De voorraad groeit, klaar voor installatie
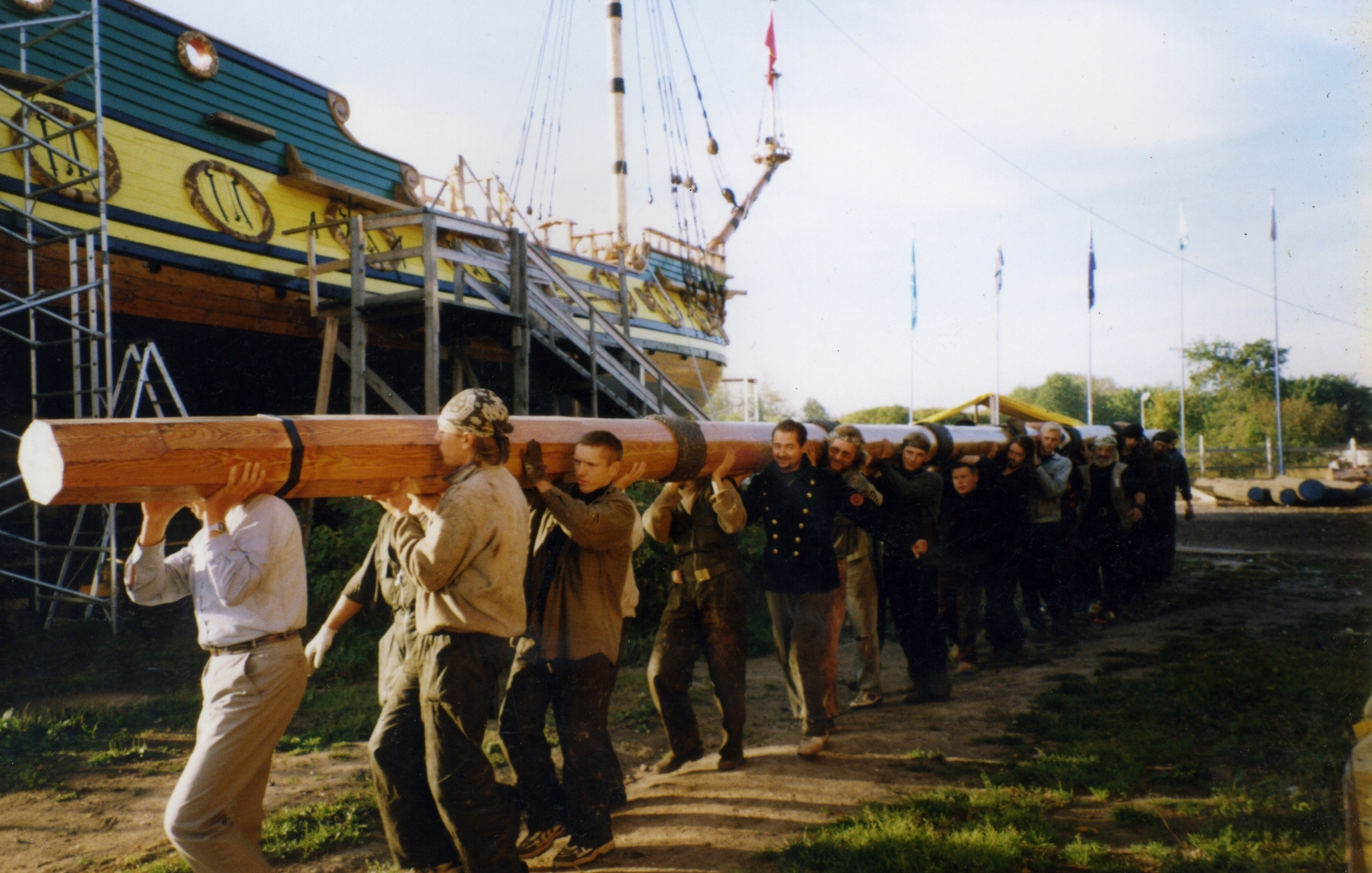
De grote mast is gereed en wordt klaargelegd tot na de tewaterlating

Alles werd klaargemaakt voor te waterlating.

#### Tewaterlating
De wedergeboorte van het eerste schip van de Russische Baltische vloot trok op 4 september 1999 veertigduizend Sint-Petersburgers naar de oevers van de Neva. Het fregat van 30 bij 7 meter, werd met 28 kanonnen, twee masten en boegspriet met boegbeeld te water gelaten in de Neva door een gigantische drijvende kraan, vlak bij het Smolny-instituut, dezelfde plaats waar z'n illustere voorganger in 1703 werd gedoopt.

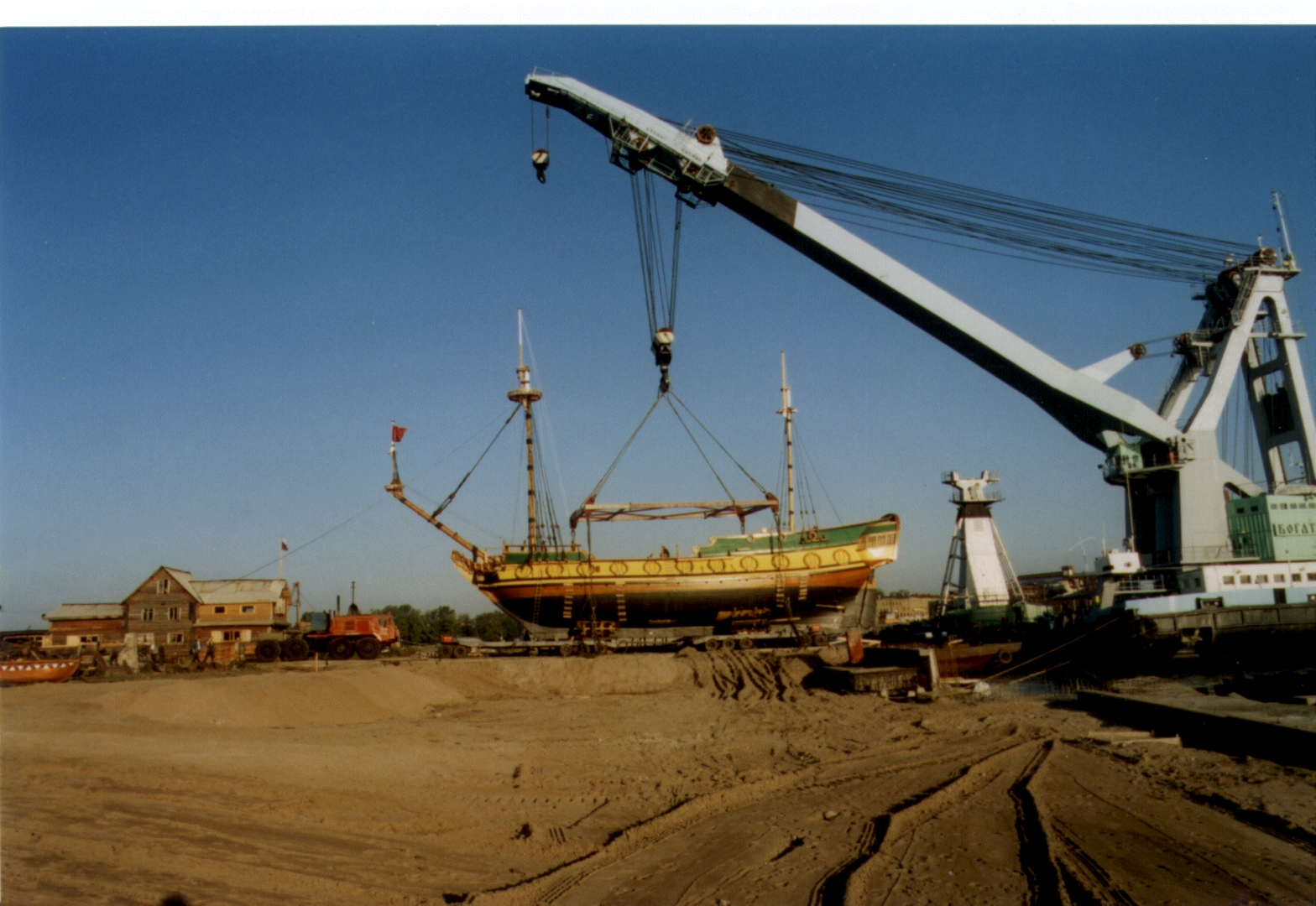
Terrein leeg en het hijsraam uitproberen
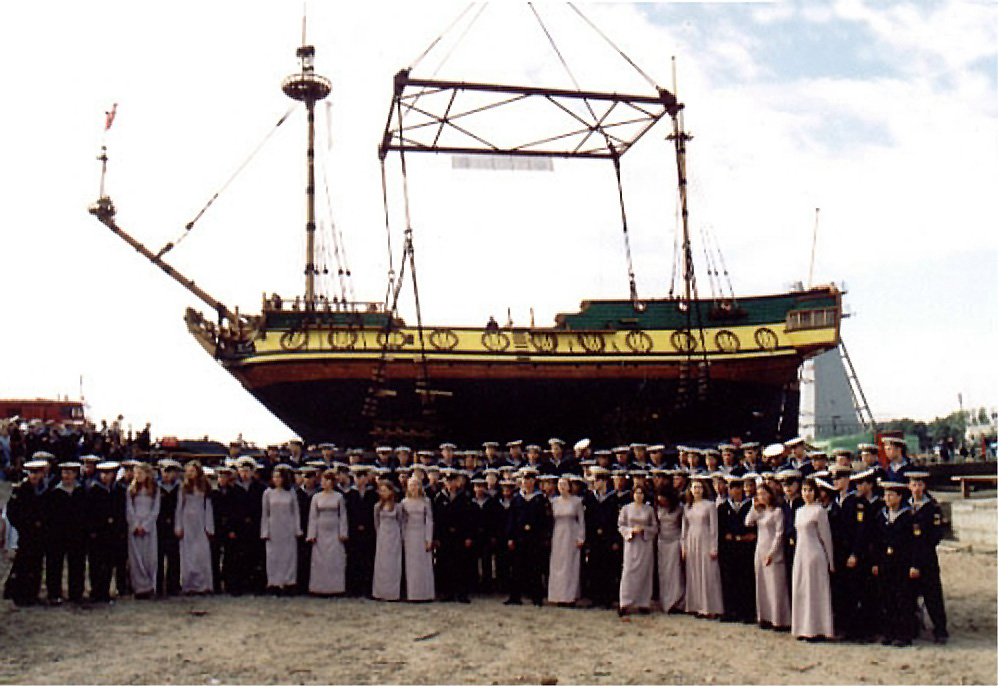
Klaar? Het koor van Smolny wel.
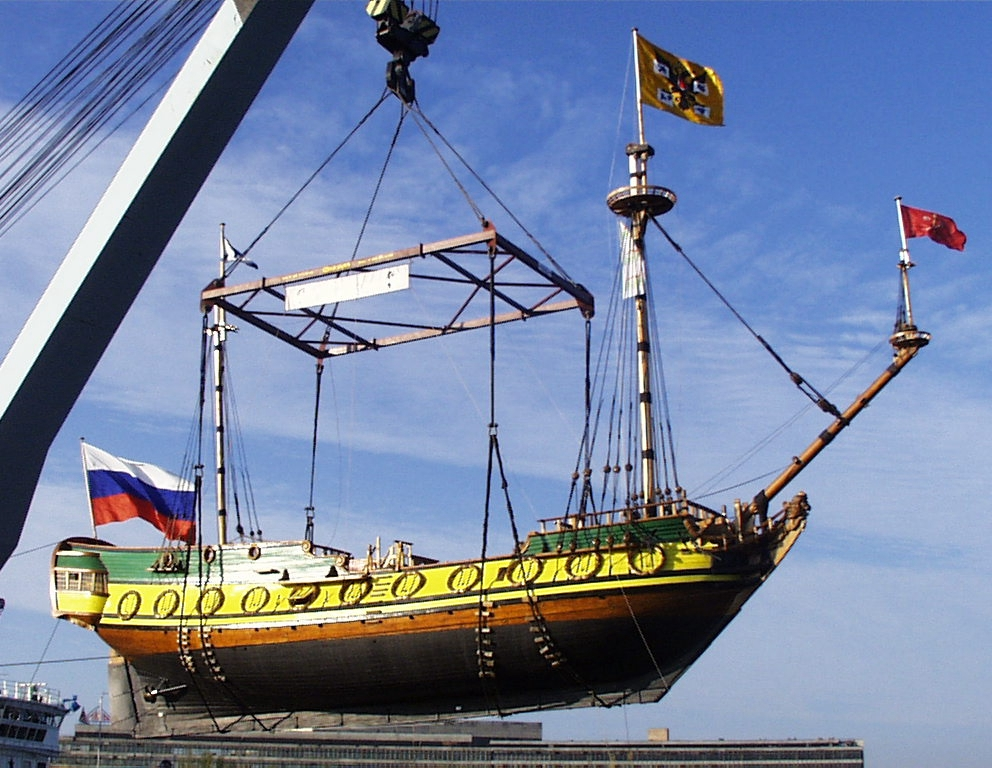
Vlaggen in top
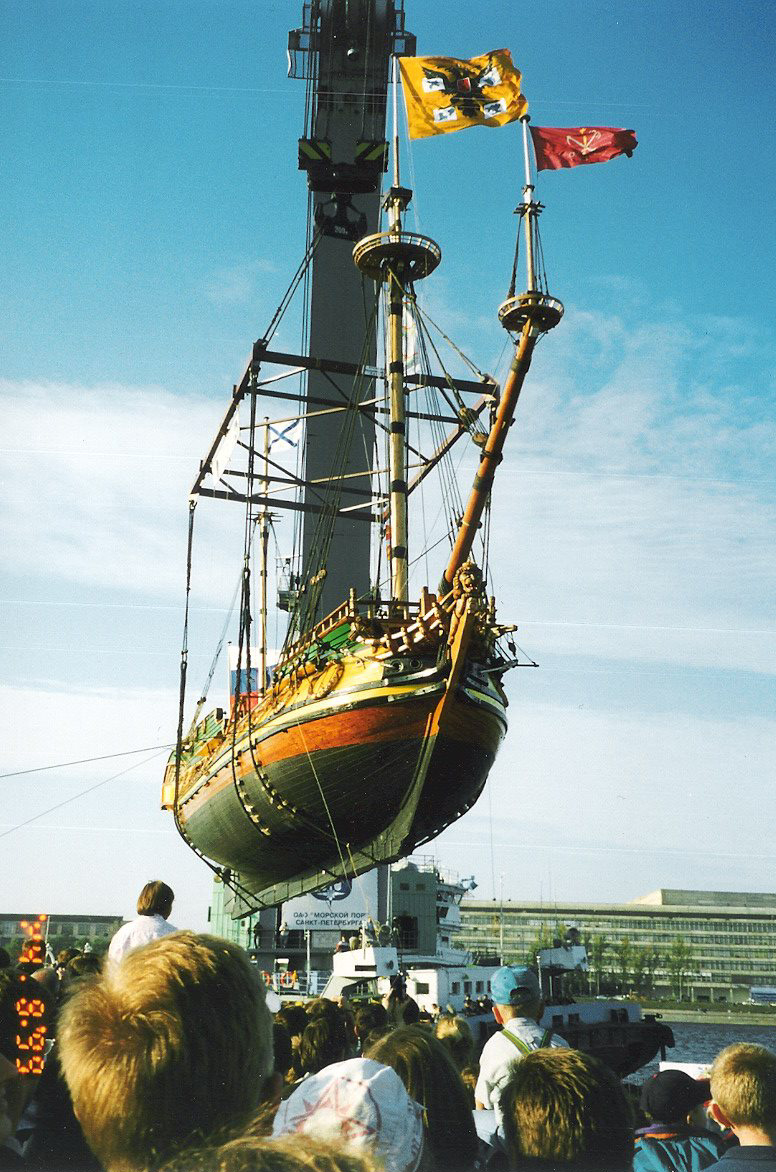
Met een duizendkoppig publiek
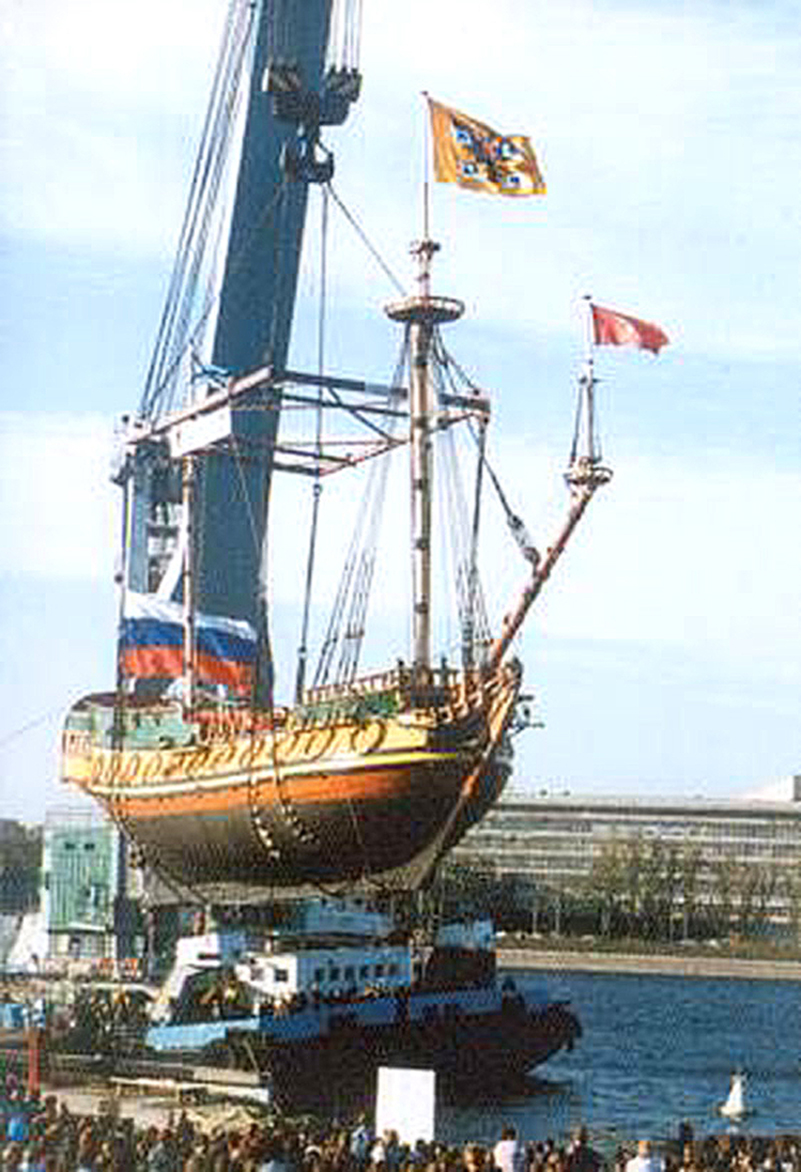
...gaat de Sjtandart statig te water

In een brief van Buckingham Palace feliciteerde Zijne Koninklijke Hoogheid, de hertog van York, de bemanning met de voltooiing van het fregat met de woorden:
"Hoewel de Sjtandart dient als een prachtige viering van de Russische zeegeschiedenis, is ze – net zo belangrijk – een investering in de toekomst om jonge Russen te helpen
– zowel degenen die bij haar constructie betrokken zijn geweest – als de vele anderen die betrokken zullen zijn bij toekomstige zeil- en trainingsactiviteiten."
"Alleen een waardige marine mag de vlag dragen met het kruis van Sint-Andreas!" zei Peter de Grote in 1712.
En zo gebeurde het: op zaterdag 4 september 1999, hees de Sjtandart het kruis, samen met de vlaggen van de keizerlijke familie, de stad Sint-Petersburg en de Russische Federatie. De gouverneur overhandigde de kapitein ook de Koninklijke standaard van Peter de Grote, waardoor het schip het recht kreeg om die vlag te voeren. Dit was de persoonlijke vlag van Peter de Grote, die hij op de originele Sjtandart voerde als het vlaggenschip van zijn marine: een gele vlag met het zwarte beeld van een tweekoppige adelaar en de vier blauwe zeeën, de latere keizerlijke vlag.

#### Afbouw te water
Het schip dreef nu wel, maar er moest nog meer dan een jaar gewerkt worden aan de inbouw en in gebruik nemen van al de technologie, motoren, tanks, enzovoorts.

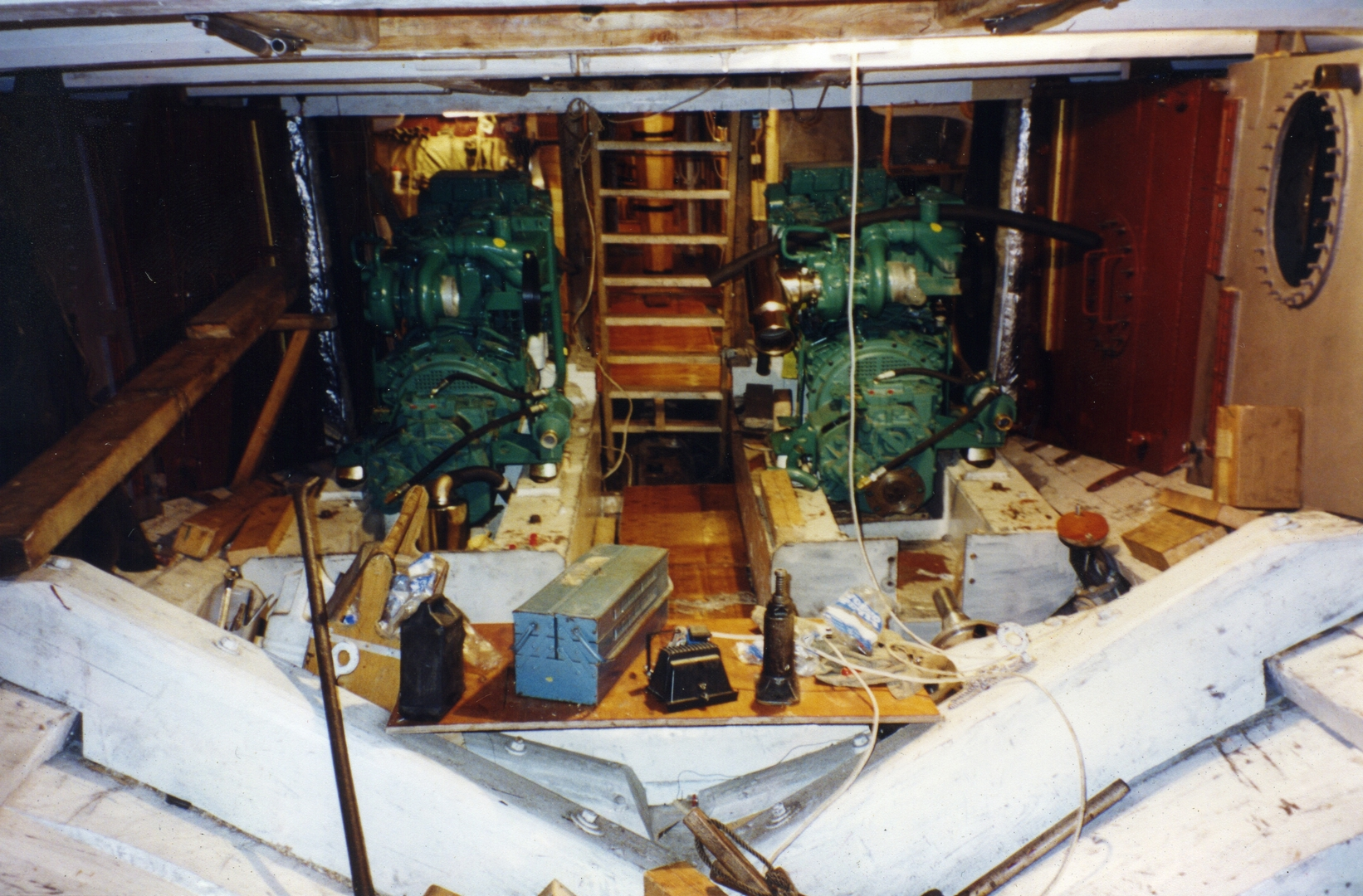
de twee Dieselmotoren in het achterschip
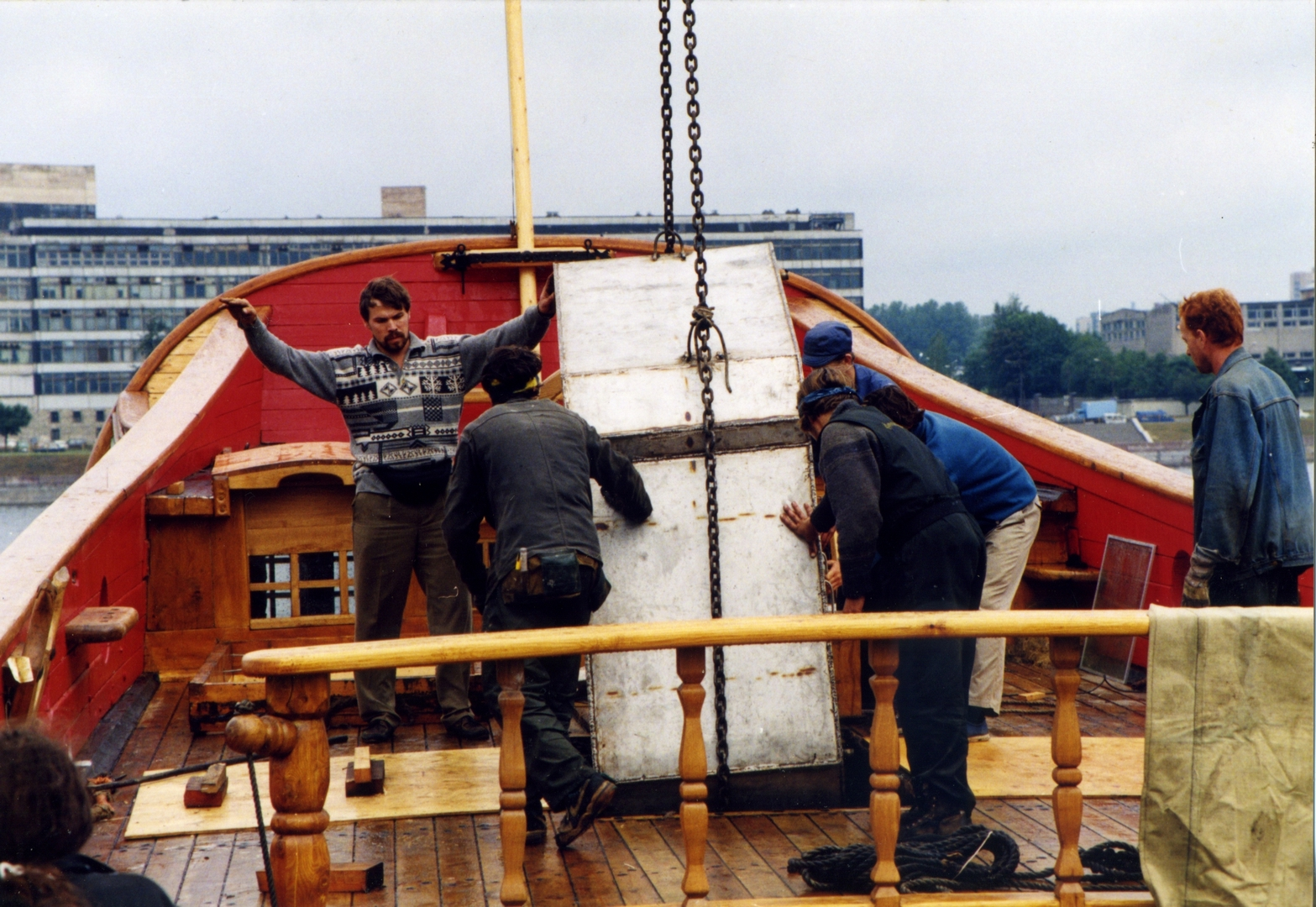
De brandstoftank moet ook worden geplaatst
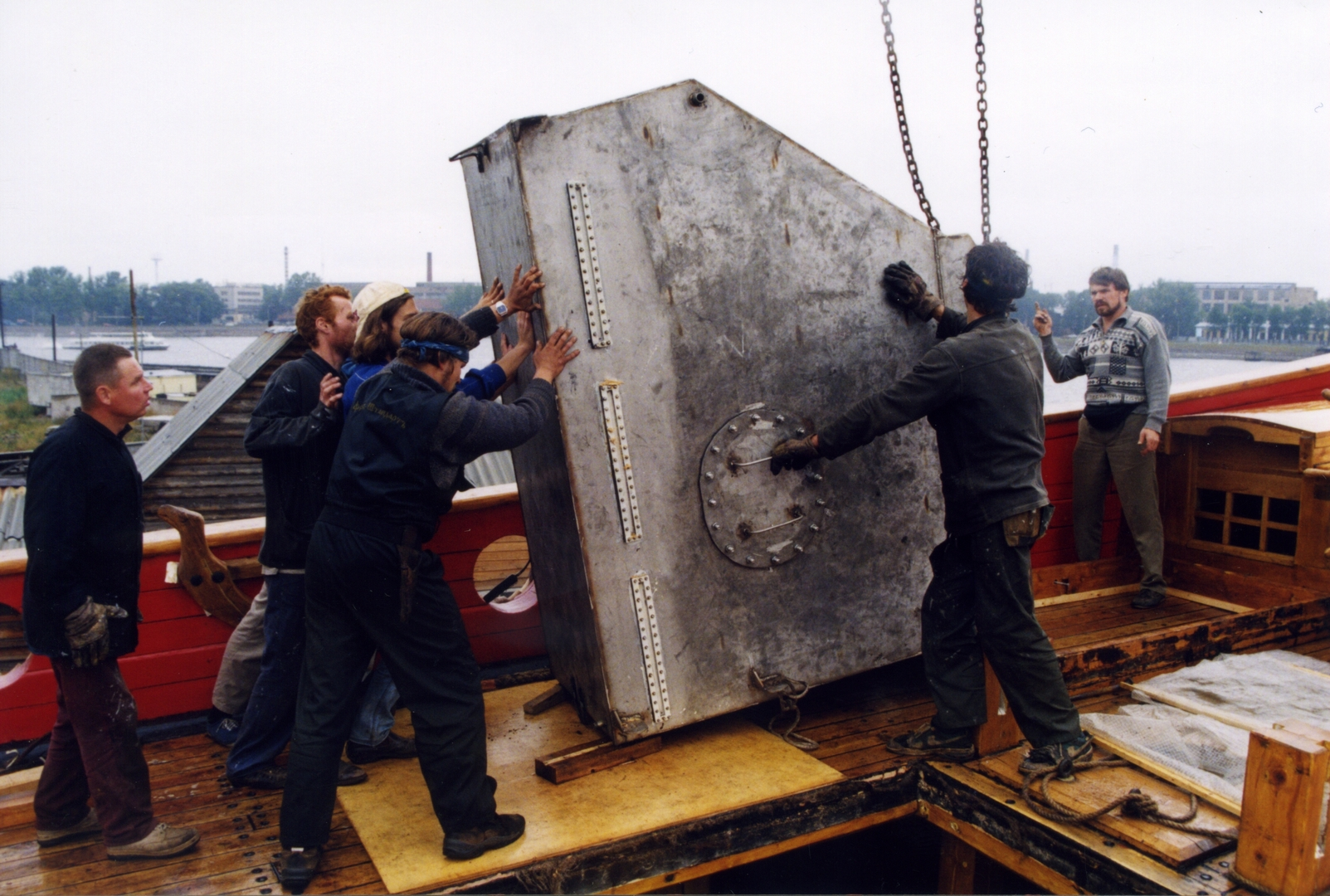
Net als de watertank, die ook een plek onderdeks moet krijgen
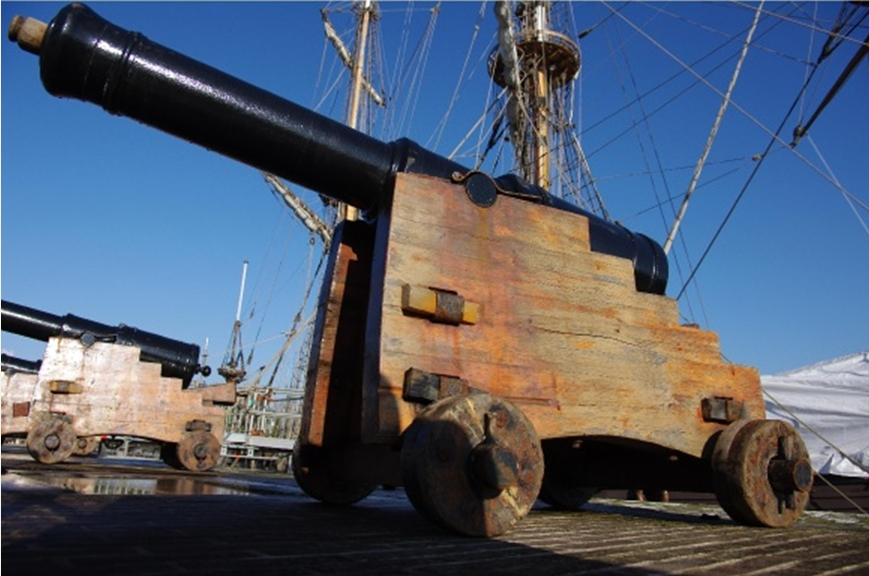
Kanonnen op rolpaarden
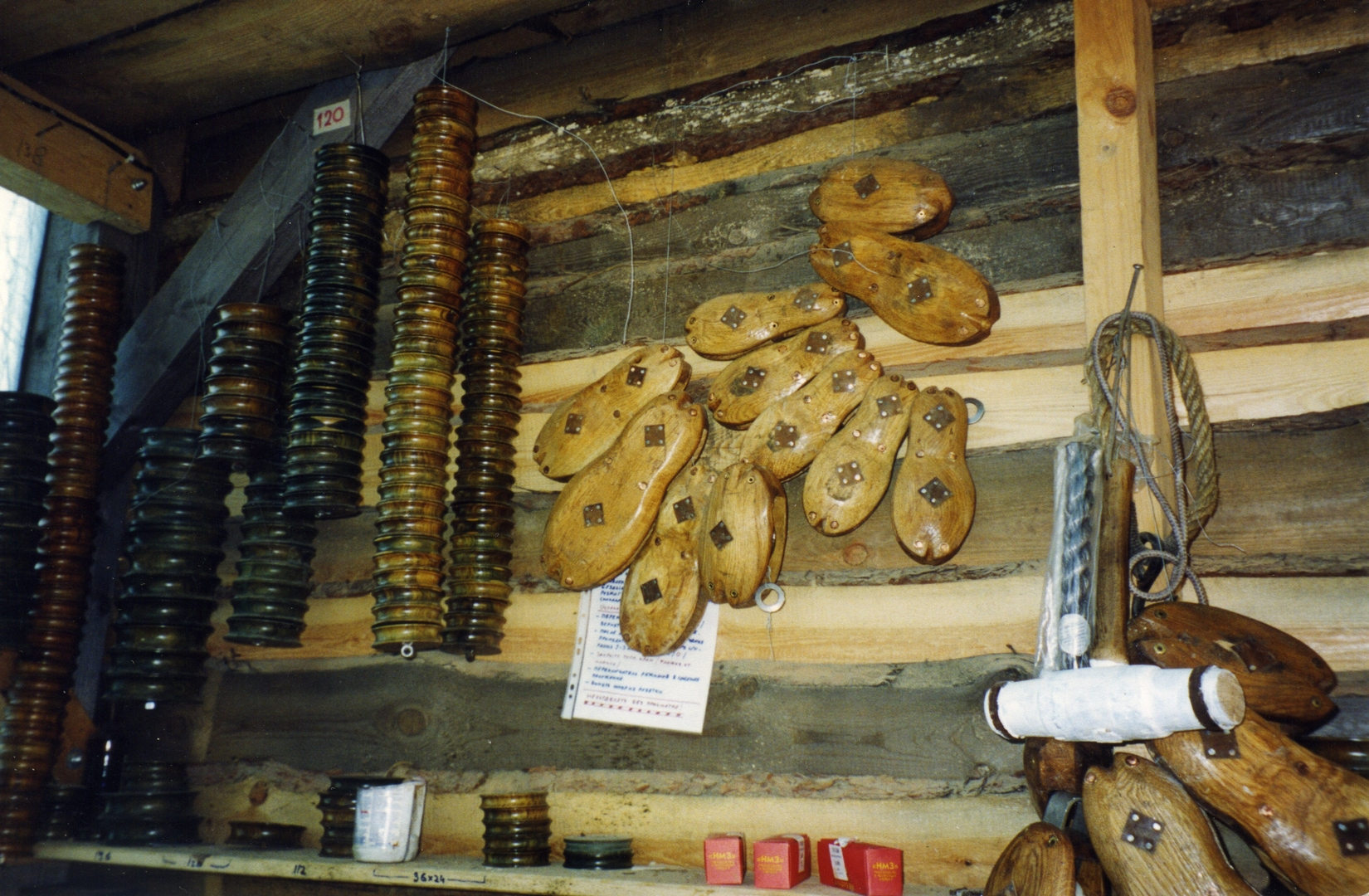
De reserveblokken in vele maten en vormen, de schijven en grommers, alles gereed

En natuurlijk ook de tuigage, marsen, stengen, ra's van vooral de grote mast en de totaal 18 zeilen (10 aan de ra's plus 8 aan de stagen).

### 2000
Alles moest zonder hulpmiddelen (een kraan o.i.d.) worden bevestigd. Voor een buitenstaander is het aantal touwen onbegrijpelijk, elk zeil heeft er minstens 6 nodig, meestal meer dan 10, maar ervaren tuigmeesters en scheepsmaten kennen hun functies allemaal en weten ook waar ze bevestigd zijn op korvijnagels of klampen.

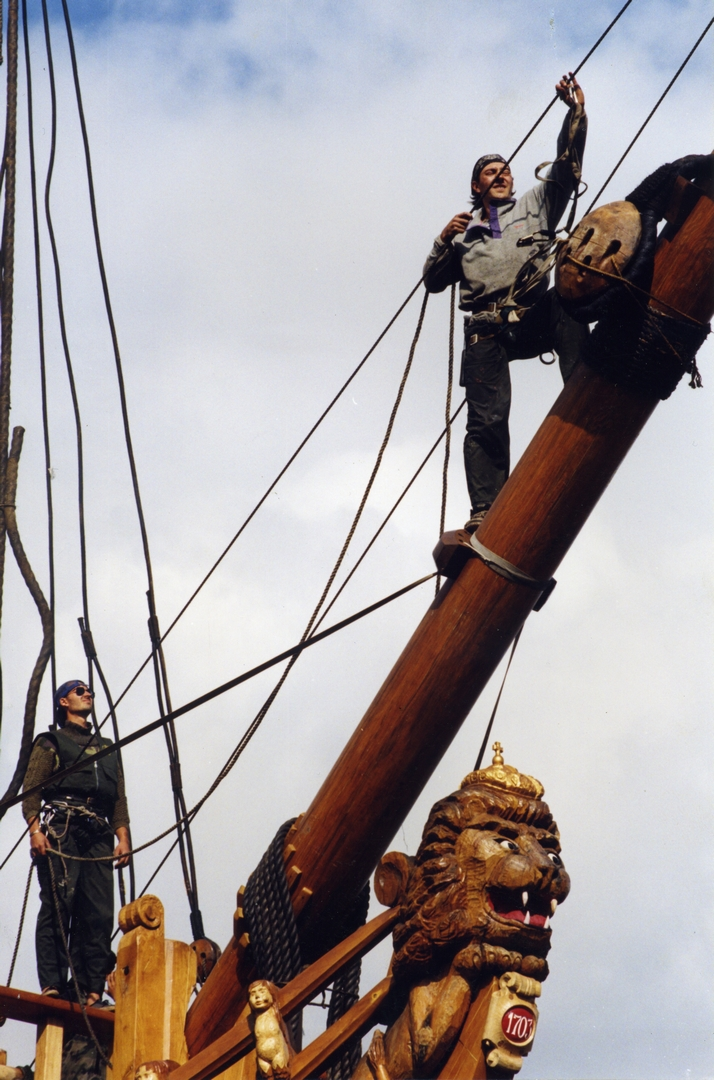
Tuigen van de boegspriet
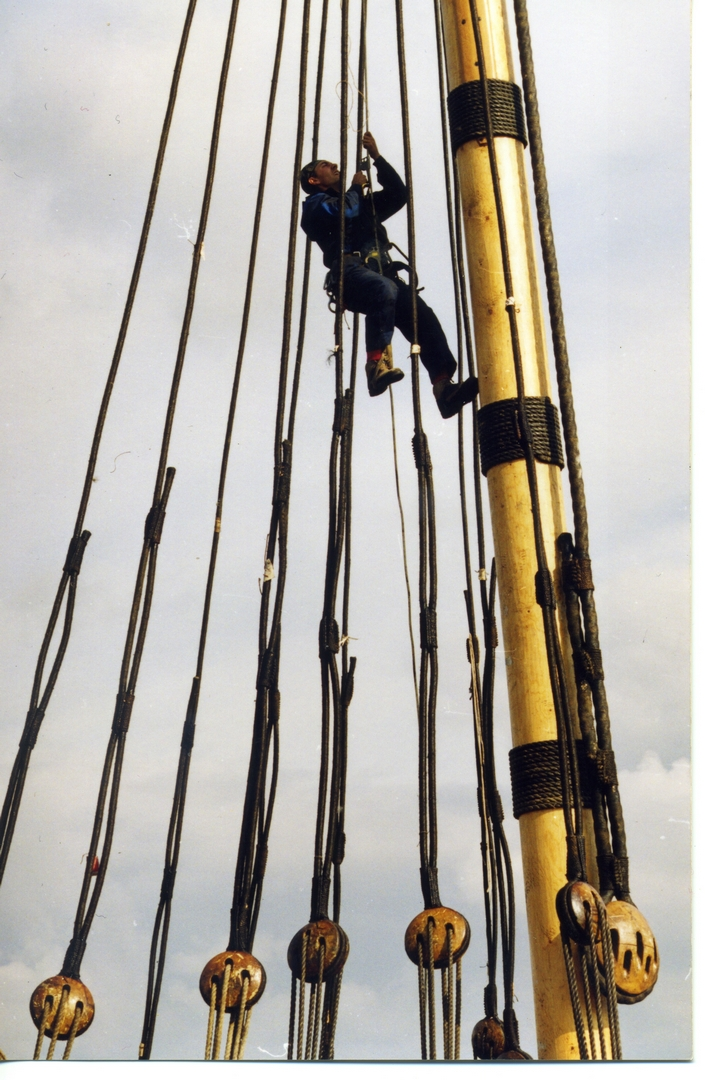
het want van de fokkemast wordt geprepareerd
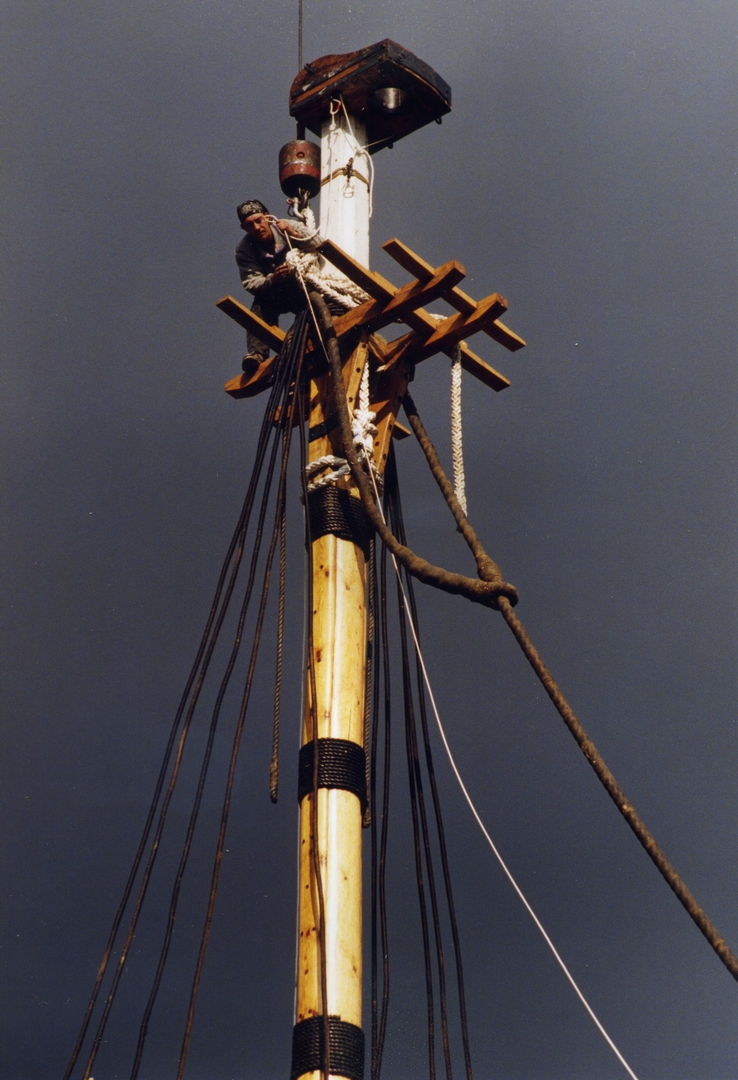
Grote marsesteng met kleine mars, ezelshoofd en voorstag
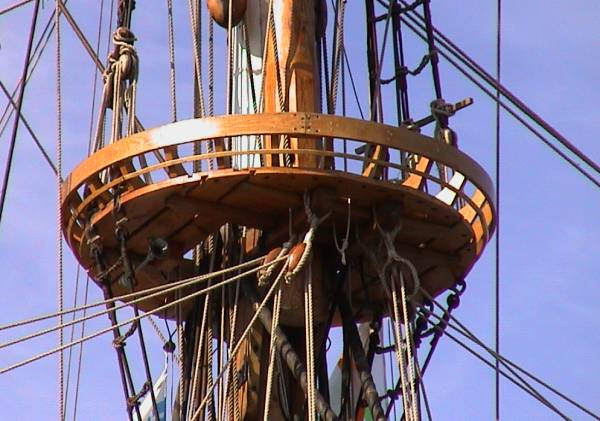
Grote mars en veel tuigage

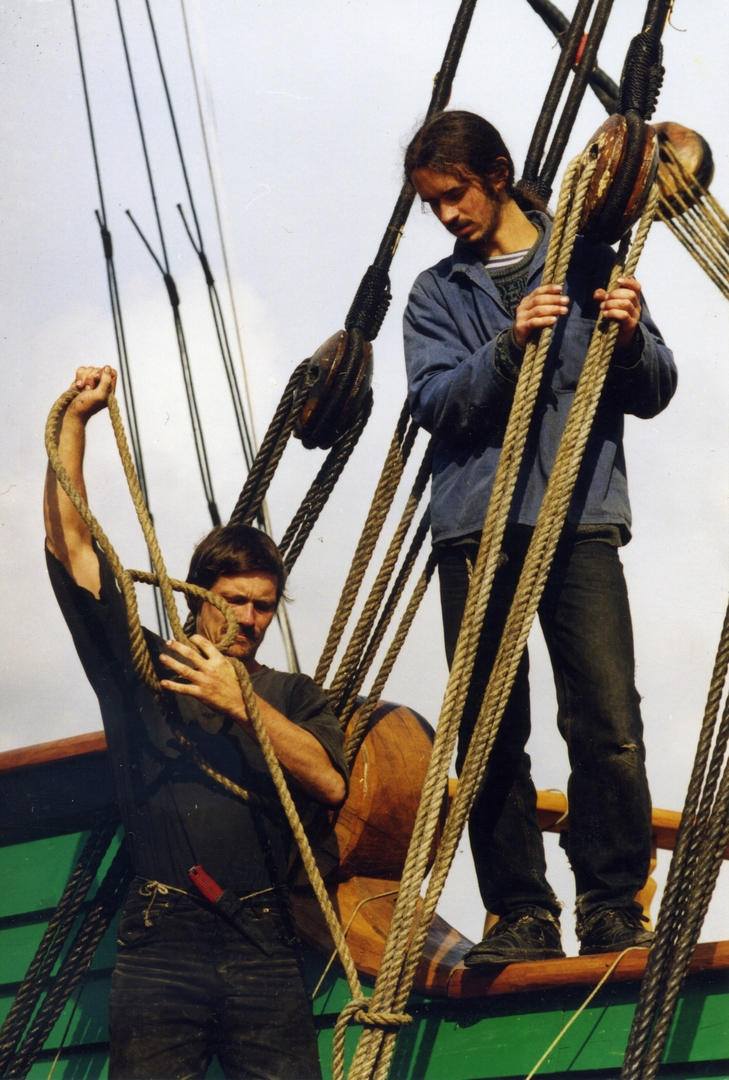
Tuigen van de bezaan, het want
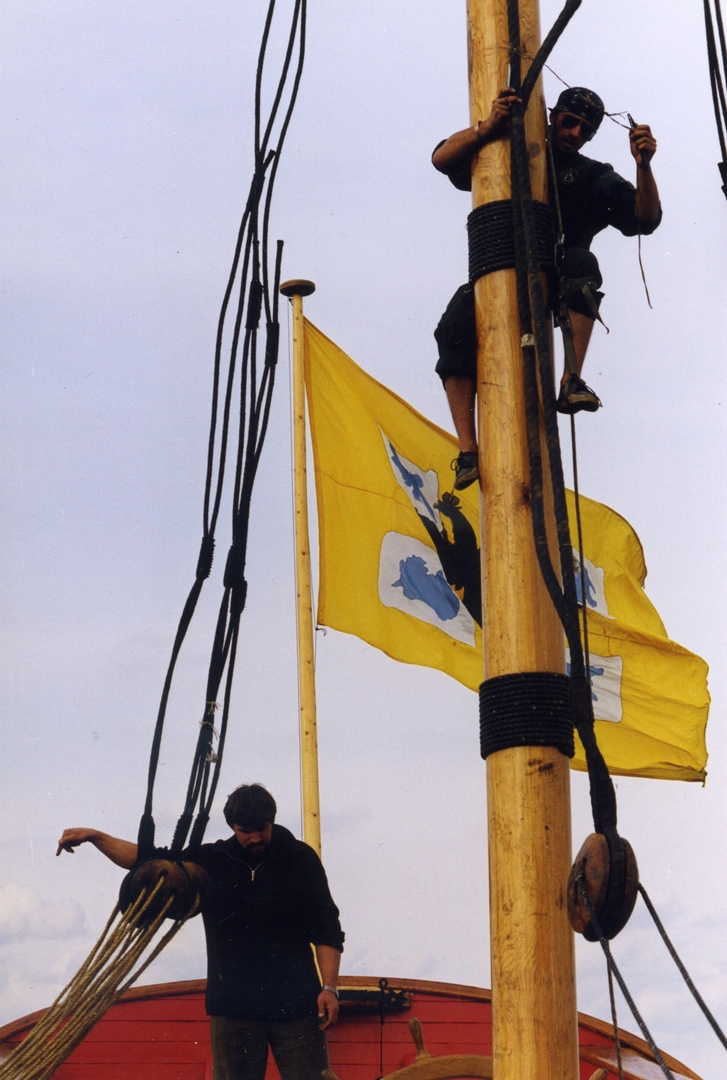
hoogwerken met 't tuig van de Bezaan
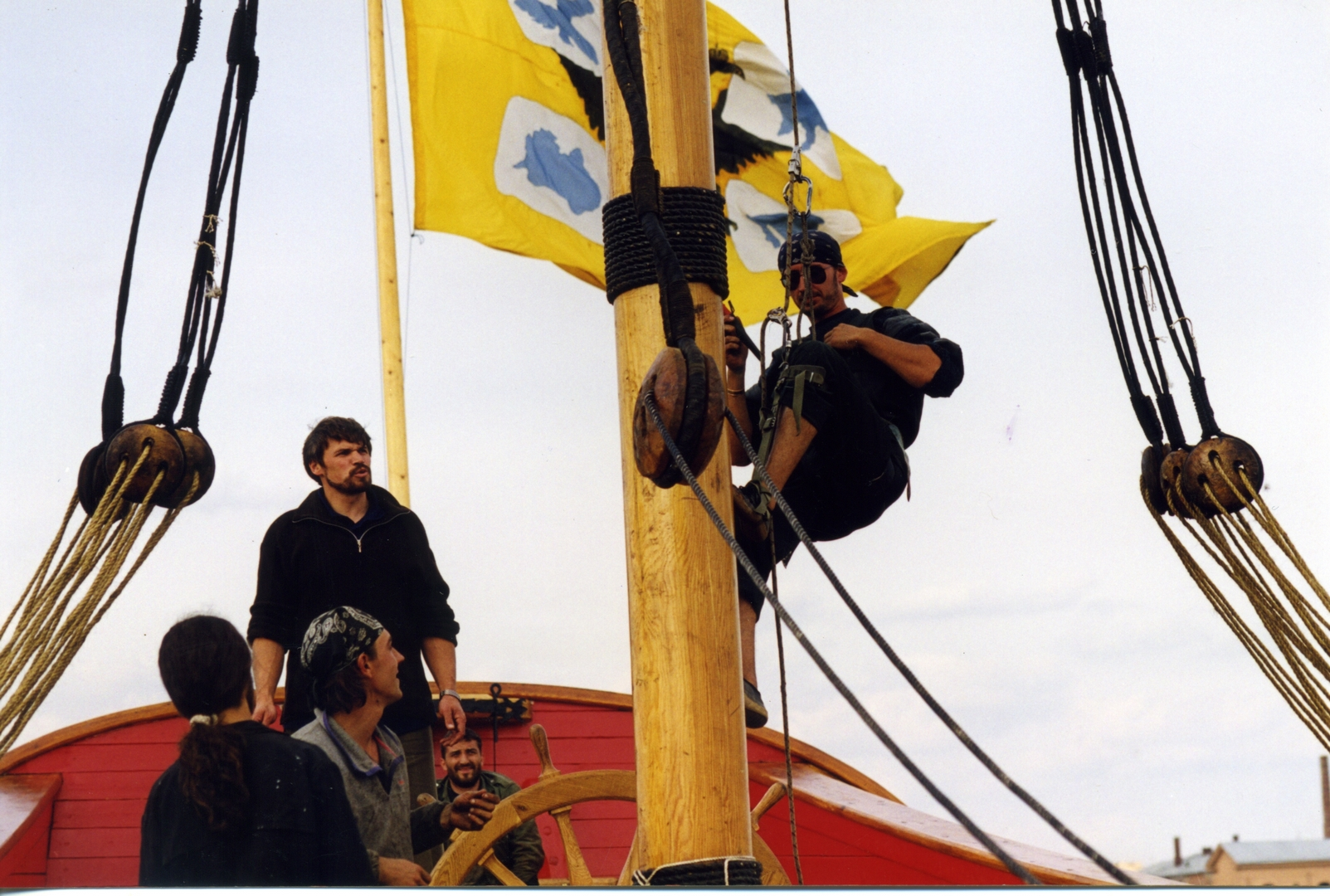
Prepareren van de wanten van de bezaan
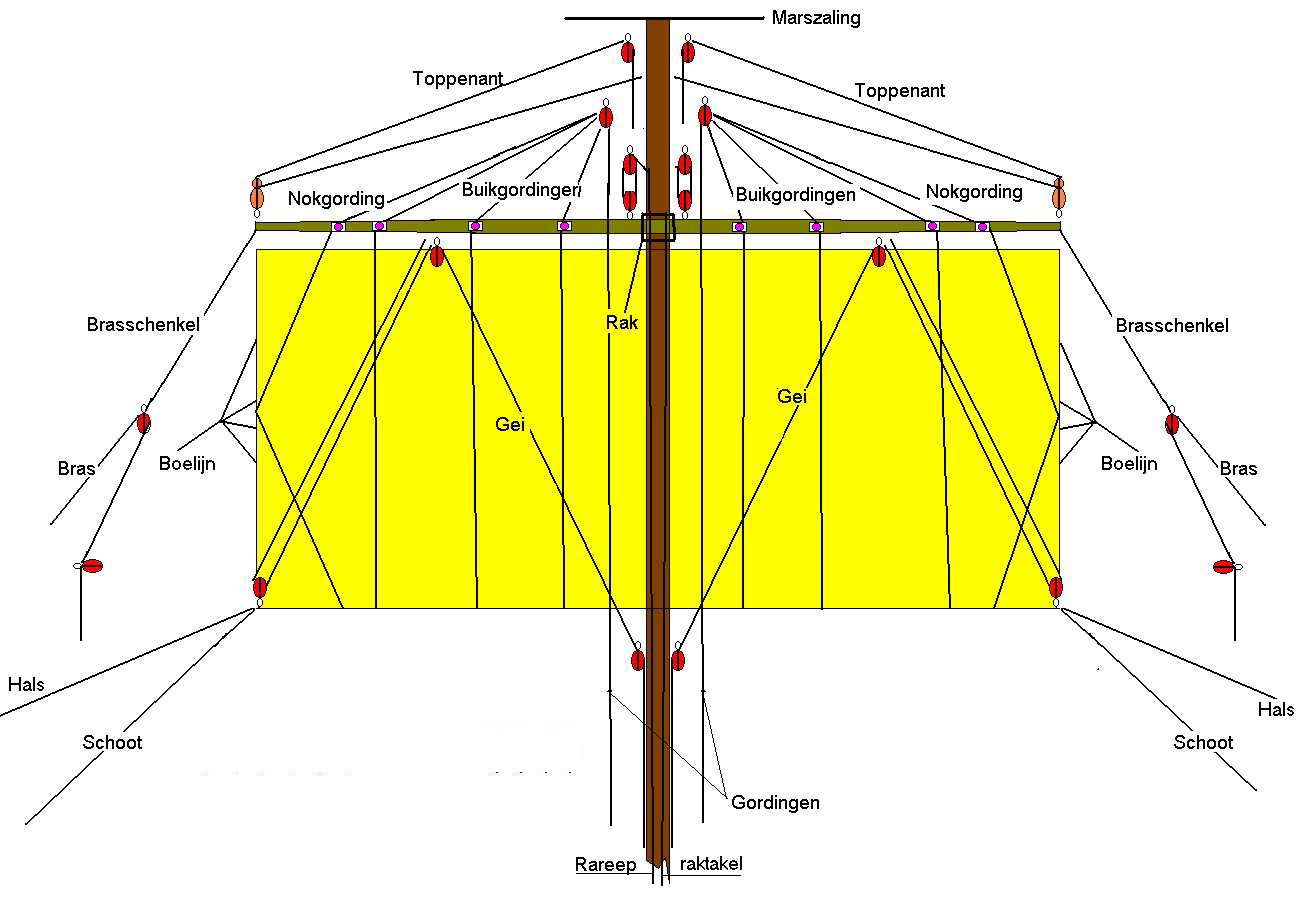
(bijna) alle lijnen die nodig zijn om een grootzeil van een dwarsgetuigd schip te bedienen

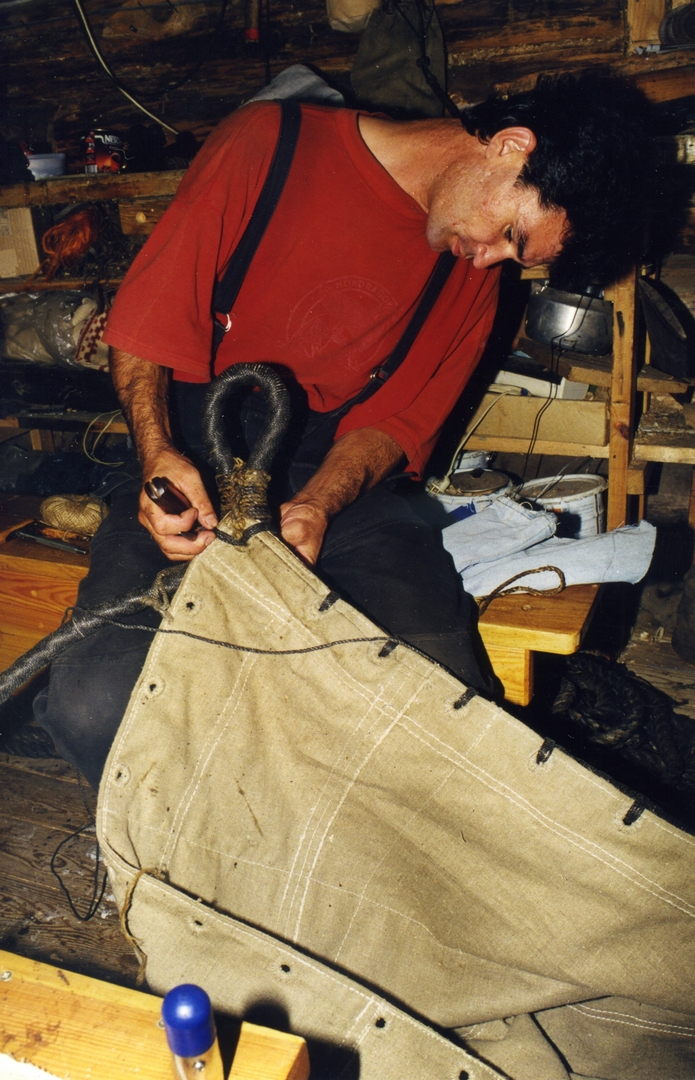
Schiemanner doet het detailwerk: het naaien van de zeil-ogen
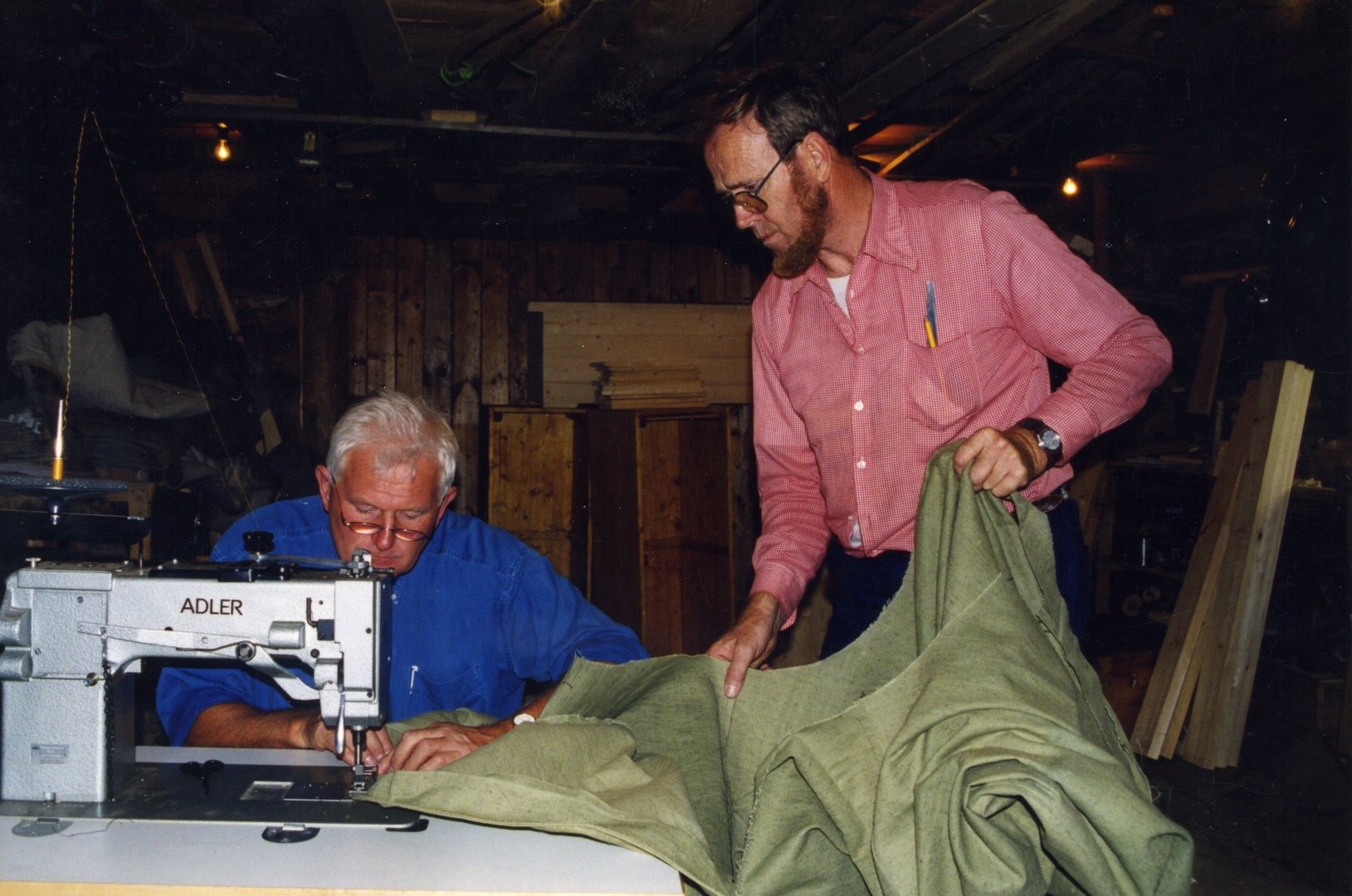
De Nederlandse zeilmaker Henk de Boer aan 't werk, bijgestaan door z'n "schieman"

De maidentrip moest worden voorbereid en het bouwterrein worden 'geschoond', want er moest over het terrein een autoweg rond het centrum van de stad worden aangelegd.

#### Aanvang 'Maidentrip'
Tijdens de vertrekceremonie op 25 juni 2000 werd de officiële Russische marinevlag, het St Andrews-kruis, aan kapitein Martous overhandigd door admiraal Kornilov, van de marinebasis van Sint-Petersburg.
Dit gebaar vormde de erkenning van het historische belang van de Sjtandart in de Russische marine, hoewel het replica-schip daar geen deel van uitmaakt.
Het schip heeft dus het recht om twee officiële Russische vlaggen te voeren.
De oorspronkelijke Sjtandart had in oorlogstijd een bemanning van 150 man. Voor de replica is de vaste bemanning 12 personen en vullen vrijwilligers die het "vak" willen leren, de crew aan.
De 28 kanonnen aan boord worden gebruikt voor saluutschoten met losse flodders. De nieuwe Sjtandart zeilde met een bemanning van 40 naar Zaandam en Chatham aan de Thamesmonding.
Twee plekken die Peter de Grote bezocht tijdens zijn Grote Ambassade, de reis naar het westen tussen 1694 en 1698.

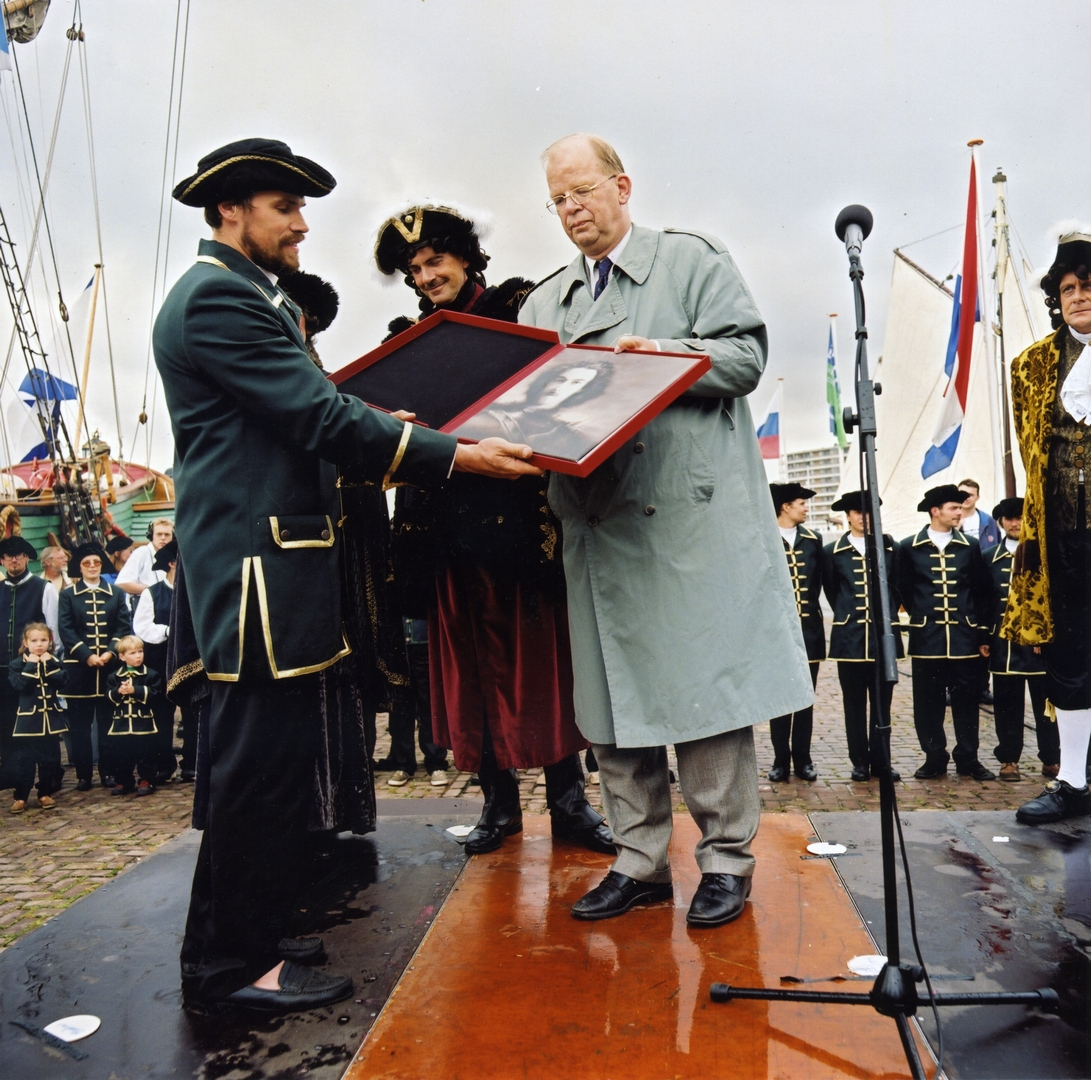
Burgemeester R. Vreeman van Zaandam reikt op 5 juli portret Peter de Grote uit.
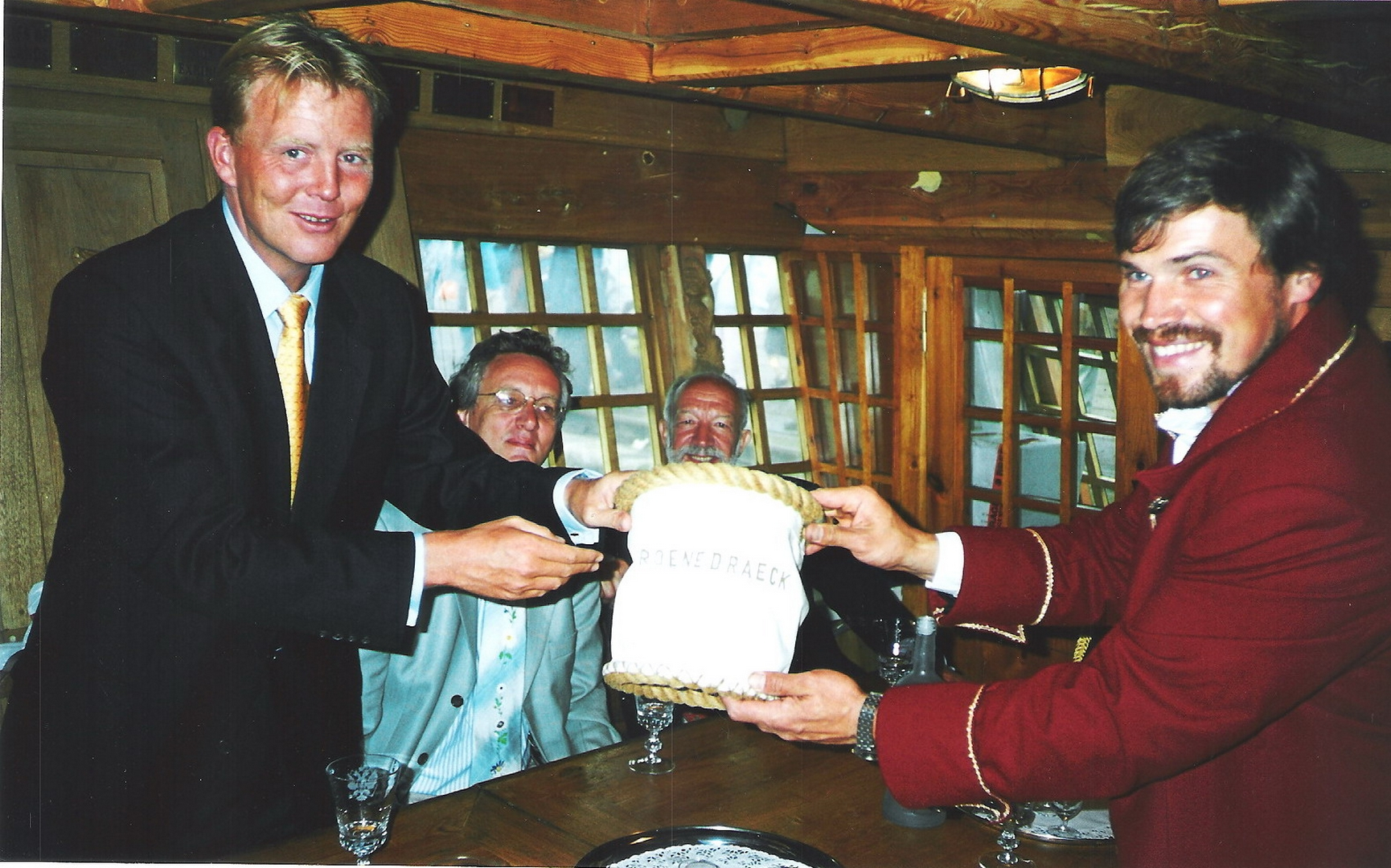
Prins Willem Alexander biedt waterputs aan, afkomstig van het koninklijk jacht 'De Groene Draeck (schip, 1957)'  Twee hoge ambtenaren kijken toe.
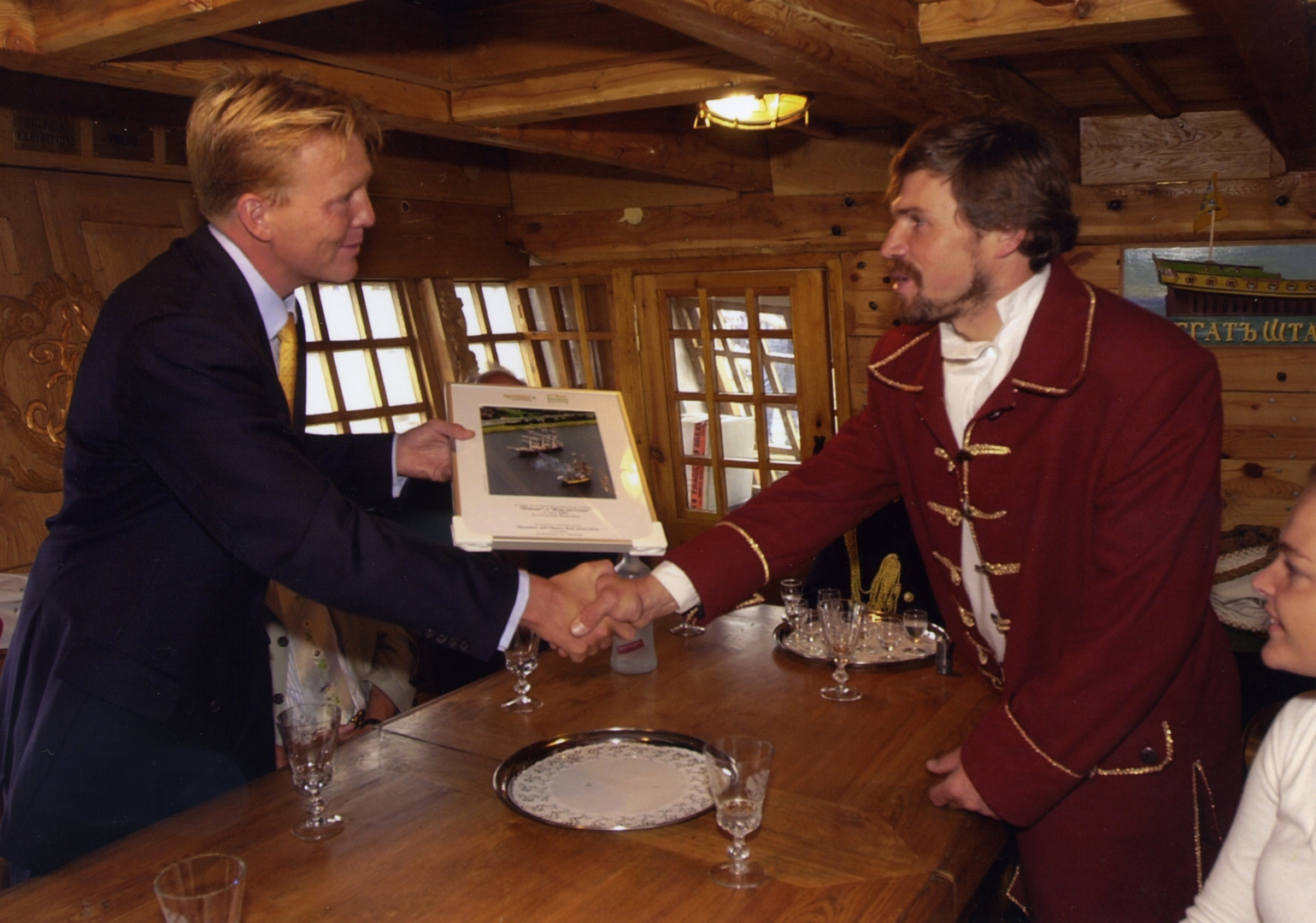
Prins Willem Alexander reikt een foto uit van "stad Amsterdam" en de Sjtandart, die op 5 juli een saluutschot loste op het Noordzeekanaal vóór Sail 2000

In Zaandam werd door de burgemeester een portret van Peter de Grote aan Vladimir Martus uitgereikt. In Amsterdam werd "Sail 2000" aangedaan, waar prins Willem Alexander het schip bezocht.
Sjtandart werd de traditionele naam voor Koninklijke Russische jachten, verschillende exemplaren werden gebouwd na die van tsaar Peter. De laatste was het stoomjacht Standart van tsaar Nicolaas II,
de laatste tsaar van Rusland. Een model is te zien in het Scheepvaartmuseum van Sint-Petersburg. In Petersburg vaart een riviercruiseschip met dezelfde naam.

## Verdere gebeurtenissen
In de meer dan 20 jaar van het bestaan van de "nieuwe" Sjtandart, bestrijken de reizen geheel West-Europa, van voorbij de Noordkaap naar Kirkenes in 2009, tot de Canarische Eilanden (winter 2013-14), en van Cyprus (november 2021) tot Belfast (2017). Samenvattend, de afgelopen 20 jaar zijn 120 havens bezocht in 19 landen. Er is 200.000 mijl gevaren, waarvan meer dan 120.000 zeilend.

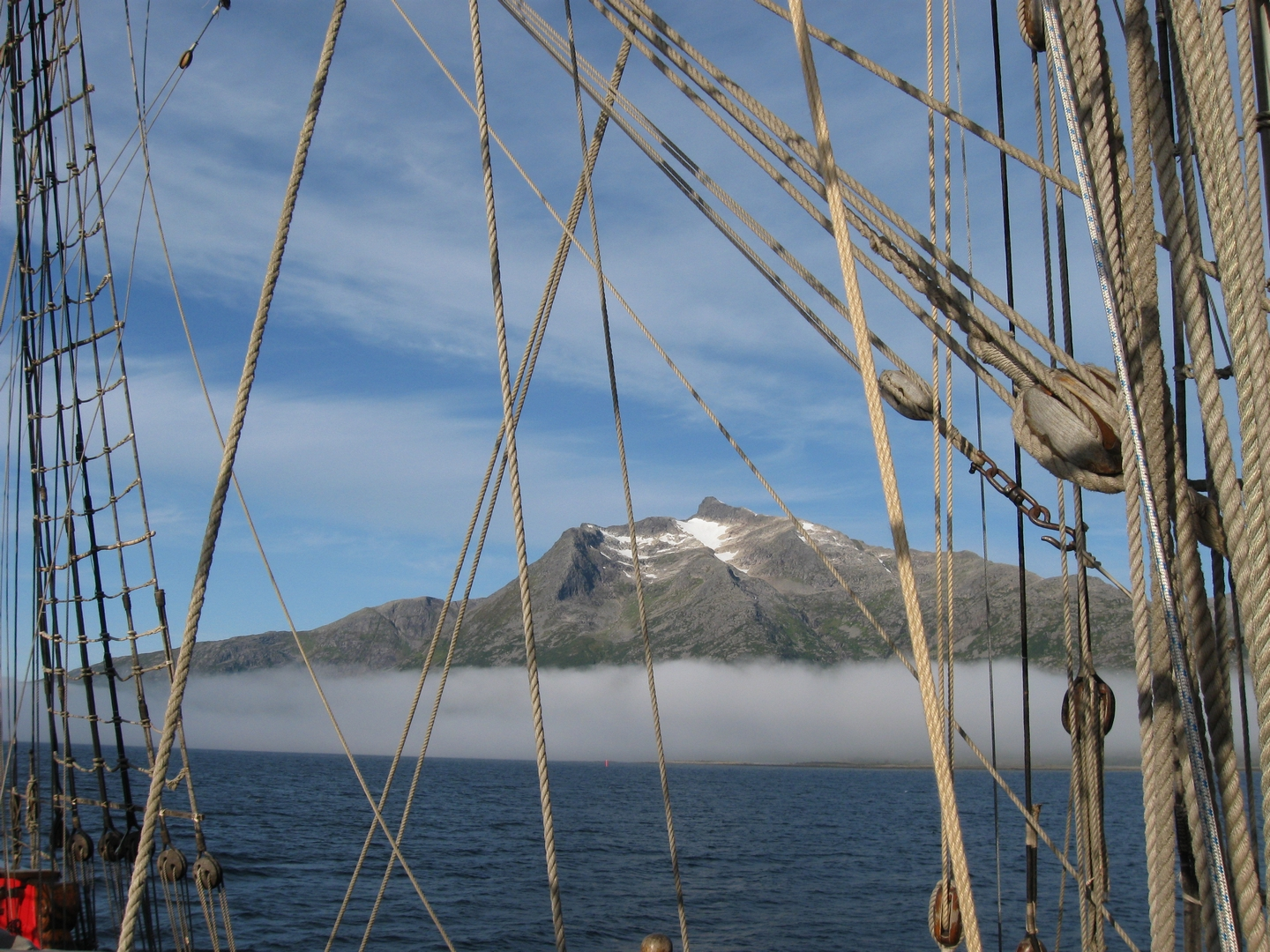
Sneeuw op de toppen bij de Noordkaap-Noorwegen op 26 augustus 2009
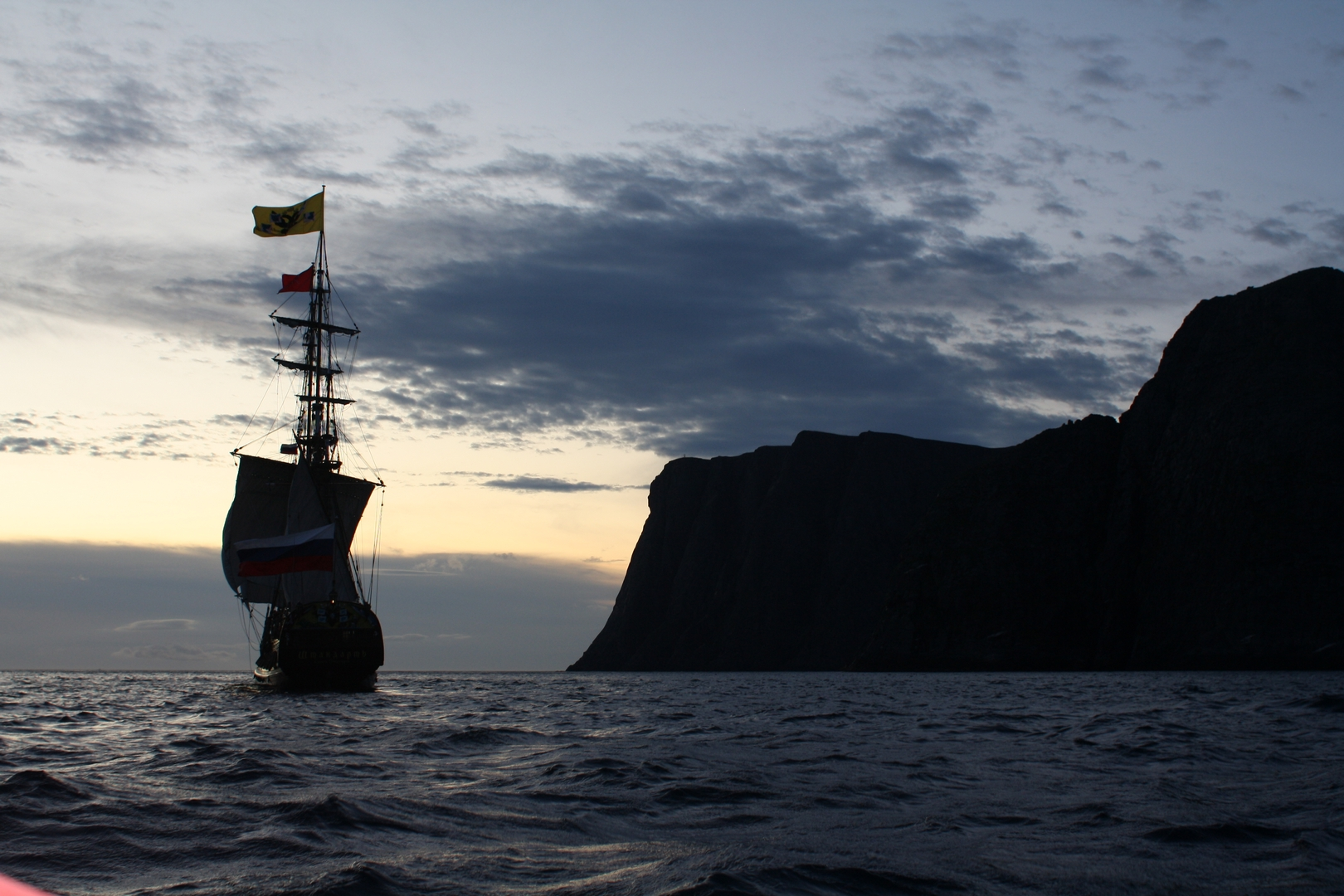
Bij lage zon wordt de kaap gerond op 31 augustus 2009 (foto vanuit de sloep)
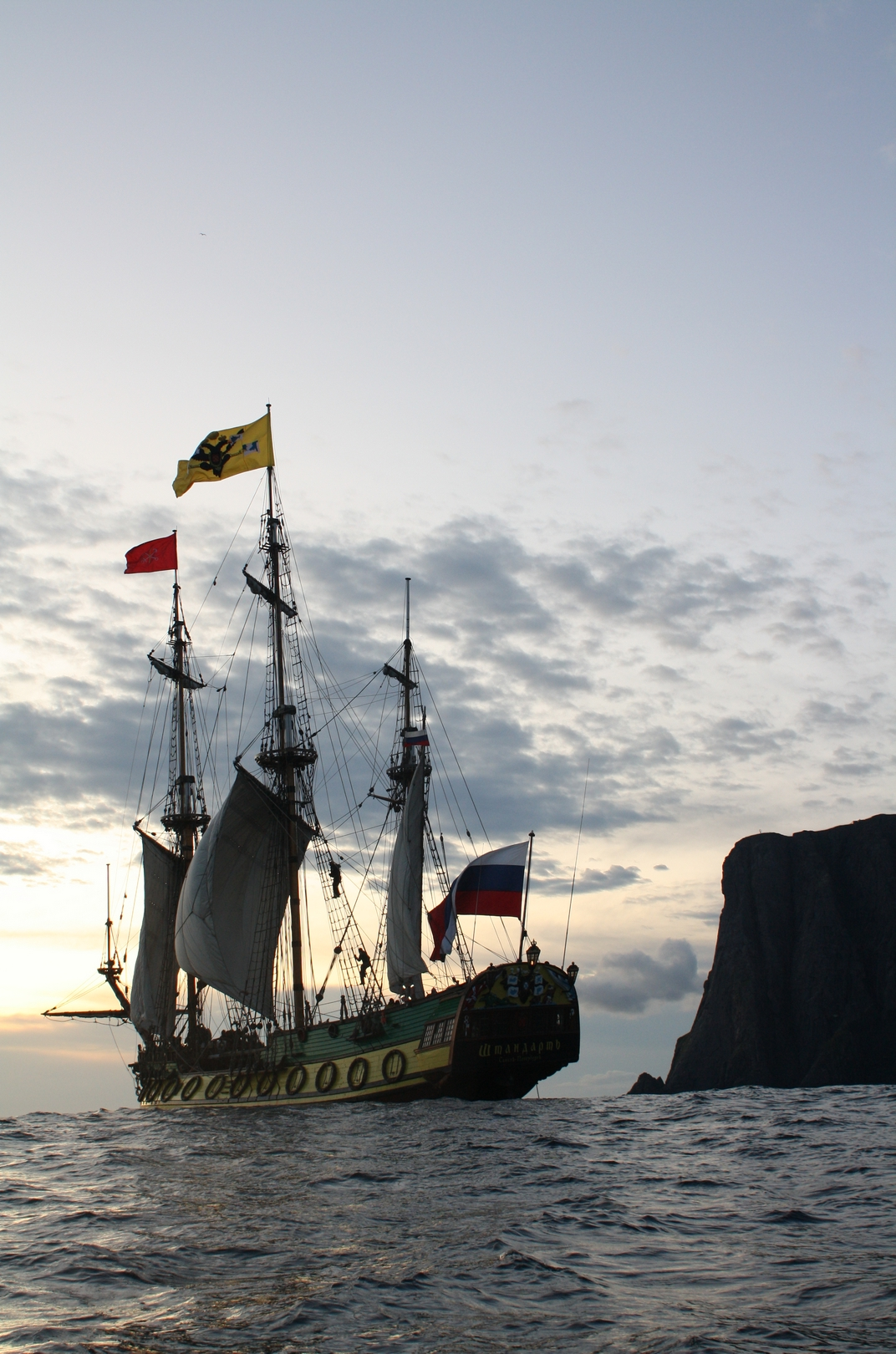
Bij lage zon wordt de kaap gerond op 31 augustus (foto vanuit de sloep)
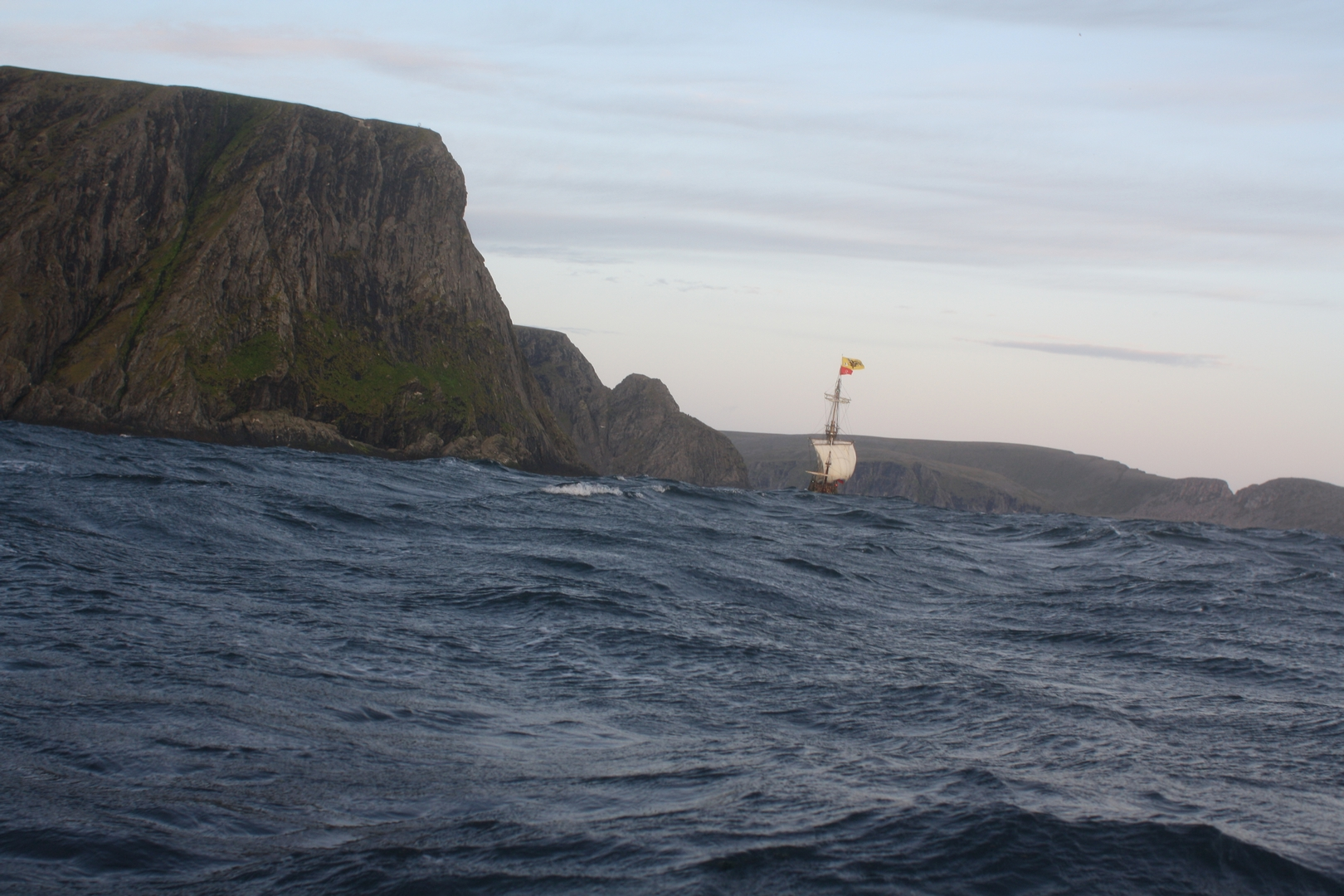
Op weg naar Kirkeness (foto vanuit de sloep)
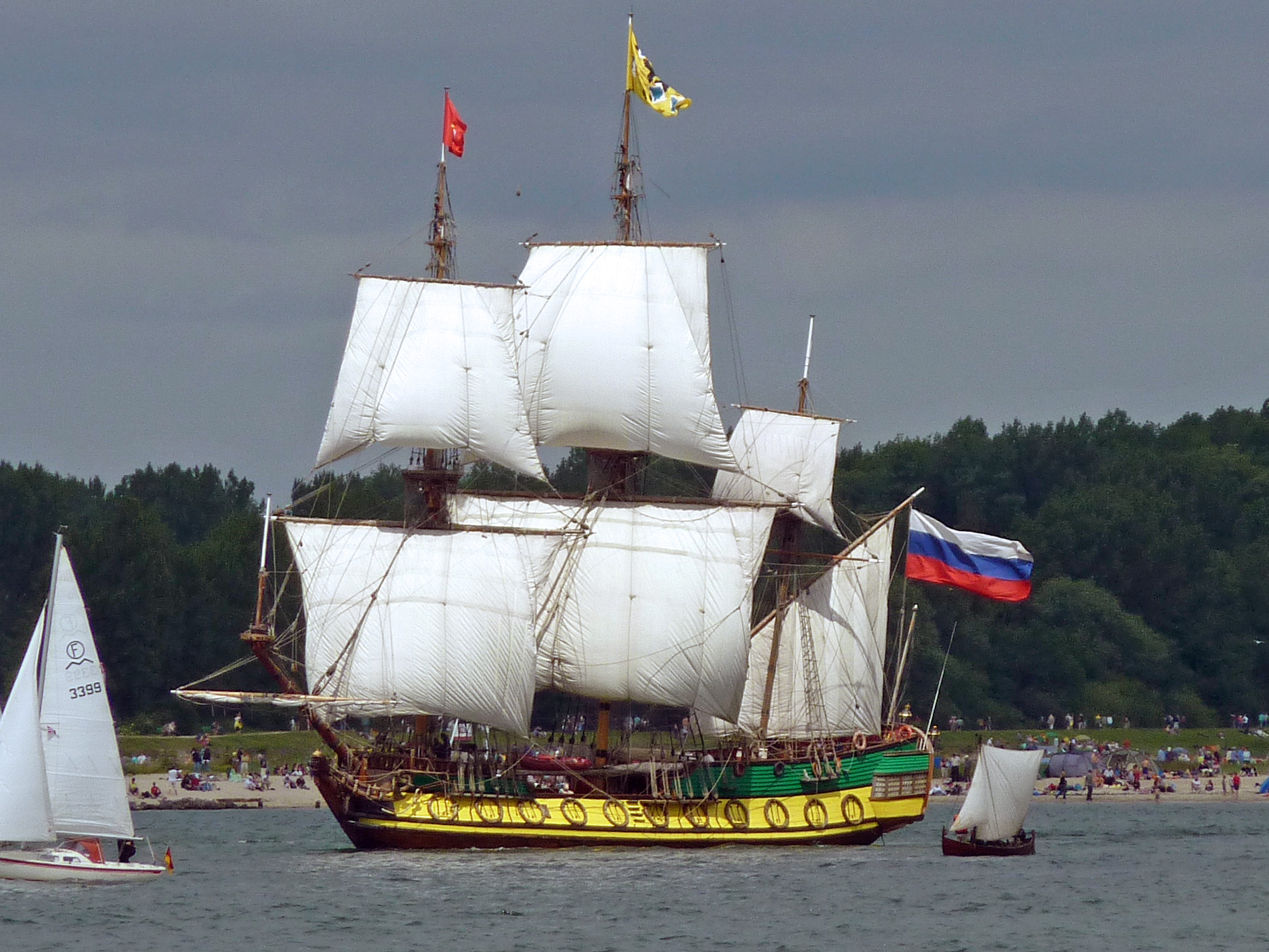
Sjtandart 2010 in Kiel

Als meewerkende, jonge cursisten hebben meer dan 9000 jongeren een zeilvaart- en teambuilding ervaring opgedaan, die aan de wal niet is te evenaren. Sommigen van hen varen (en werken) een heel seizoen mee. Het is niet alleen varen, navigeren en de havens bezoeken, maar ook aan vele maritieme evenementen worden bezocht. Brest, Amsterdam, Hamburg, Sheerness als meerdaags evenement, maar ook de kleinere, zoals vertrek- of finish-evenementen van regatta’s, zoals Scheveningen.
Er zijn ook havens waar langere tijd wordt verbleven, zoals La Rochelle 2021, waar vandaan kortdurende toeristische zeiltochten worden gehouden.
Sommige havens hebben de (begrijpelijke) voorkeur voor reparatie- en onderhoudswerkzaamheden, zoals Zaandam, Hellevoetsluis (het droogdok Jan Blanken) en La Rochelle.
De totale revisie is gedaan in een kleine Portugese haven Vila do Conde in de winter van 2016-2017
Een kleine chronologische opsomming van Nederlandse evenementen en bezoeken:
- 2000 Zaandam (15 juli), Sail Amsterdam (24-28 augustus)
- 2001 Amsterdam-Oudeschild
- 2002 Den Helder, Rotterdam-Vlissingen (16-25 april)
- 2004 Rotterdam
- 2005 Lelystad
- 2006 Scheepswerf de Delft Delfshaven (16-25 juli), Rusland 300-evenement
- 2007 Harlingen (Visserijdagen)--Sail "deRuyter"-race: Den Helder (17 augustus)-Vlissingen (25 augustus): Sjtandart haalt 3e plaats
- 2009 Stichting opgericht
- 2010 Scheepswerf de Delft Delfshaven (februari), Sail Amsterdam (20 augustus), Enkhuizen (beurs Klassieke schepen)
- 2011 Vlissingen (18-21 mei)-Droogdok Jan Blanken-Rotterdam-Lelystad (filmen van "Nova Zembla", "Brieven boven water" en "de Slavernij")-Zaandam
- 2012 Vlissingen-Middelburg(24-28 augustus)/Willemstad (VMBO, 4 september)[5]-Hellevoetsluis(huidrepair)[6]-Scheveningen(14sept2012[7])-Scheepswerf deDelft Delfshaven(overwinteren)-
- 2013 Delfshaven reparaties (januari-apri)-Amsterdam (30 april, "Koningsvaart")-Enkhuizen (mei)-Vlissingen (19juni)-Sail "deRuyter" Amsterdam/Zaandam (augustus-oktober)-Delfshaven (zeegevecht, 12 oktober)
- 2014 Amsterdam-Kampen-Lelystad-Harlingen (april) - Amsterdam (filmen van "M.A. de Ruyter") (juli)[8]-Zaandam-Enkhuizen (oktober)
- 2015 AmsterdamSail (19 augustus)-Delfshaven-Vlissingen[9] (filmen van "M.A. de Ruyter") (augustus) - Londen (september)
- 2016 Rotterdam (augustus)-Zaandam (september)-Vila do Conde Portugal-Winterstop-reparaties
- 2017 Vila do Conde (januari)-Scheepswerf de Delft Delfshaven (juli), Enkhuizen (oktober)
- 2018 Amsterdam-Enkhuizen, vinish VOR (juni-juli)-Amsterdam(24 september)[10]
- 2019 Scheveningen-sail (juni)-Amsterdam (september)
- 2020 Zaandam (7-20 juli)-Belgie-Hellevoetsluis Droogdok Jan Blanken (10-17 augustus)-Zaandam (open monumentendagen)
- 2021 Zaandam-Texel-Harlingen (mei)-Hamburg-Riga-Zaandam-via La Rochelle naar Rhodos en Cyprus (Limasol)

Het schip deed mee aan maritieme evenementen en figureerde in meerdere films, onder andere 'Nova Zembla', het verhaal van Willem Barentsz, en later ook in 'Michiel de Ruyter'.
Er is in 2009 een stichting opgericht die jonge mensen de gelegenheid biedt om zichzelf en anderen te ontwikkelen in de vele facetten van de maritieme maatschappij.

### 2022
Ten gevolge van internationale sancties tegen Rusland na de Russische invasie van Oekraïne in 2022 worden Russische schepen, ook de Shtandart, niet toegelaten in Europese havens. Daarnaast beweert de kapitein van het schip, Vladimir Martoes, dat Russische havenautoriteiten het schip zouden gijzelen vanwege een conflict met de havenautoriteiten van Sint-Petersburg. Het schip lag afgemeerd in Port-de-Bouc, nadat het was afgewezen voor het innemen van brandstof in Sète en Malta, en was van plan door te gaan naar Denemarken via Spanje, Frankrijk, België en Nederland.
Op 6 mei 2022 vertrok het schip op motorkracht uit Port-de-Bouc, met als eindbestemming San Sebastian. Op 26 mei werd Pasai San Pedro bereikt.

### 2024
De maatregelen tegen Russische vaartuigen zijn nog steeds van kracht, maar de Franse autoriteiten hebben de laatste tijd toegestaan, na uitgebreide juridische discussies, dat de Sjtandart weer de Franse havens mag bezoeken. Dit is uitgebreid op de eigen website, https://shtandart.eu/save-shtandart/te lezen ( Frans en Engels ) maar dat is niet altijd het geval, zelfs "Brest - Maritime" werd geweigerd. Zie deze Youtube film: Youtube film explaining results of sanctions: "https://www.youtube.com/watch?v=T1paajcuUBw"

### 2025
Het jaar begon met de reeds in 2024 aangekondigde opknap/onderhoudsbeurt in de haven van La Pallice, (la Rochelle) https://shtandart.eu/shtandart-will-spend-nearly-a-month-in-the-dry-dock/
- Zie ook:
- Tall Ships' Races